# Représentations diplomatiques de la Russie

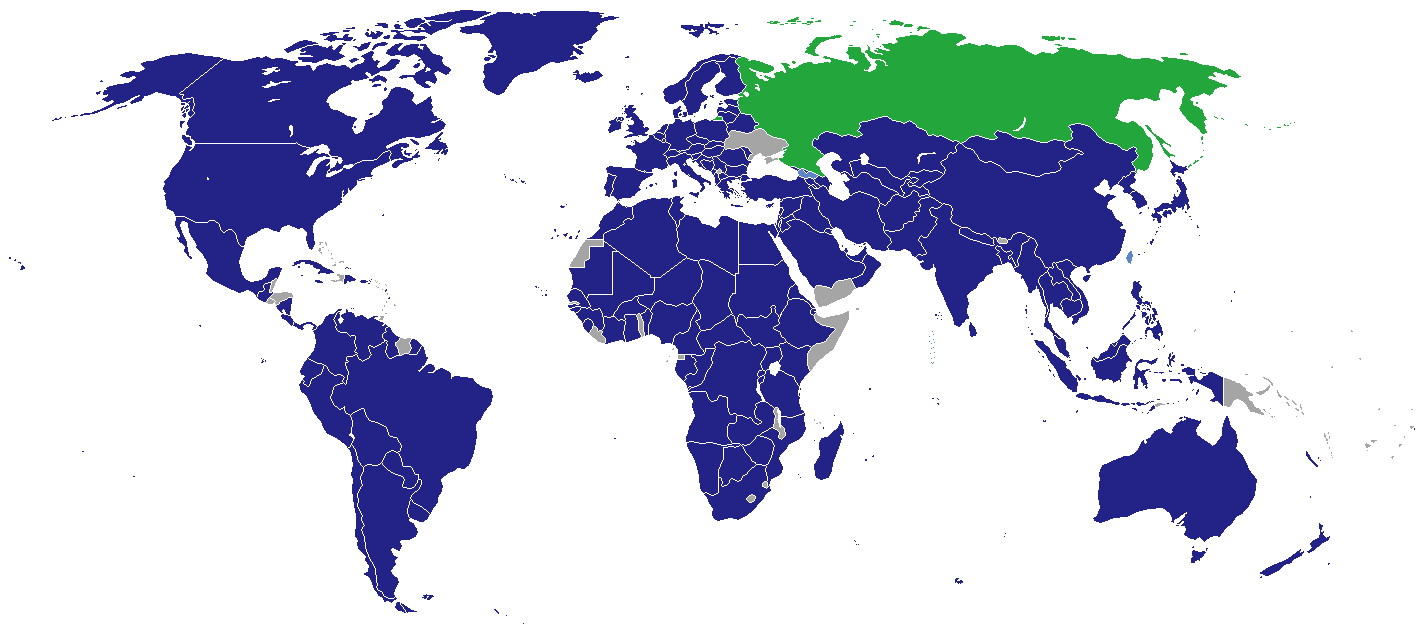
Représentations diplomatiques de la Russie.

Les représentations diplomatiques de la Russie sont l'ensemble des ambassades et consulats russes établis à l'extérieur du territoire de la fédération de Russie, dépendant du ministère des Affaires étrangères. La Russie dispose d'un des réseaux d'ambassade parmi les plus étendus au monde, couvrant la quasi-totalité des États reconnus.
Les intérêts russes se situent principalement en Europe de l'Est, ainsi que dans l'étranger proche, notion russe désignant les pays frontaliers issus de la chute de l'URSS. En héritage de la guerre froide, la Russie a hérité de représentation nombreuses dans le Tiers monde africain et asiatique, dont la promotion du communisme a laissé place aux enjeux commerciaux. Enfin, la présence diplomatique extérieure offre de nombreux services aux diasporas russes.

## Historique
Après 1992, en raison de contraintes financières, les ambassades de Maseru (Lesotho), Niamey (Niger), Ouagadougou (Burkina Faso), et Port Moresby (Papouasie-Nouvelle-Guinée) ont été fermées. En 1995, l'ambassade de Paramaribo au Surinam avait suspendu ses activités.

## Représentations

### Afrique
- Afrique du Sud
  - Pretoria (ambassade)
  - Le Cap (consulat général)
- Algérie
  - Alger (ambassade)
  - Annaba (consulat général)
- Angola
  - Luanda (ambassade)
- Bénin
  - Cotonou (ambassade)
- Botswana
  - Gaborone (ambassade)
- Burkina Faso
  - Ouagadougou (ambassade)
- Burundi
  - Bujumbura (ambassade)
- Cameroun
  - Yaoundé (ambassade)
- Cap-Vert
  - Praia (ambassade)
- République centrafricaine
  - Bangui (ambassade)
- République du Congo
  - Brazzaville (ambassade)
- République démocratique du Congo
  - Kinshasa (ambassade)
- Côte d'Ivoire
  - Abidjan (ambassade)
- Djibouti
  - Djibouti ville (ambassade)
- Égypte
  - Le Caire (ambassade)
  - Alexandrie (consulat général)
- Érythrée
  - Asmara (ambassade)
- Éthiopie
  - Addis-Abeba (ambassade)
- Gabon
  - Libreville (ambassade)
- Ghana
  - Accra (ambassade)
- Guinée
  - Conakry (ambassade)
- Guinée-Bissau
  - Bissau  (ambassade)
- Kenya
  - Nairobi (ambassade)
- Libye
  - Tripoli (ambassade)
- Madagascar
  - Antananarivo (ambassade)
- Mali
  - Bamako (ambassade)
- Maroc
  - Rabat (ambassade)
  - Casablanca (consulat général)
- Mauritanie
  - Nouakchott (ambassade)
- Maurice
  - Port-Louis (ambassade)
- Mozambique
  - Maputo (ambassade)
- Namibie
  - Windhoek (ambassade)
- Nigeria
  - Abuja (ambassade)
  - Lagos (consulat général)
- Ouganda
  - Kampala (ambassade)
- Rwanda
  - Kigali (ambassade)
- Sénégal
  - Dakar (ambassade)
- Seychelles
  - Victoria (ambassade)
- Soudan
  - Khartoum (ambassade)
- Tanzanie
  - Dar es Salam (ambassade)
- Tchad
  - N'Djaména (ambassade)
- Tunisie
  - Tunis (ambassade)
- Zambie
  - Lusaka (ambassade)
- Zimbabwe
  - Harare (ambassade)

### Amérique
- Argentine
  - Buenos Aires (ambassade)
- Bolivie
  - La Paz (ambassade)
- Brésil
  - Brasilia (ambassade)
  - Rio de Janeiro (consulat général)
  - São Paulo (consulat général)
- Canada
  - Ottawa (ambassade)
  - Montréal (consulat général)
  - Toronto (consulat général)
- Chili
  - Santiago (ambassade)
- Colombie
  - Bogota (ambassade)
- Costa Rica
  - San José (ambassade)
- Cuba
  - La Havane (ambassade)
  - Santiago de Cuba (consulat général)
- Équateur
  - Quito (ambassade)
- États-Unis
  - Washington D.C. (ambassade)
  - Houston (consulat général)
  - New York (consulat général)
- Guatemala
  - Guatemala ville (ambassade)
- Guyana
  - Georgetown (ambassade)
- Jamaïque
  - Kingston (ambassade)
- Mexique
  - Mexico (ambassade)
- Nicaragua
  - Managua (ambassade)
- Panama
  - Panama ville (ambassade)
- Paraguay
  - Asuncion (ambassade)
- Pérou
  - Lima (ambassade)
- République dominicaine
  - Saint-Domingue (ambassade)
- Uruguay
  - Montevideo (ambassade)
- Venezuela
  - Caracas (ambassade)

### Asie
- Abkhazie
  - Soukhoumi (ambassade)
- Afghanistan
  - Kaboul (ambassade)
  - Mazâr-e Charîf (consulat général)
- Arabie saoudite
  - Riyad (ambassade)
  - Djeddah (consulat général)
- Arménie
  - Erevan (ambassade)
  - Gyumri (consulat général)
- Azerbaïdjan
  - Bakou (ambassade)
- Bahreïn
  - Manama (ambassade)
- Bangladesh
  - Dacca (ambassade)
  - Chittagong (consulat général)
- Birmanie
  - Rangoun (ambassade)
- Brunei
  - Bandar Seri Begawan (ambassade)
- Cambodge
  - Phnom Penh (ambassade)
- Chine
  - Pékin (ambassade)
  - Canton (consulat général)
  - Harbin (consulat général)
  - Hong Kong (consulat général)
  - Shanghai (consulat général)
  - Shenyang (consulat général)
  - Wuhan (consulat général)
- Corée du Nord
  - Pyongyang (ambassade)
  - Chongjin (consulat général)
- Corée du Sud
  - Séoul (ambassade)
  - Busan (consulat général)
- Émirats arabes unis
  - Abu Dhabi (ambassade)
  - Dubaï (consulat général)
- Géorgie
  - Tbilissi (section d'intérêt)
- Inde
  - New Delhi (ambassade)
  - Bombay (consulat général)
  - Calcutta (consulat général)
  - Chennai (consulat général)
- Indonésie
  - Jakarta (ambassade)
  - Denpasar (consulat général)
- Irak
  - Bagdad (ambassade)
  - Erbil (consulat général)
- Iran
  - Téhéran (ambassade)
  - Ispahan (consulat général)
  - Rasht (consulat général)
- Israël
  - Tel Aviv (ambassade)
  - Haïfa (consulat général)
- Japon
  - Tokyo (ambassade)
  - Hakodate (consulat général)
  - Niigata (consulat général)
  - Osaka (consulat général)
  - Sapporo (consulat général)
- Jordanie
  - Amman (ambassade)
- Kazakhstan
  - Astana (ambassade)
  - Almaty (consulat général)
  - Oural (consulat)
- Kirghizistan
  - Bichkek (ambassade)
  - Och (consulat général)
- Koweït
  - Koweït (ambassade)
- Laos
  - Vientiane (ambassade)
- Liban
  - Beyrouth (ambassade)
- Malaisie
  - Kuala Lumpur (ambassade)
- Maldives
  - Malé (consulat général)
- Mongolie
  - Oulan-Bator (ambassade)
  - Darkhan (consulat général)
  - Erdenet (consulat général)
- Népal
  - Katmandou (ambassade)
- Oman
  - Mascate (ambassade)
- Ossétie du Sud-Alanie
  - Tskhinvali (ambassade)
- Ouzbékistan
  - Tachkent (ambassade)
- Pakistan
  - Islamabad (ambassade)
  - Karachi (consulat général)
- Palestine
  - Ramallah (ambassade)
- Philippines
  - Manille (ambassade)
- Qatar
  - Doha (ambassade)
- Singapour
  - Singapour (ambassade)
- Sri Lanka
  - Colombo (ambassade)
- Syrie
  - Damas (ambassade)
  - Alep (consulat général)
- Tadjikistan
  - Douchanbé (ambassade)
  - Khodjent (consulat général)
- Taïwan
  - Taipei (bureau représentatif à statut spécial)
- Thaïlande
  - Bangkok (ambassade)
- Turquie
  - Ankara (ambassade)
  - Istanbul (consulat général)
  - Trabzon (consulat général)
  - Antalya (consulat)
- Turkménistan
  - Achgabat (ambassade)
  - Türkmenbaşy (consulat)
- Vietnam
  - Hanoï (ambassade)
  - Hô-Chi-Minh-Ville (consulat général)
  - Đà Nẵng (consulat général)

### Europe
- Albanie
  - Tirana (ambassade)
- Allemagne
  - Berlin (ambassade)
  - Bonn (consulat général)
  - Francfort (consulat général)
  - Hambourg (consulat général)
  - Leipzig (consulat général)
  - Munich (consulat général)
- Autriche
  - Vienne (ambassade)
  - Salzbourg (consulat général)
- Belgique
  - Bruxelles (ambassade)
  - Anvers (consulat général)
- Biélorussie
  - Minsk (ambassade)
  - Brest (consulat général)
- Bosnie-Herzégovine
  - Sarajevo (ambassade)
- Bulgarie
  - Sofia (ambassade)
  - Roussé (consulat général)
  - Varna (consulat général)
- Chypre
  - Nicosie (ambassade)
- Croatie
  - Zagreb (ambassade)
- Danemark
  - Copenhague (ambassade)
- Espagne
  - Madrid (ambassade)
  - Barcelone (consulat général)
- Estonie
  - Tallinn (ambassade)
  - Narva (consulat général)
  - Tartu (consulat)
- Finlande
  - Helsinki (ambassade)
  - Mariehamn (consulat général)
  - Turku (consulat général)
- France
  - Paris (ambassade)
  - Marseille (consulat général)
  - Strasbourg (consulat général)
  - Villefranche-sur-Mer (Agence consulaire)
- Grèce
  - Athènes (ambassade)
  - Thessalonique (consulat général)
- Hongrie
  - Budapest (ambassade)
  - Debrecen (consulat général)
- Irlande
  - Dublin (ambassade)
- Islande
  - Reykjavik (ambassade)
- Italie
  - Rome (ambassade)
  - Gênes (consulat général)
  - Milan (consulat général)
  - Palerme (consulat général)
- Kosovo
  - Pristina (bureau de liaison)
- Lettonie
  - Riga (ambassade)
  - Daugavpils (consulat général)
  - Liepāja (consulat général)
- Lituanie
  - Vilnius (ambassade)
  - Klaipėda (consulat général)
- Luxembourg
  - Luxembourg (ambassade)
- Macédoine
  - Skopje (ambassade)
  - Bitola (consulate-General)
- Malte
  - La Valette (ambassade)
- Moldavie
  - Chișinău (ambassade)
- Monténégro
  - Podgorica (ambassade)
- Norvège
  - Oslo (ambassade)
  - Barentsburg (consulat général)
  - Kirkenes (consulat général)
- Pays-Bas
  - La Haye (ambassade)
- Pologne
  - Varsovie (ambassade)
  - Gdańsk (consulat général)
- Portugal
  - Lisbonne (ambassade)
- Roumanie
  - Bucarest (ambassade)
  - Constanța (consulat général)
- Royaume-Uni
  - Londres (ambassade)
  - Édimbourg (consulat général)
- Serbie
  - Belgrade (ambassade)
- Slovaquie
  - Bratislava (ambassade)
- Slovénie
  - Ljubljana (ambassade)
- Suède
  - Stockholm (ambassade)
  - Götheborg (consulat général)
- Suisse
  - Berne (ambassade)
  - Genève (consulat général)
- République tchèque
  - Prague (ambassade)
  - Brno (consulat général)
  - Karlovy Vary (consulat général)
- Vatican
  - Rome (ambassade)

## Océanie
- Australie
  - Canberra (ambassade)
  - Sydney (consulat général)
- Nouvelle-Zélande
  - Wellington (ambassade)

## Organisations internationales
- Addis-Abeba (observateur permanent auprès de l'Union africaine)
- Bruxelles (mission permanente auprès de l'Union européenne)
- Strasbourg (mission permanente auprès du Conseil de l'Europe)
- Genève (mission permanente auprès des Nations unies et d'autres organisations internationales)
- Minsk (mission permanente auprès de la Communauté des États indépendants)
- Nairobi (mission permanente auprès des Nations unies et d'autres organisations internationales)
- New York (mission permanente auprès des Nations unies)
- Paris (mission permanente auprès de l'Unesco)
- Rome (mission permanente auprès de l'Organisation des Nations Unies pour l'alimentation et l'agriculture)
- Vienne (mission permanente auprès des Nations unies)

## Galerie

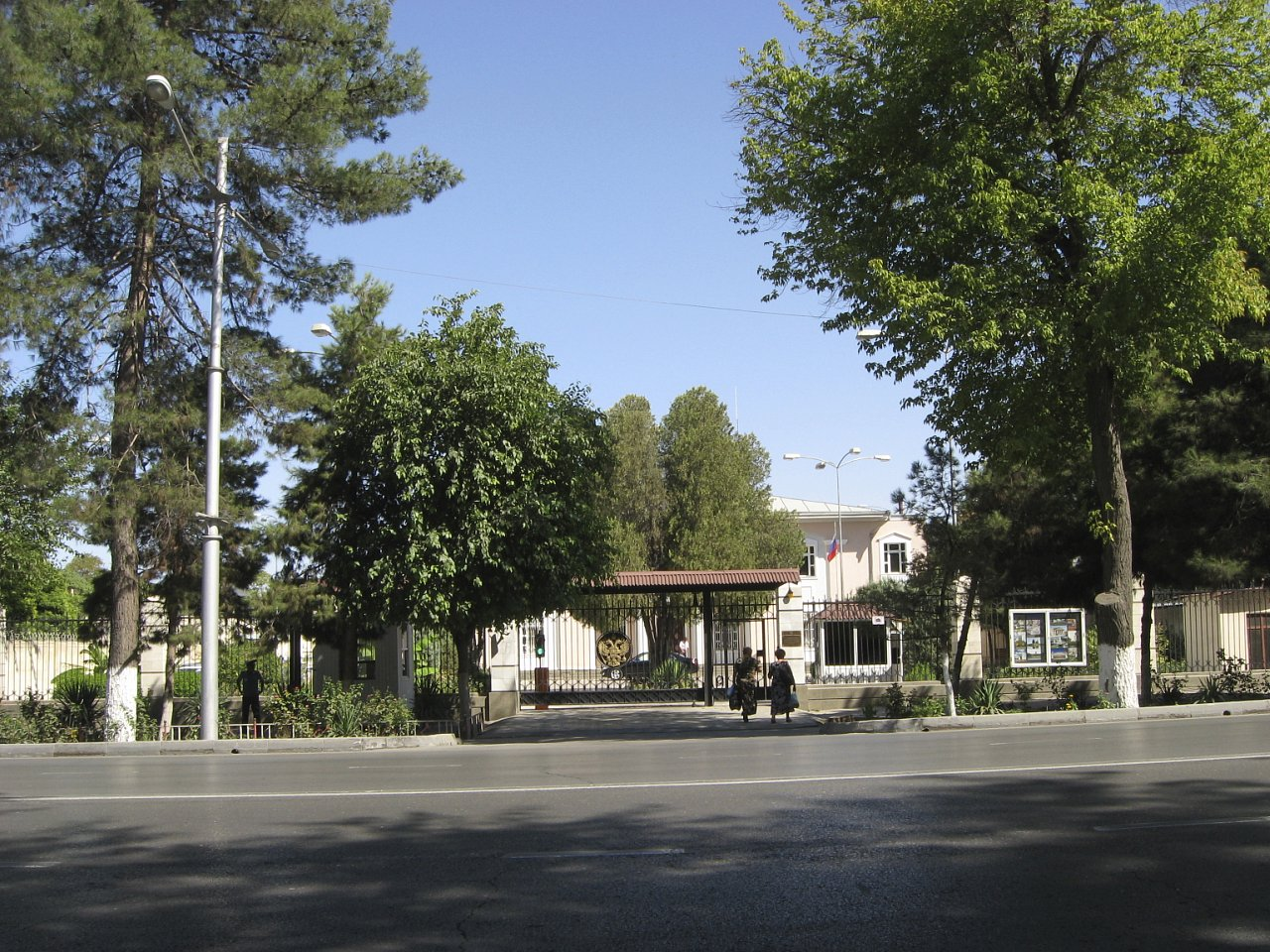
Ambassade à Achgabat.
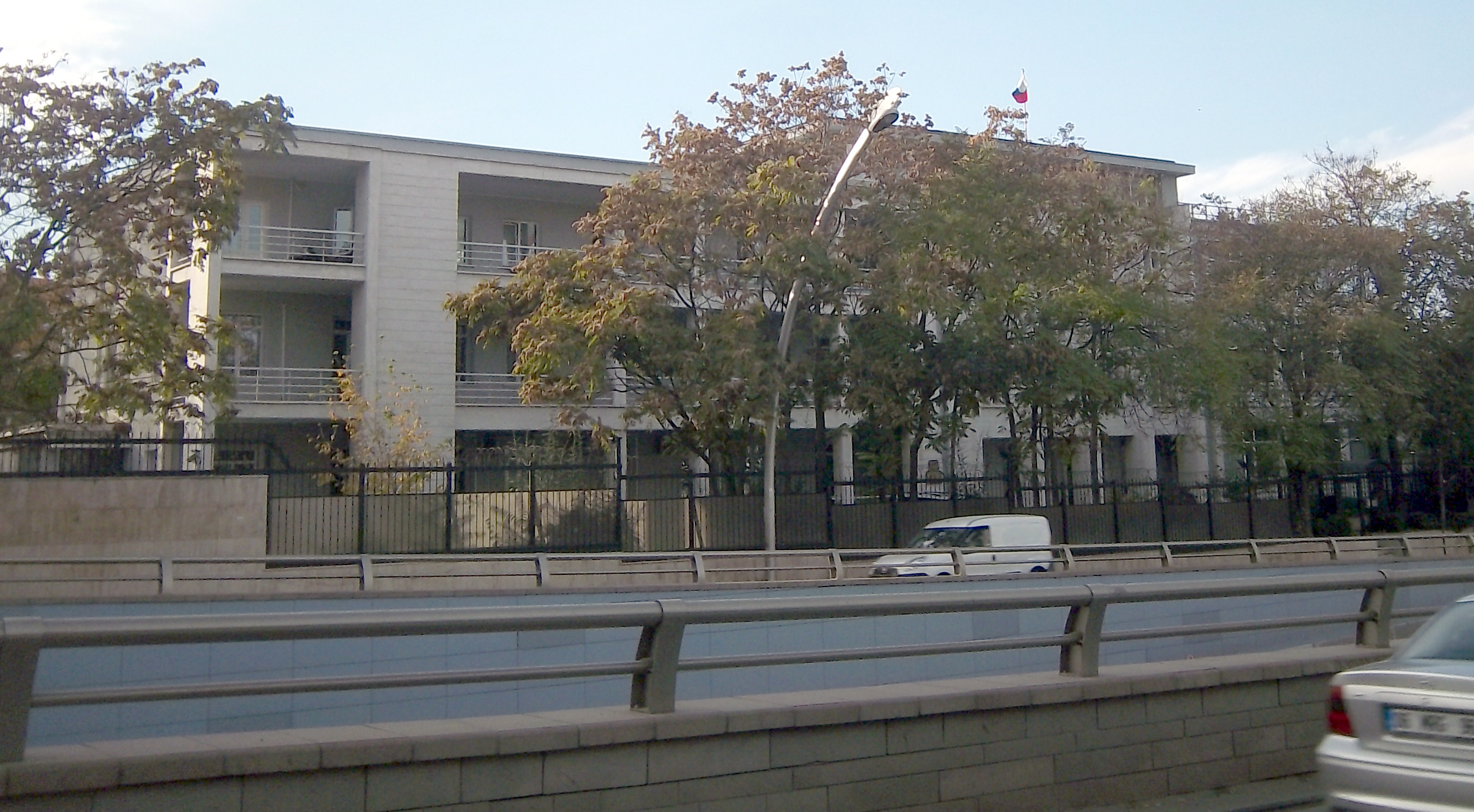
Ambassade à Ankara.
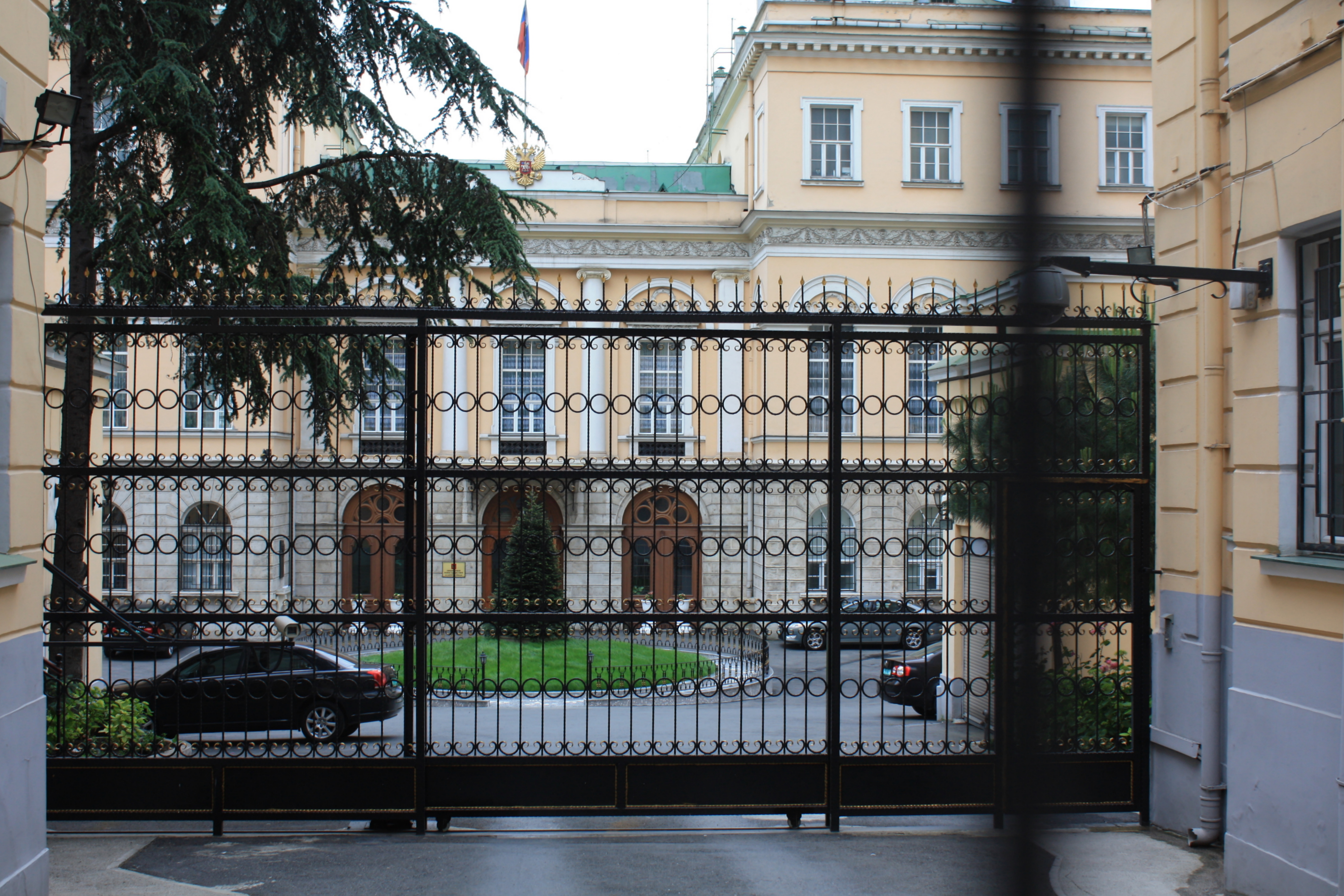
Consulat général à Istanbul.
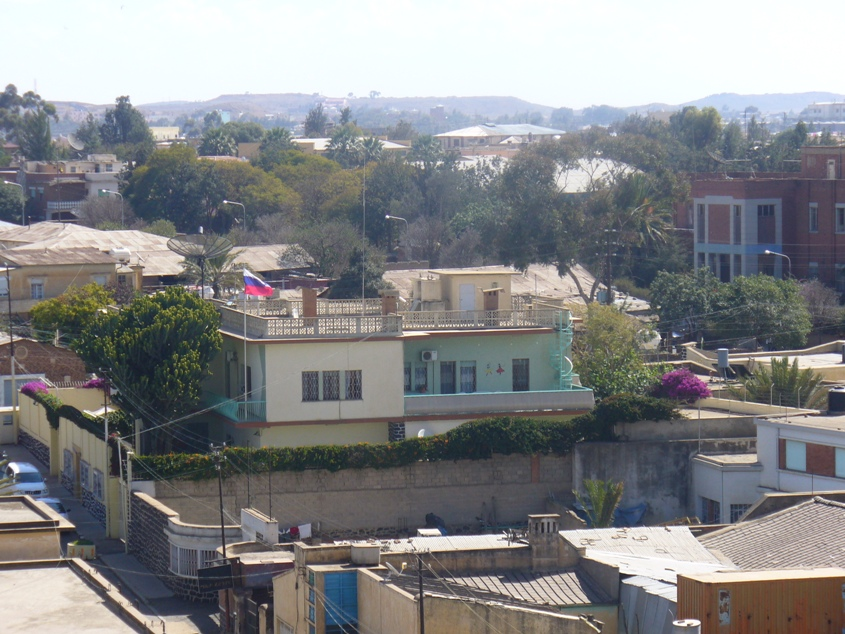
Ambassade à Asmara.
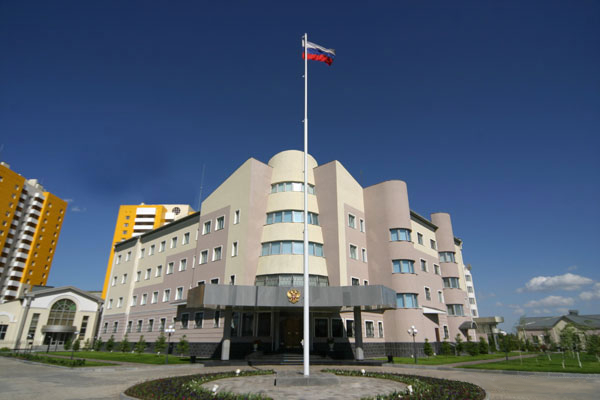
Ambassade à Astana.
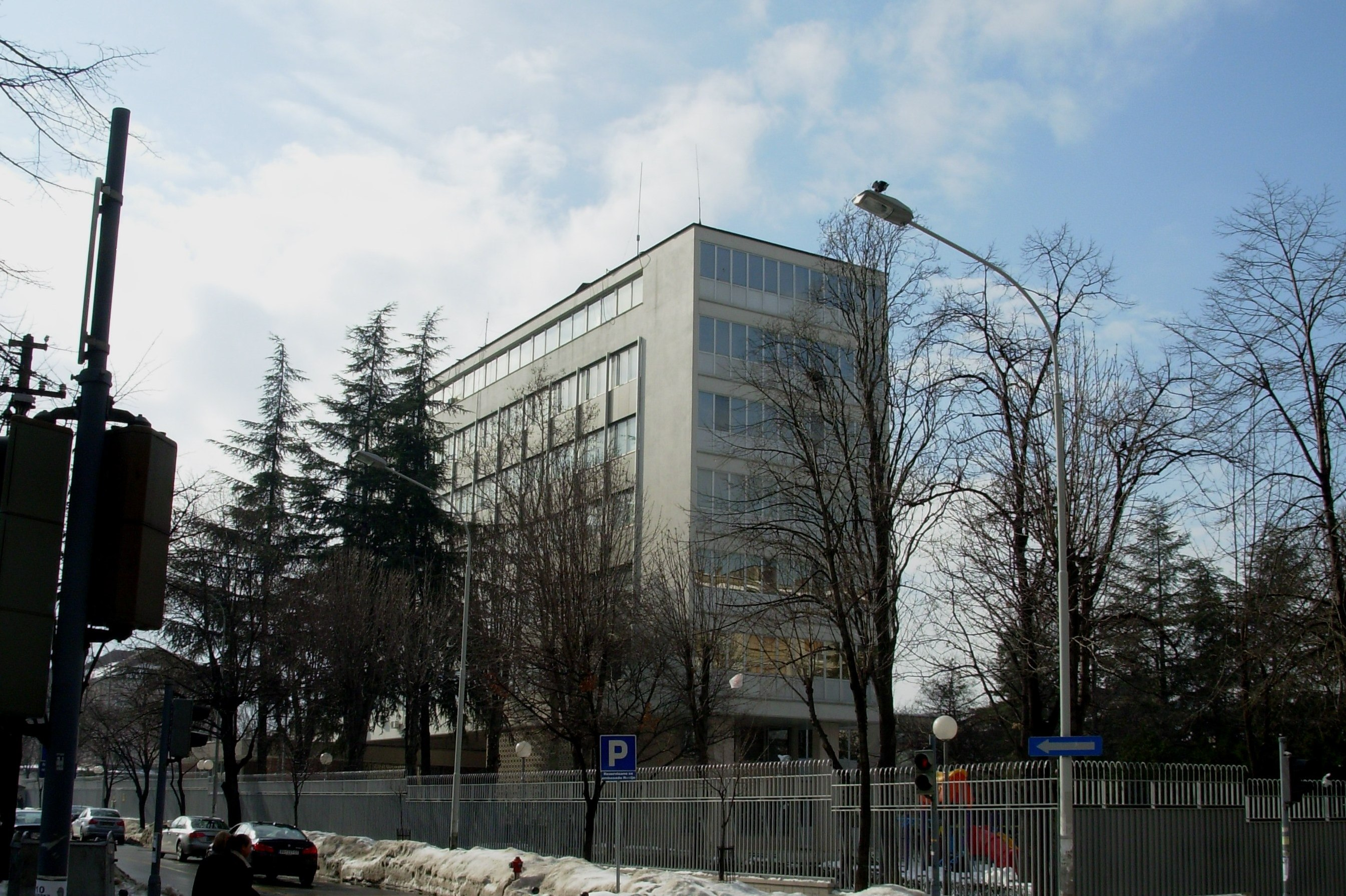
Ambassade à Belgrade.
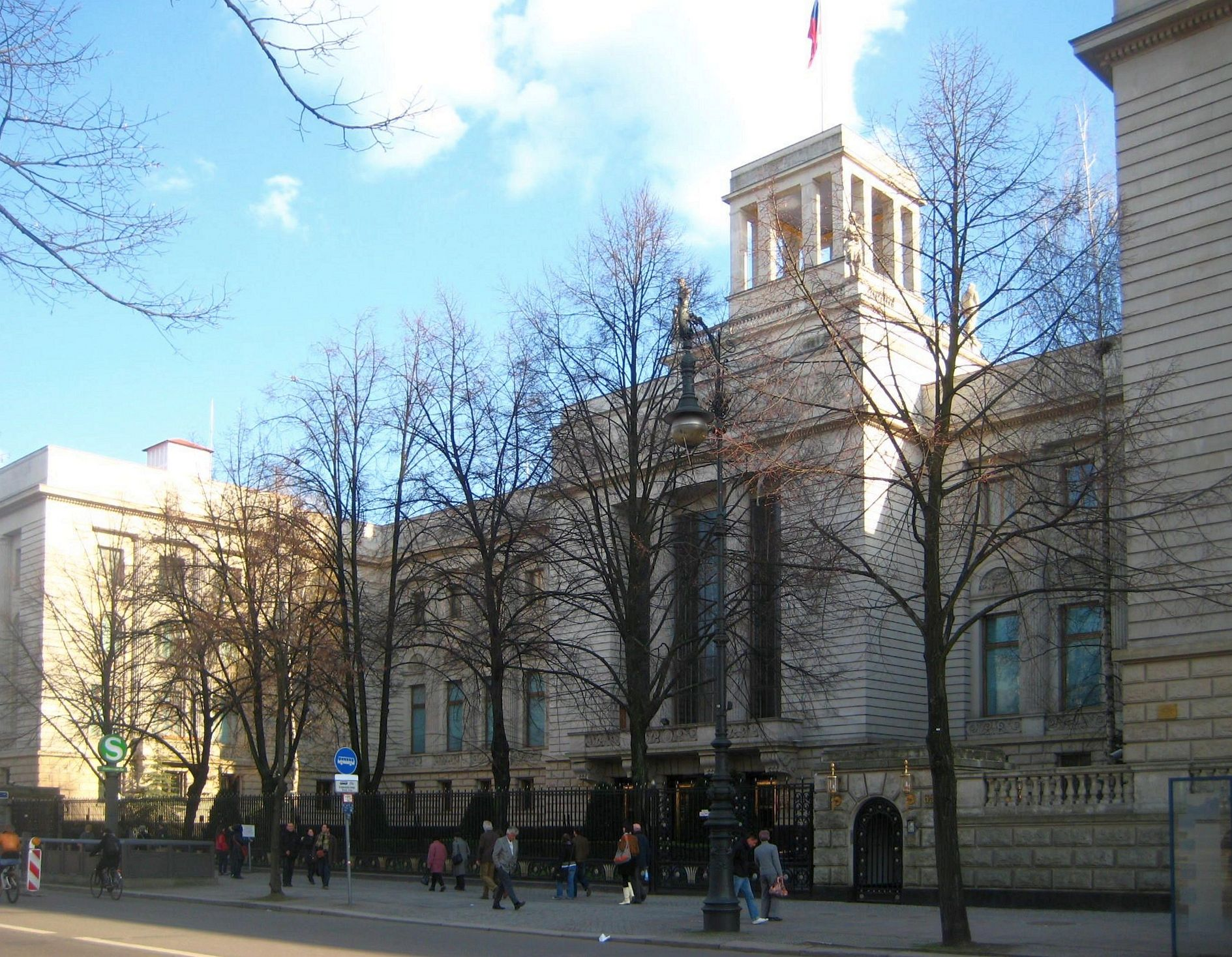
Ambassade à Berlin.
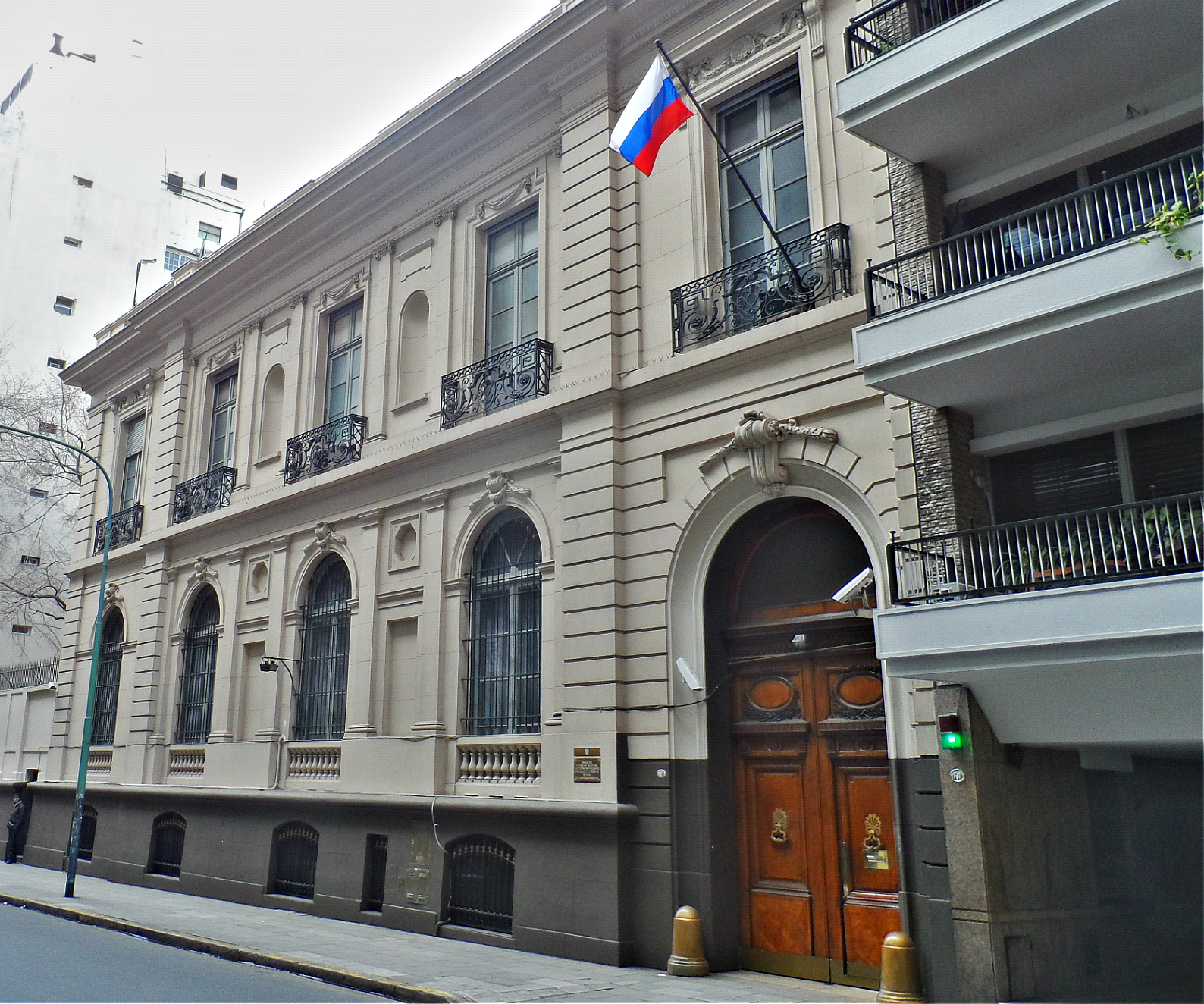
Ambassade à Buenos Aires.
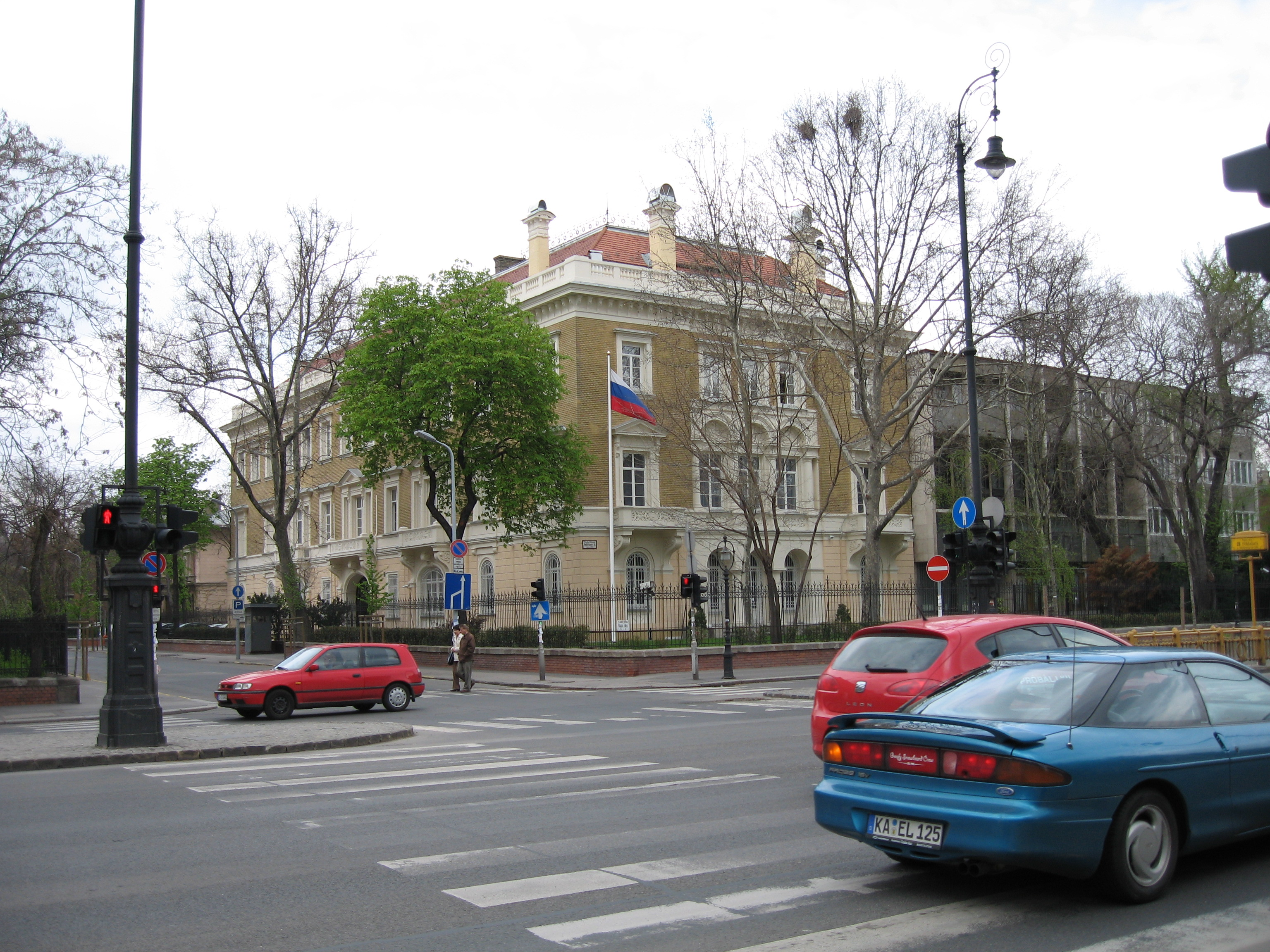
Ambassade à Budapest.
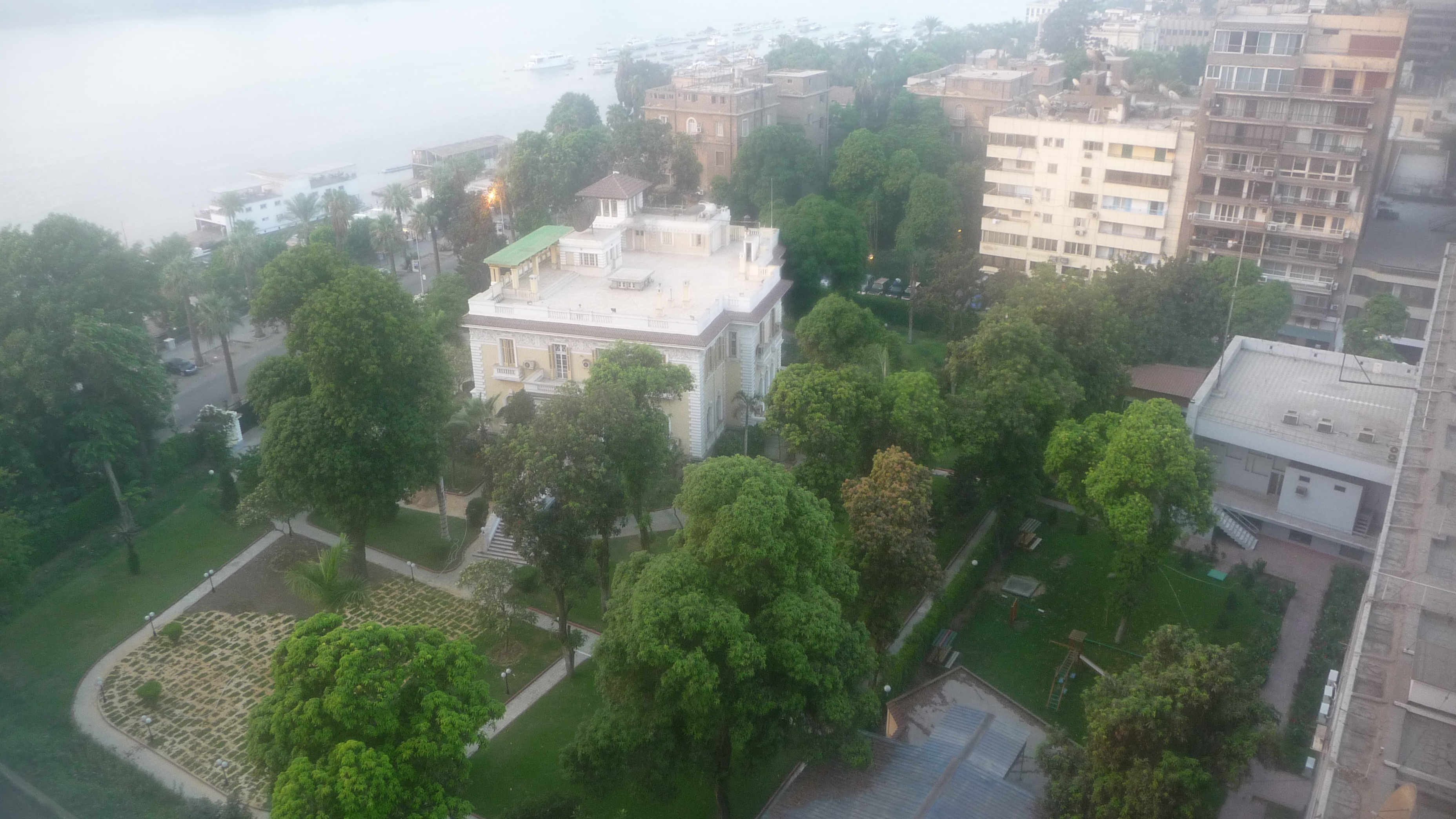
Ambassade à Le Caire.
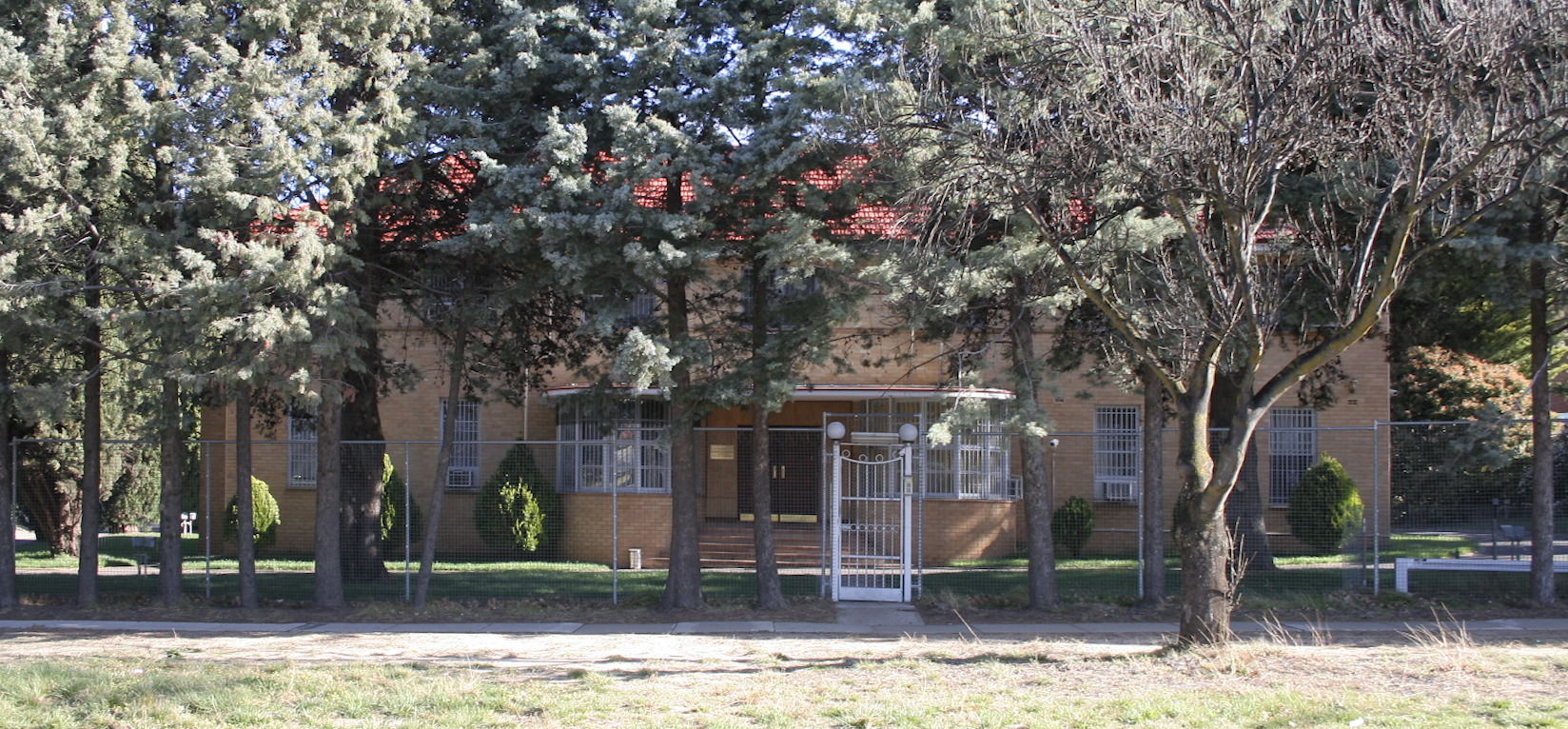
Ambassade à Canberra.
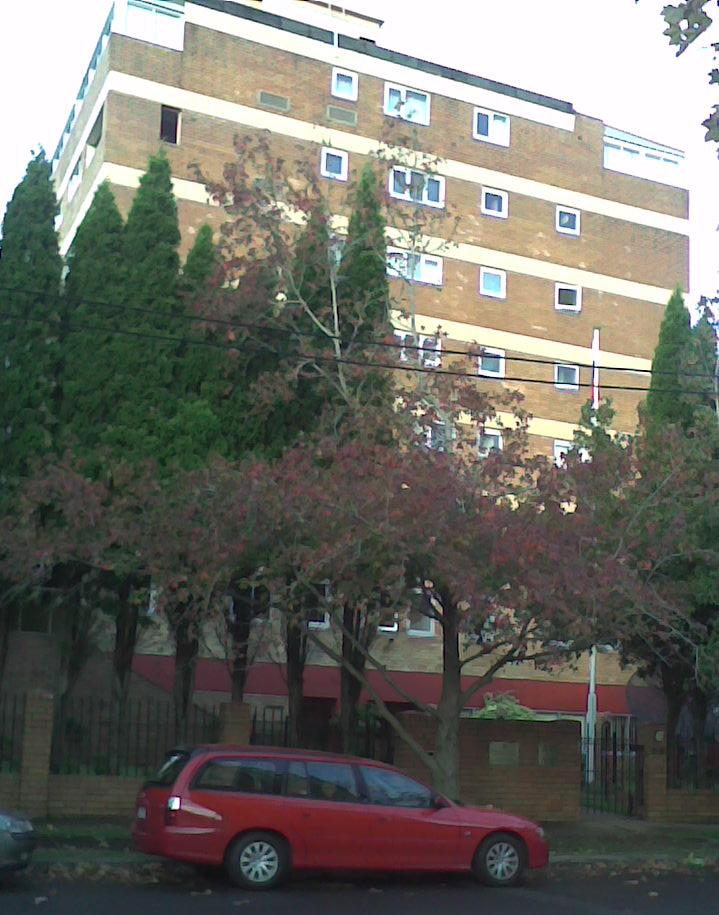
Consulat général à Sydney.
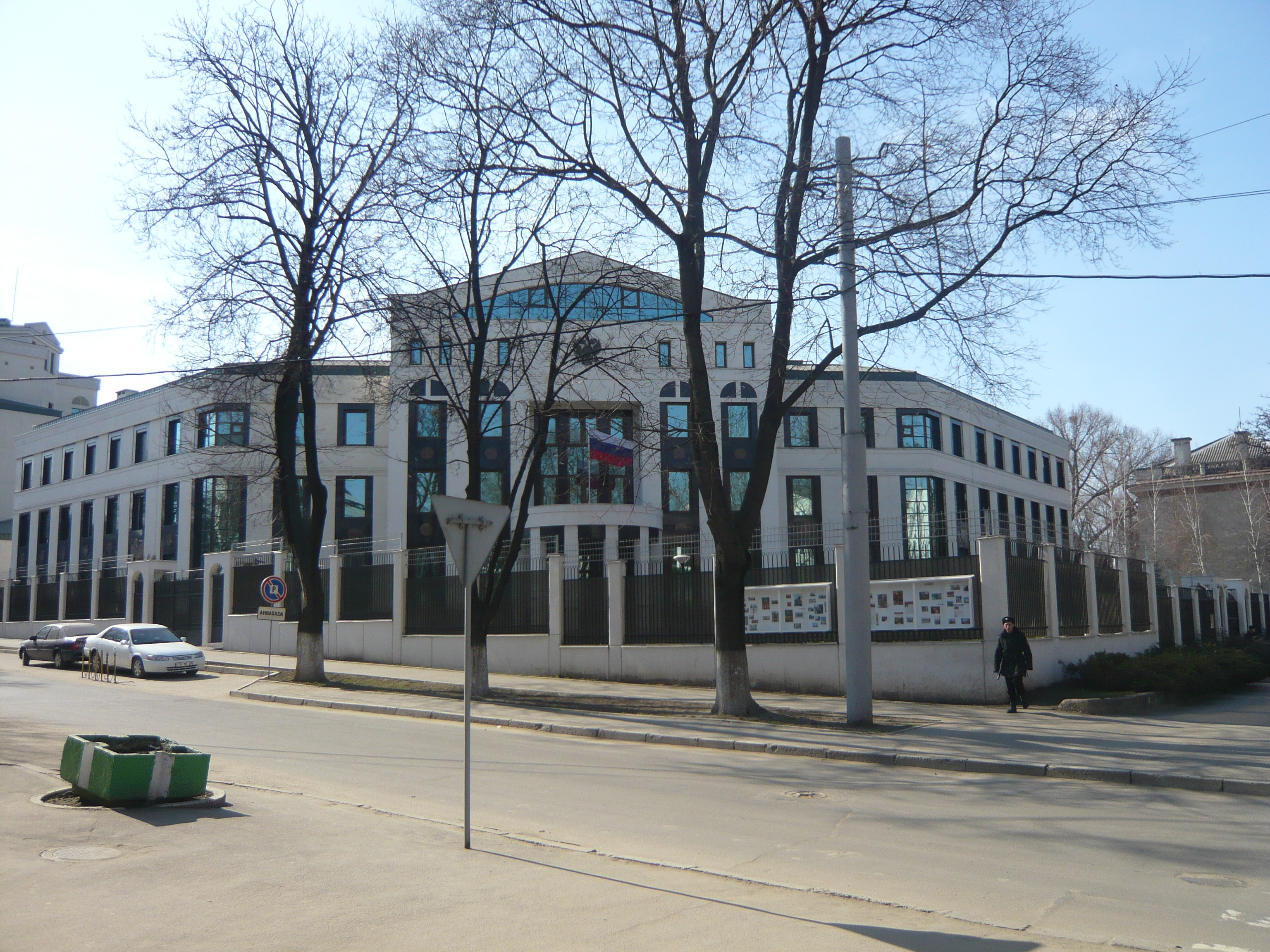
Ambassade à Chișinău.
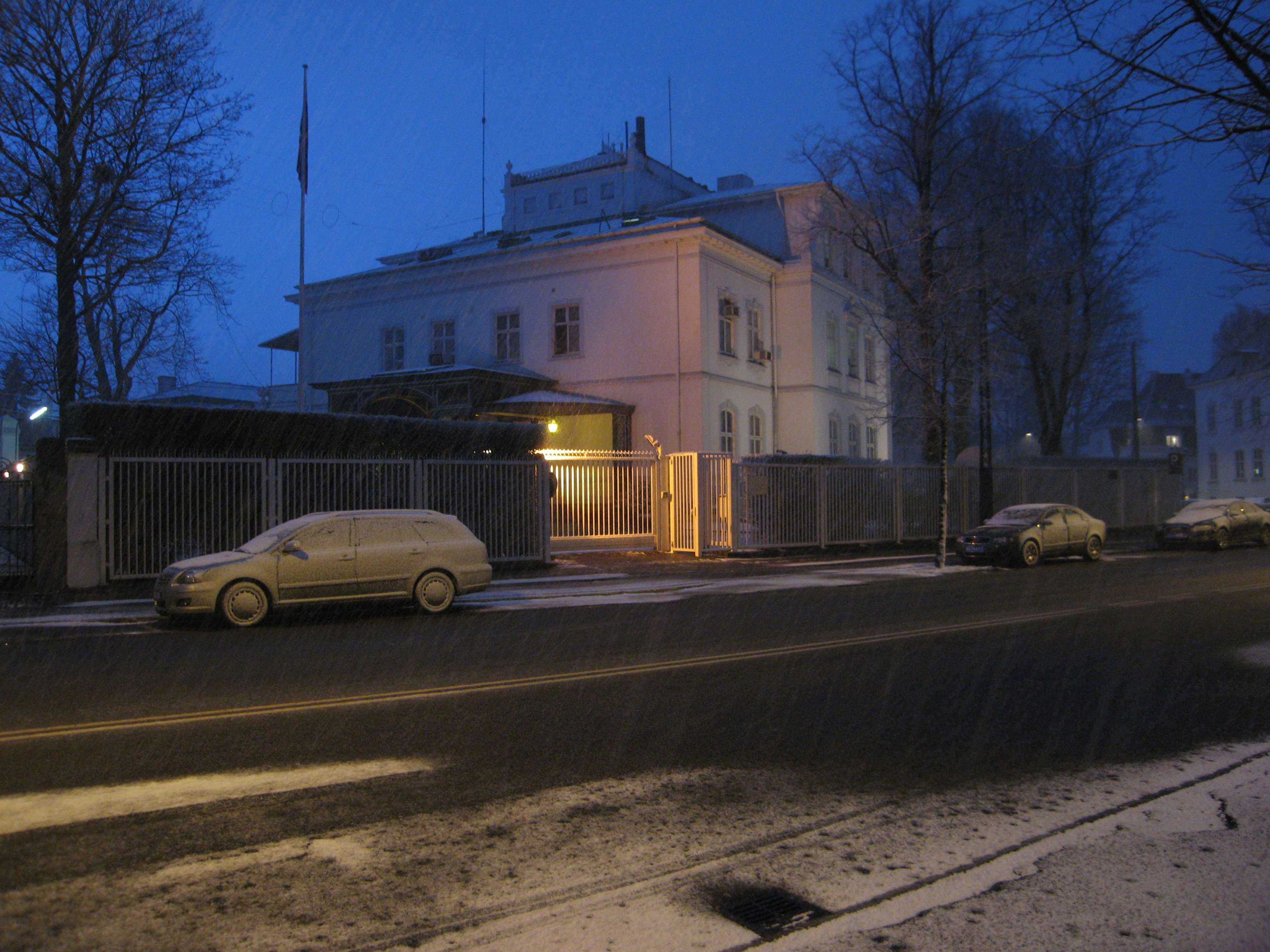
Ambassade à Copenhague.
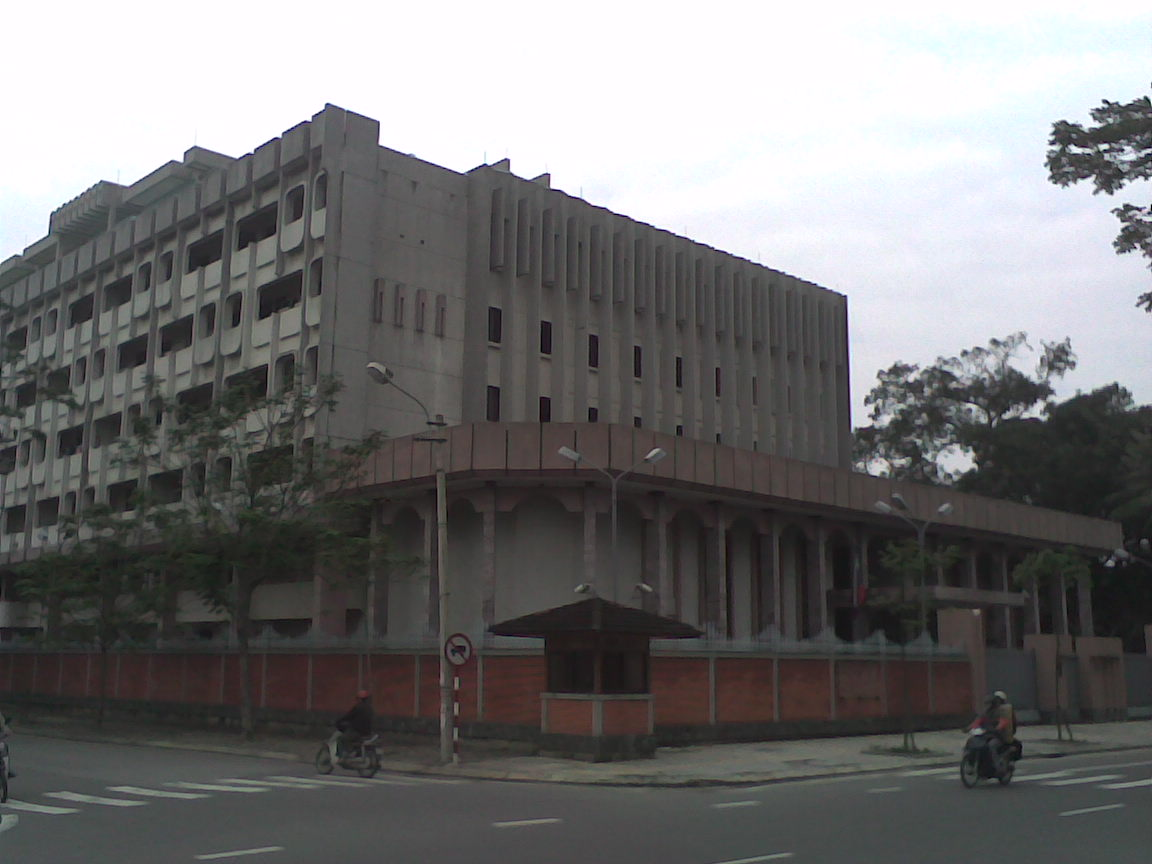
Consulat général à Đà Nẵng.
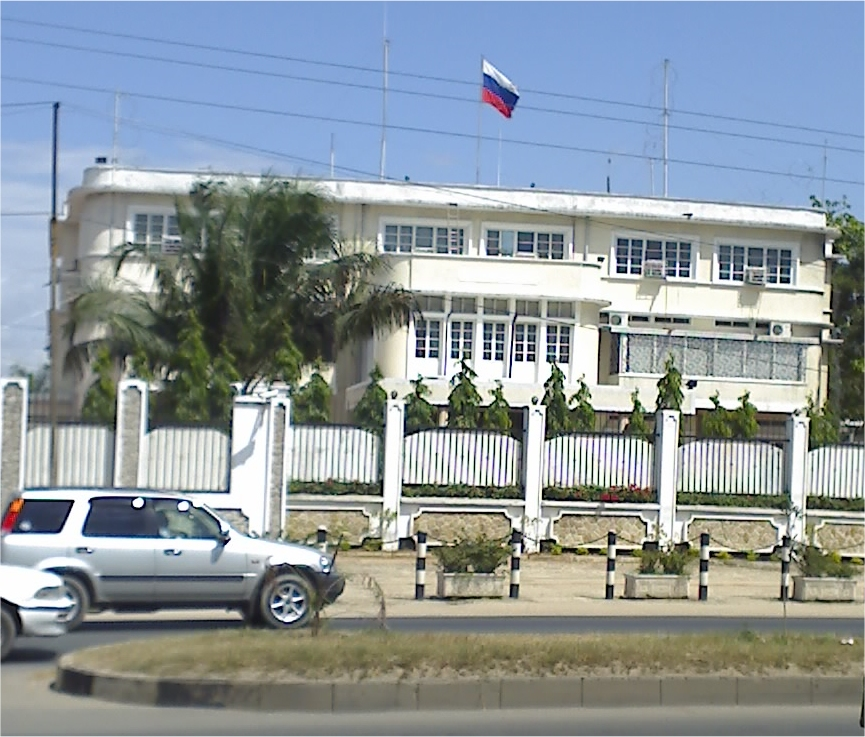
Ambassade à Dar es Salam.
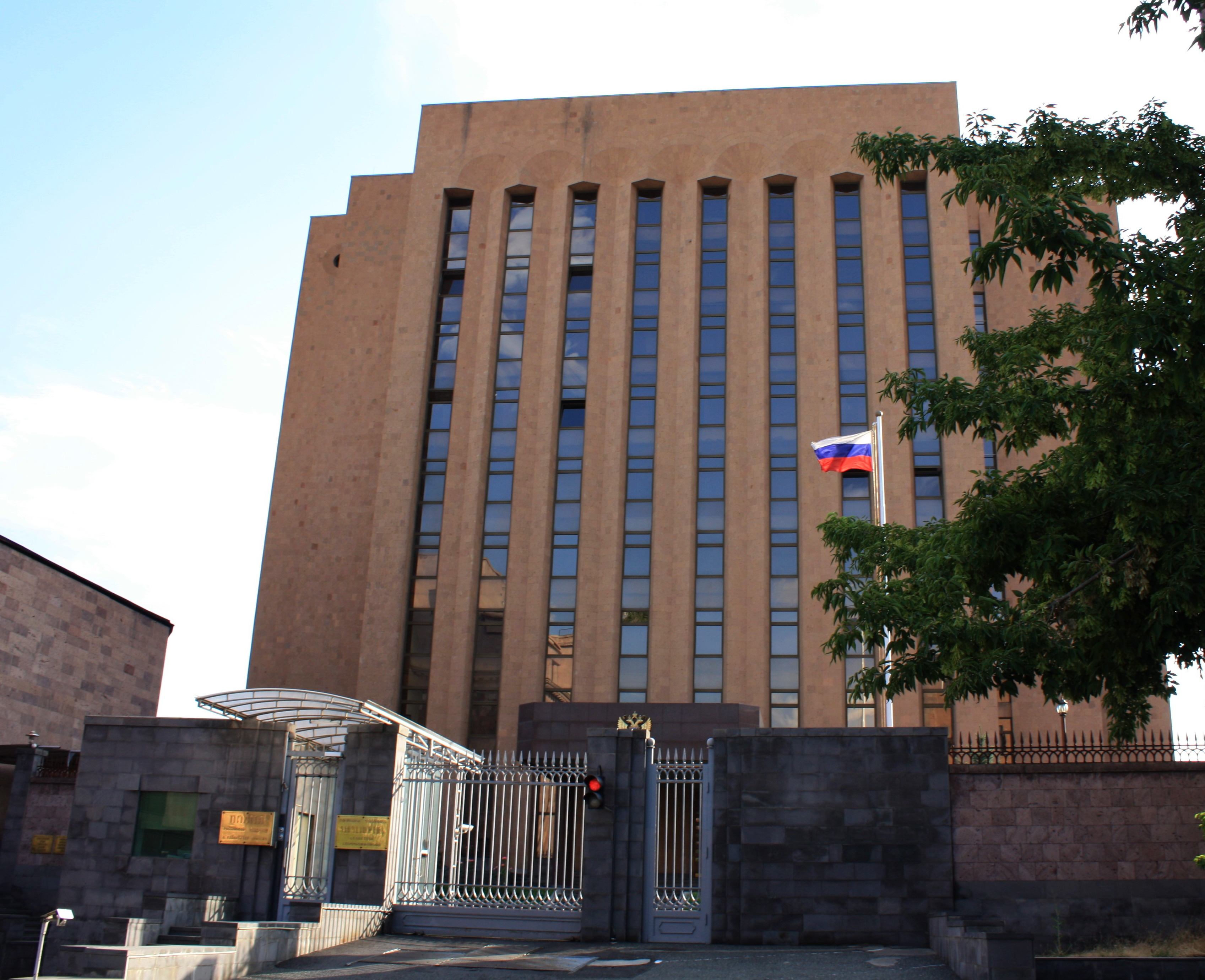
Ambassade à Erevan.
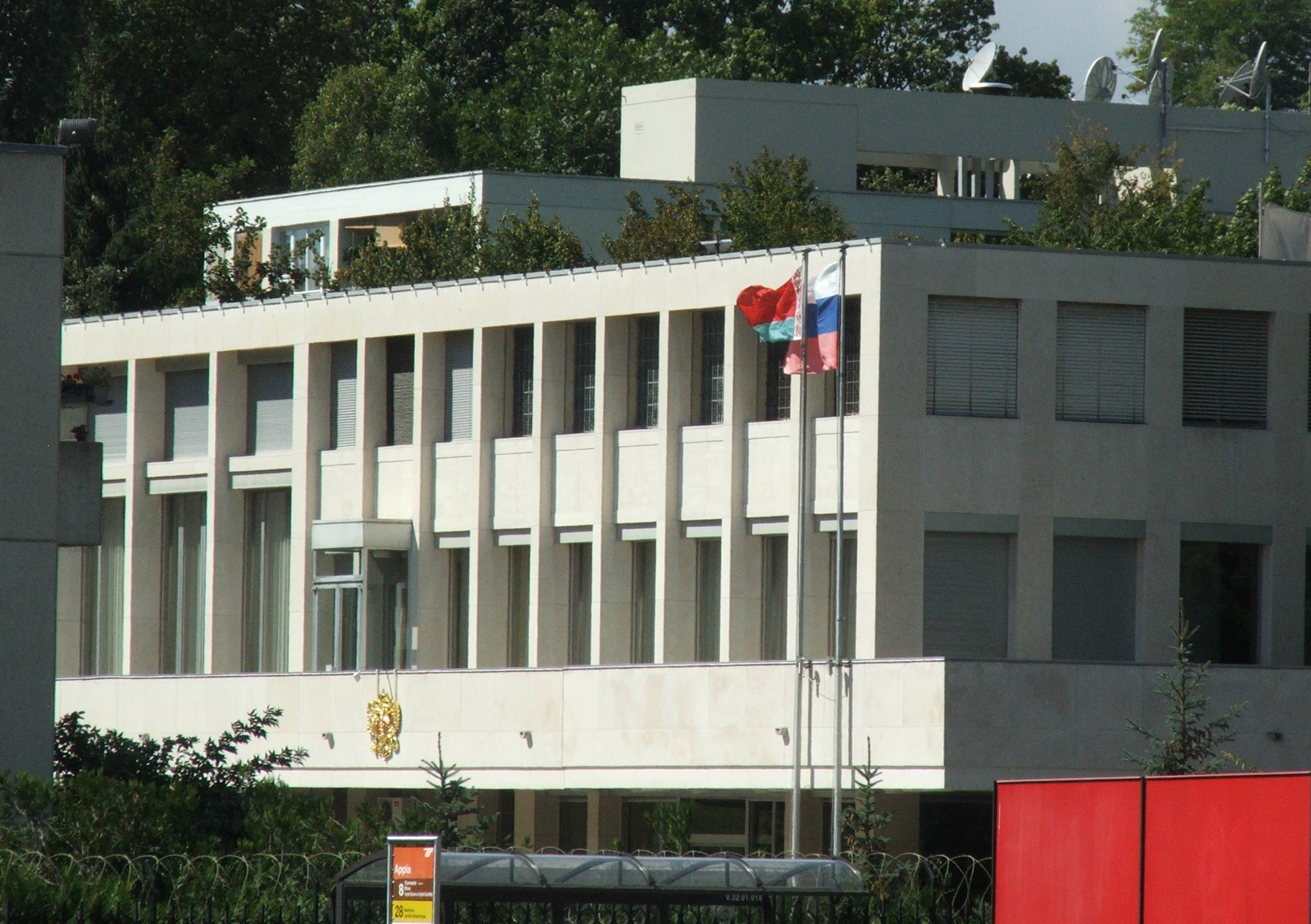
Mission permanente auprès des Nations unies à Genève.
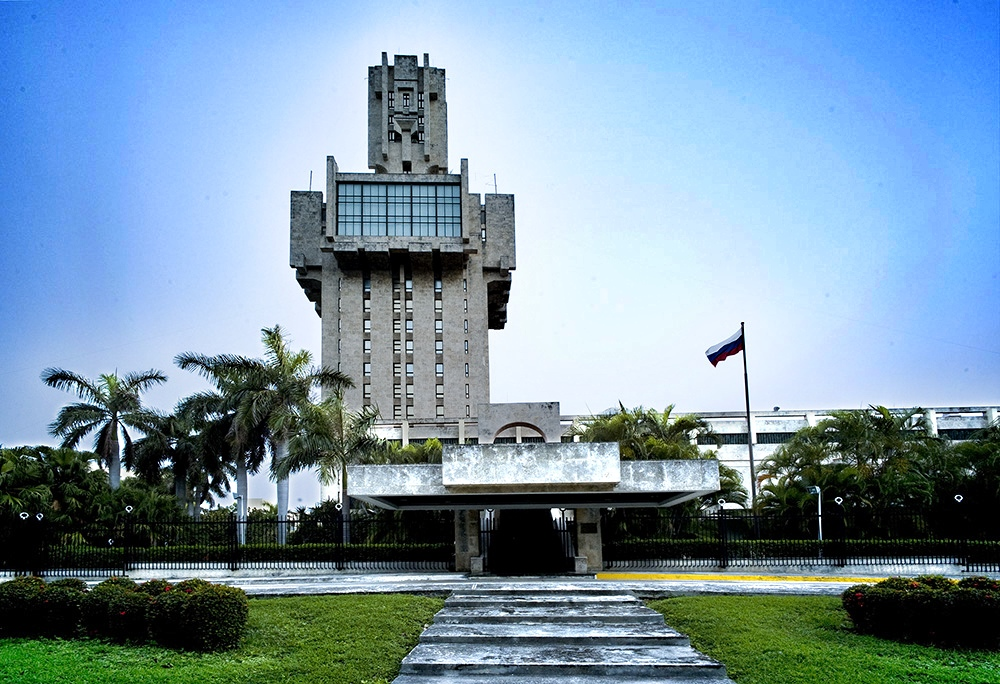
Ambassade à La Havane.
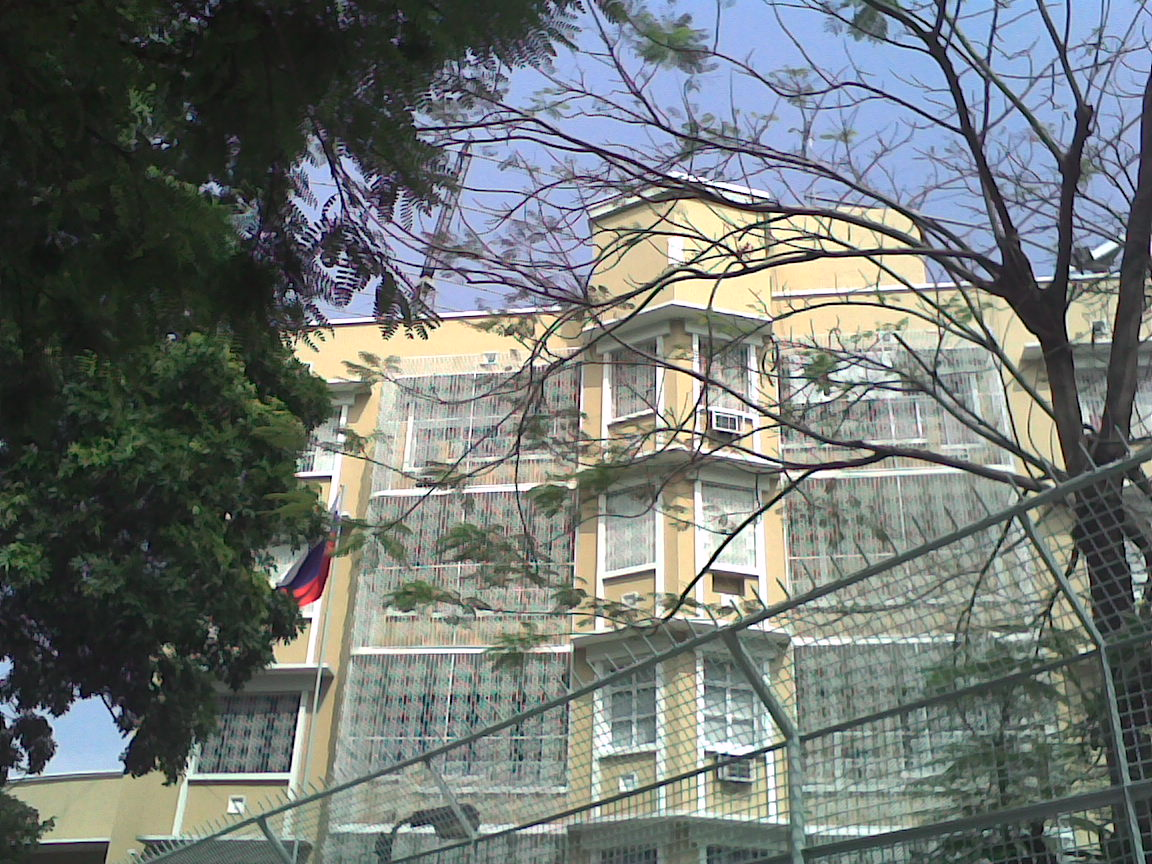
Consulat général à Hô-Chi-Minh-Ville.
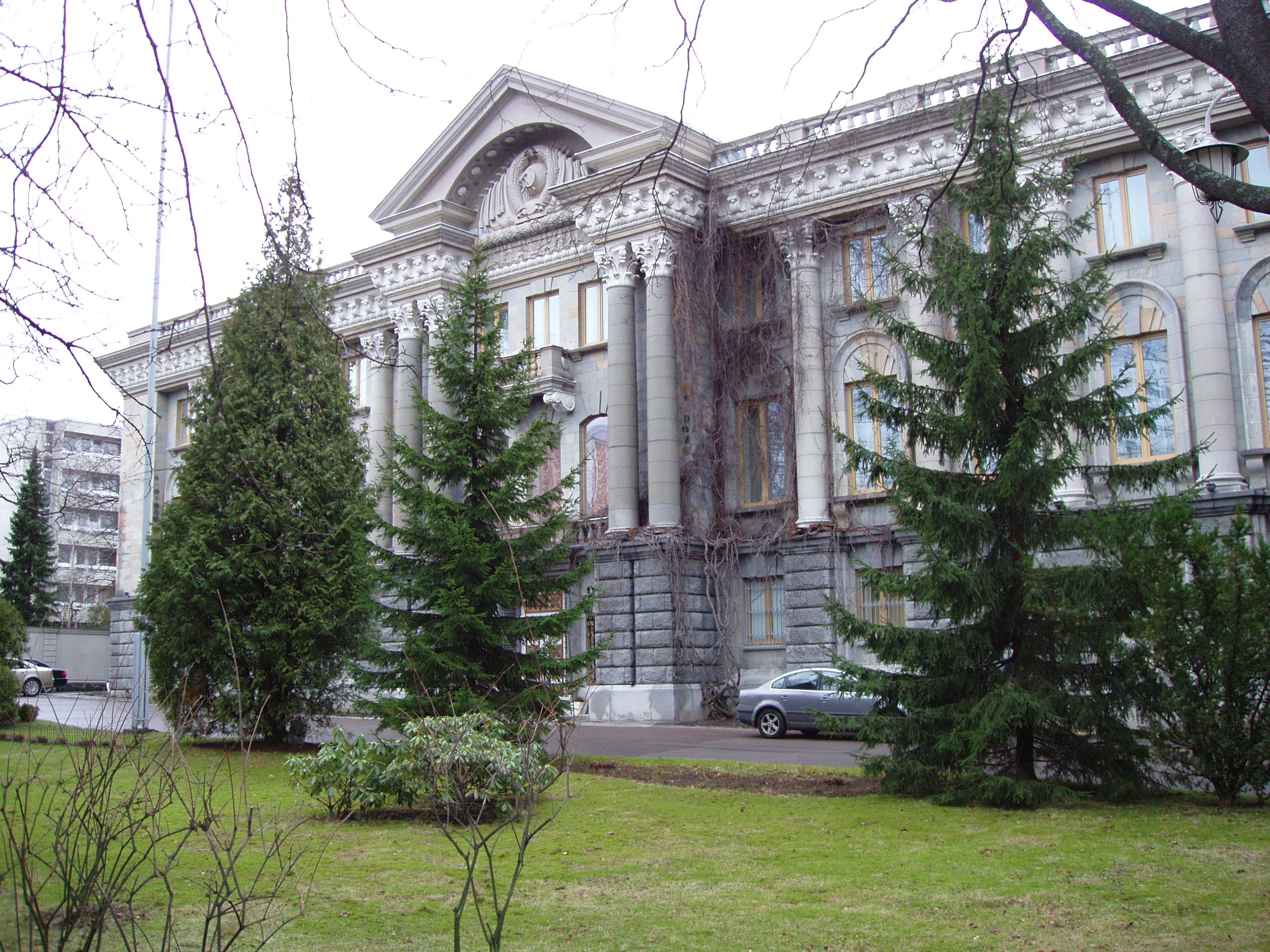
Ambassade à Helsinki.
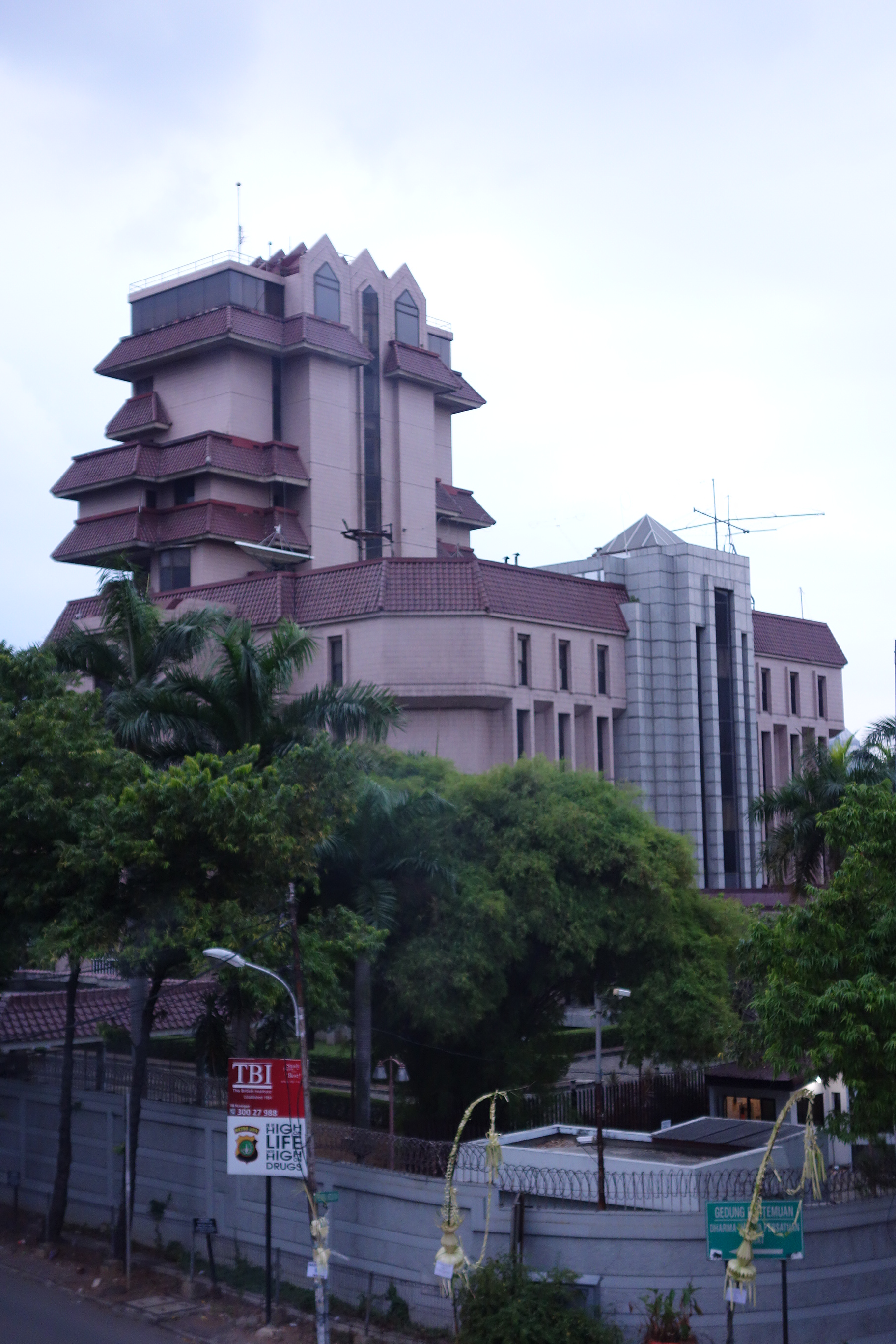
Ambassade à Jakarta.
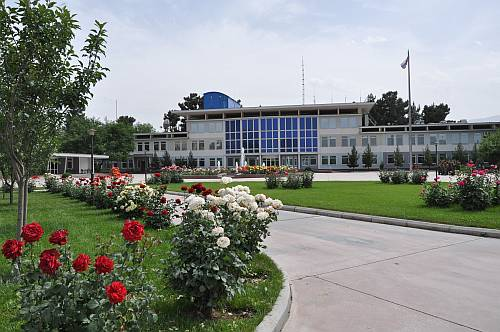
Ambassade à Kaboul.
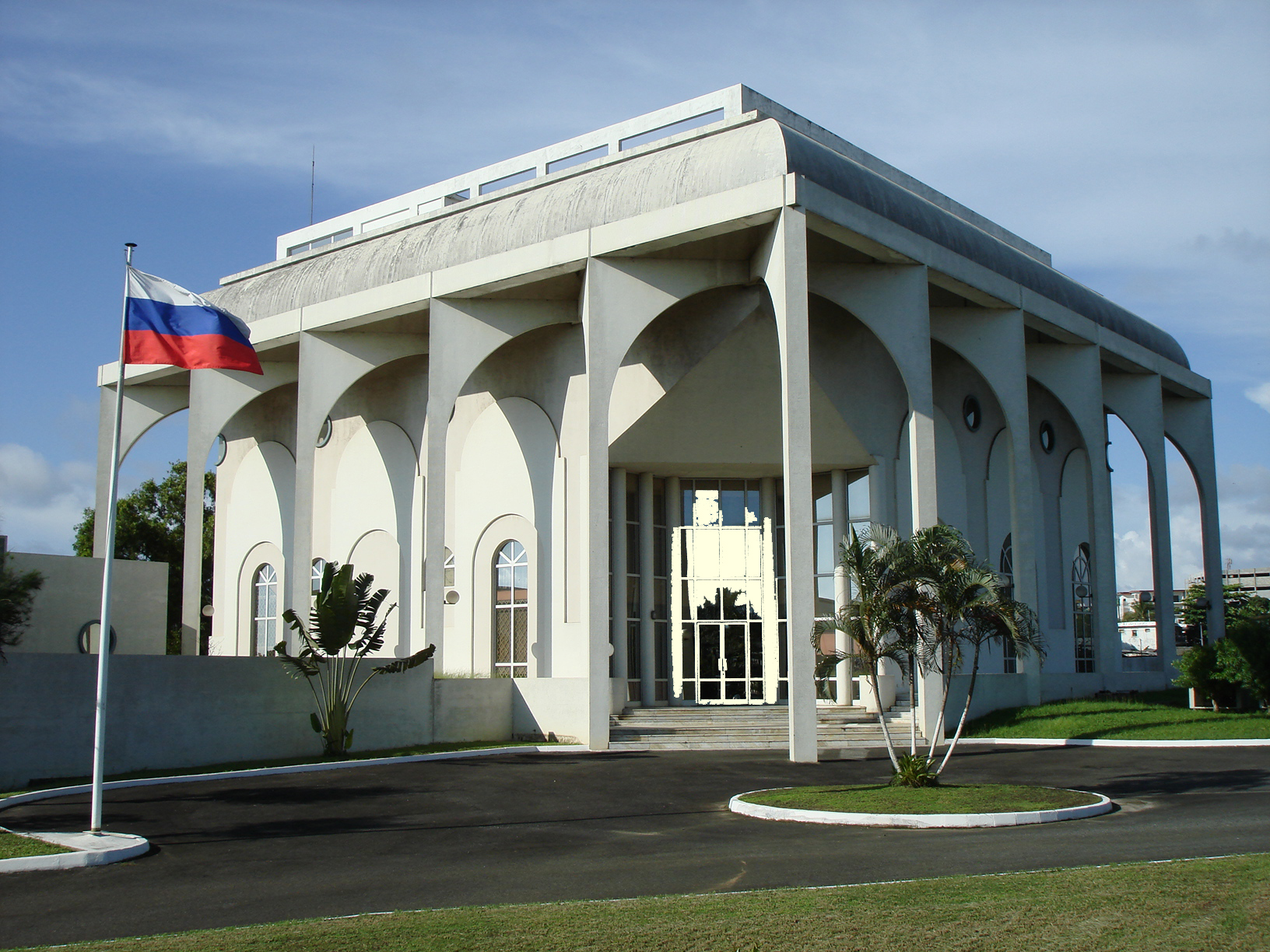
Ambassade à Libreville.
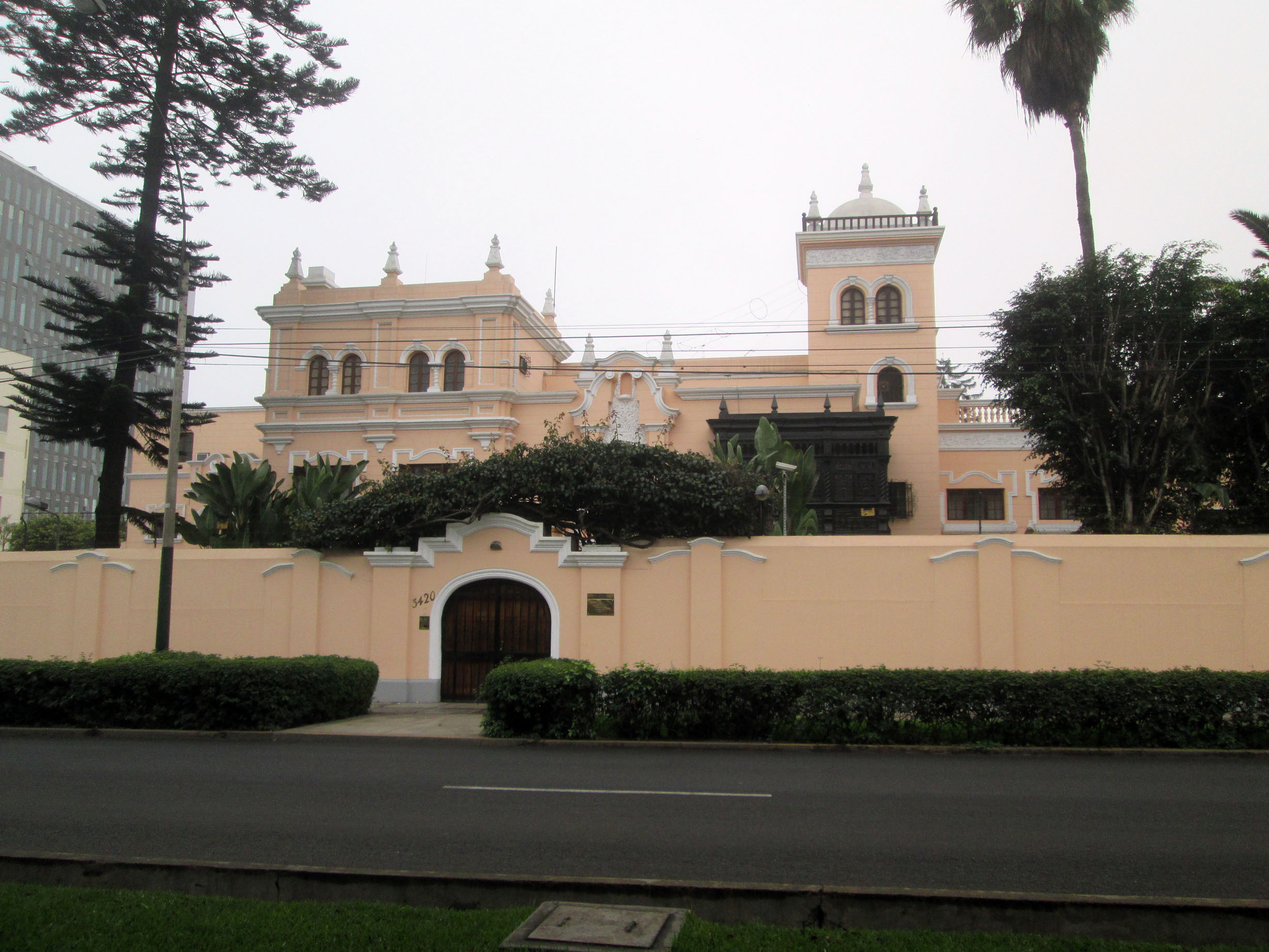
Ambassade à Lima.
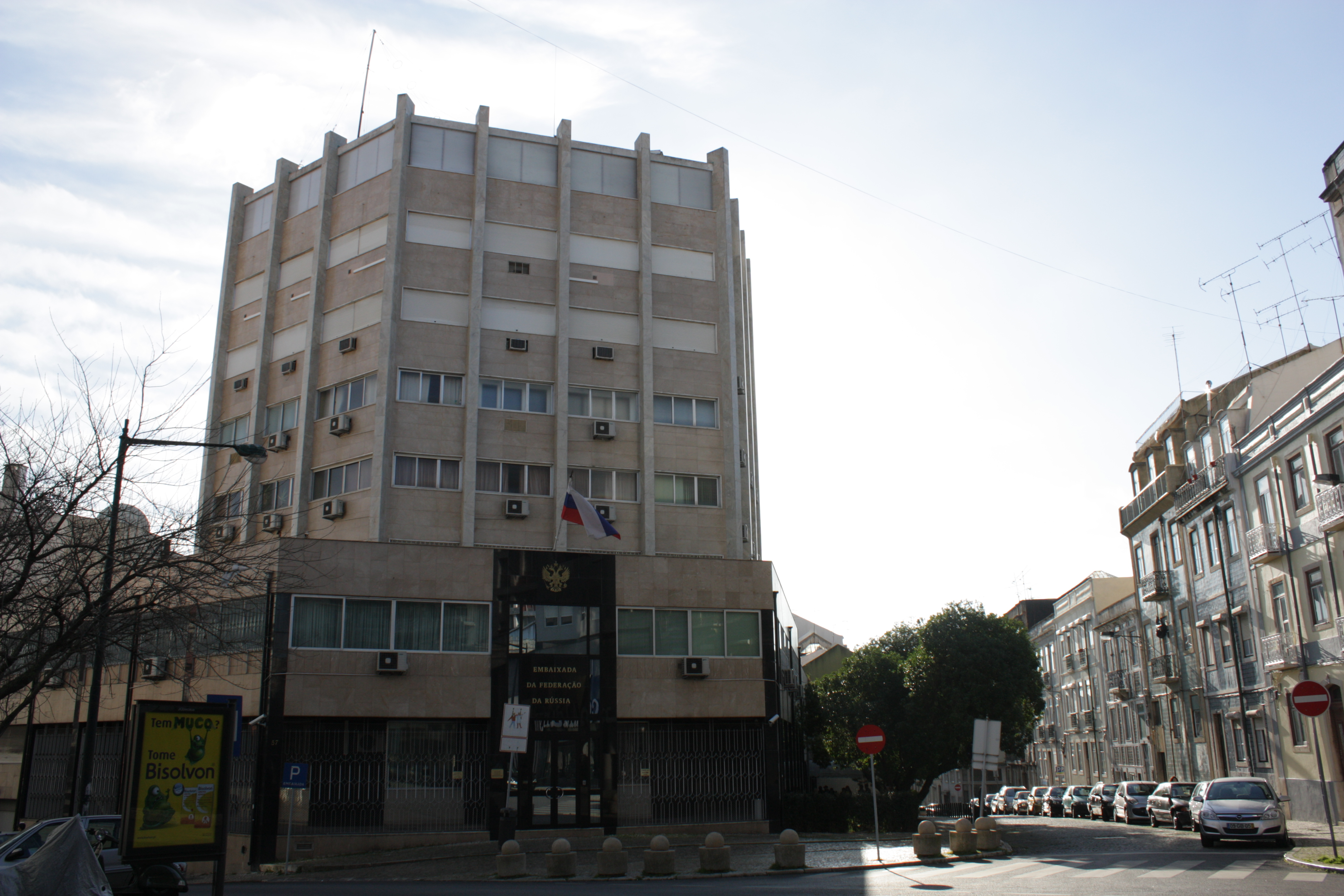
Ambassade à Lisbonne.
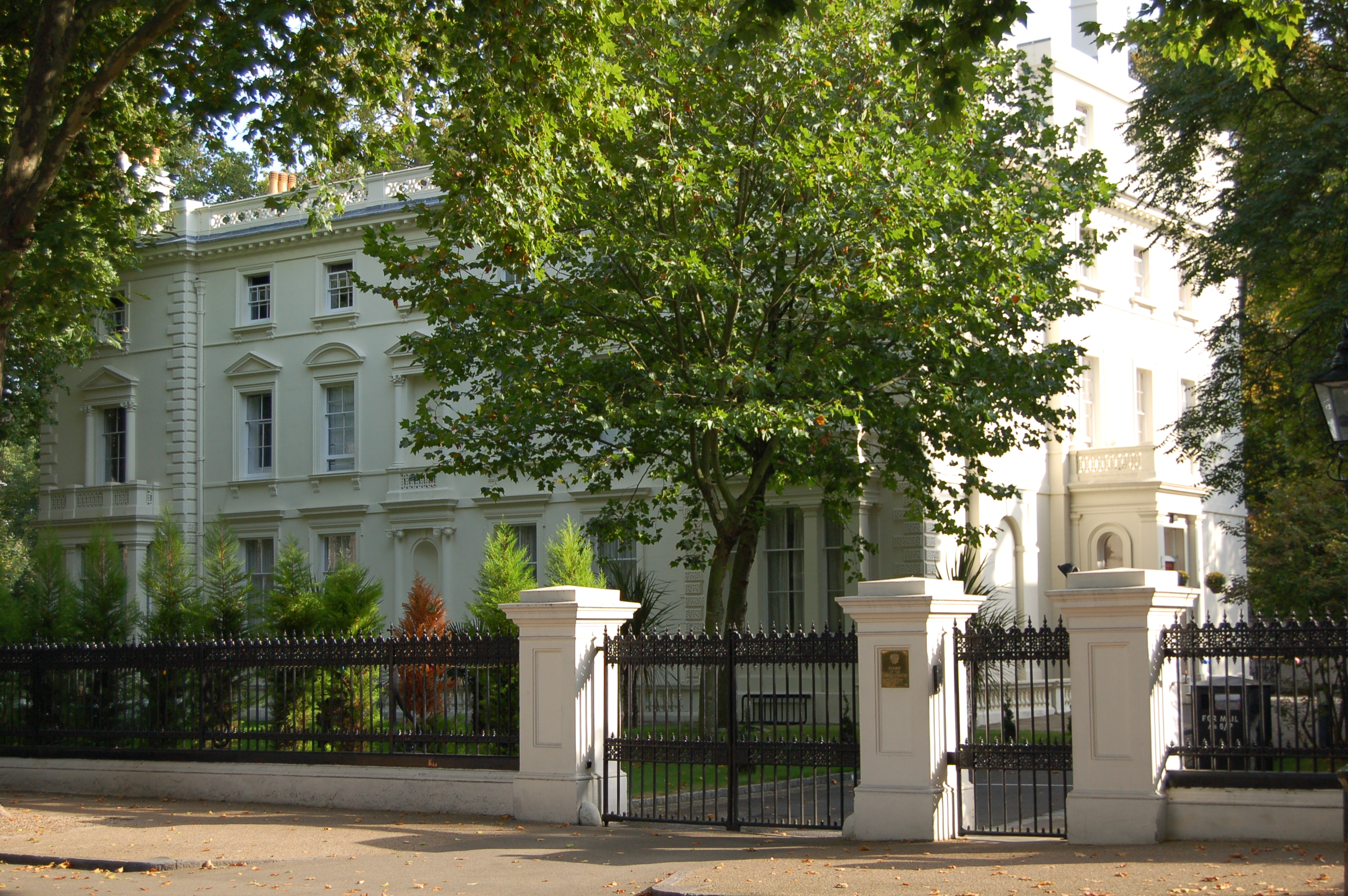
Ambassade à Londres.
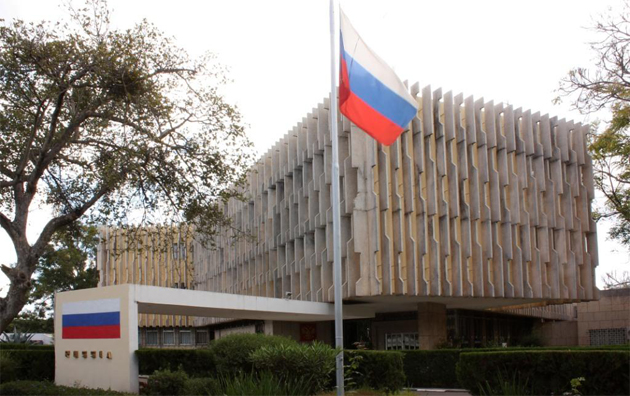
Ambassade à Lusaka.
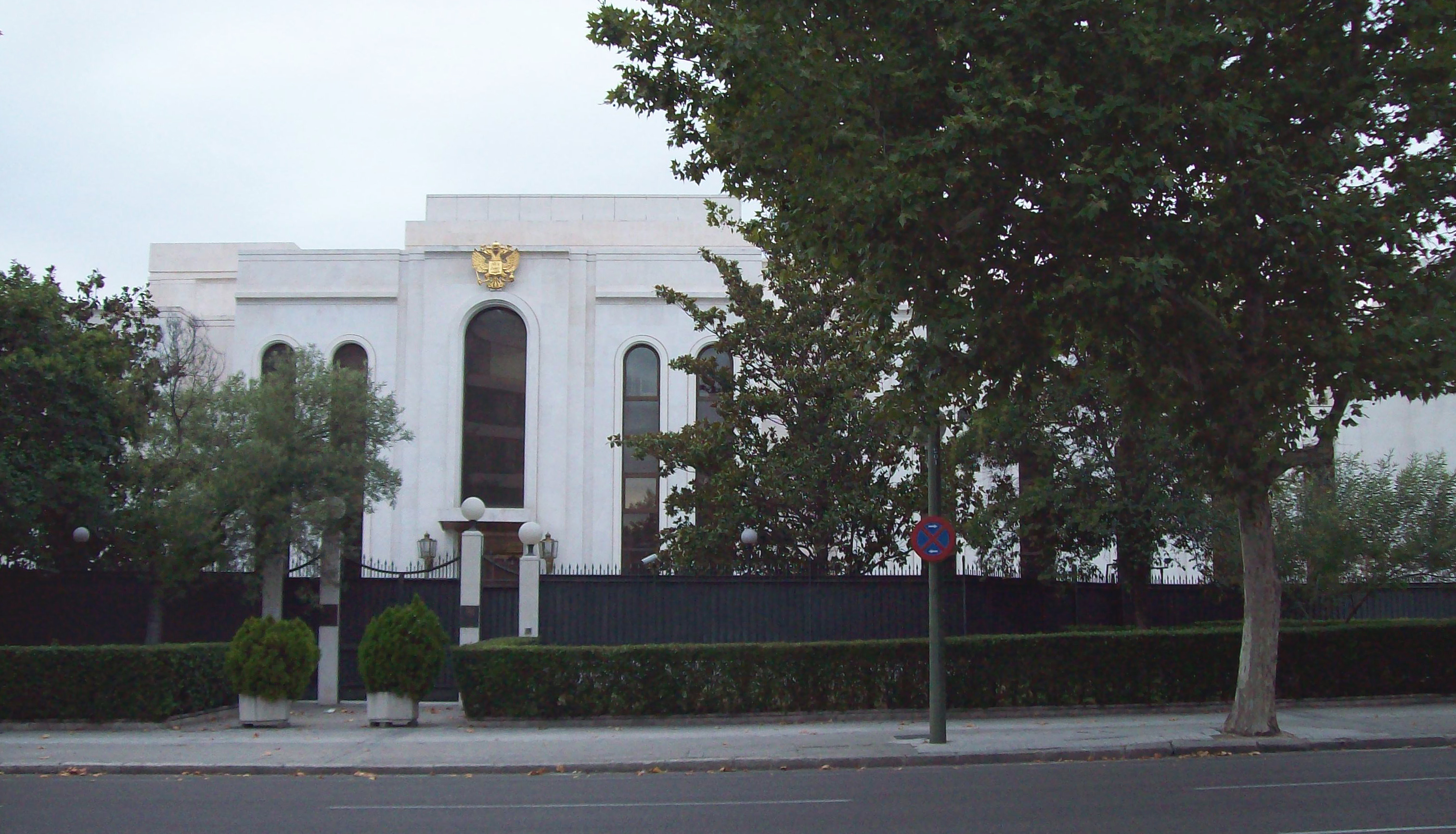
Ambassade à Madrid.
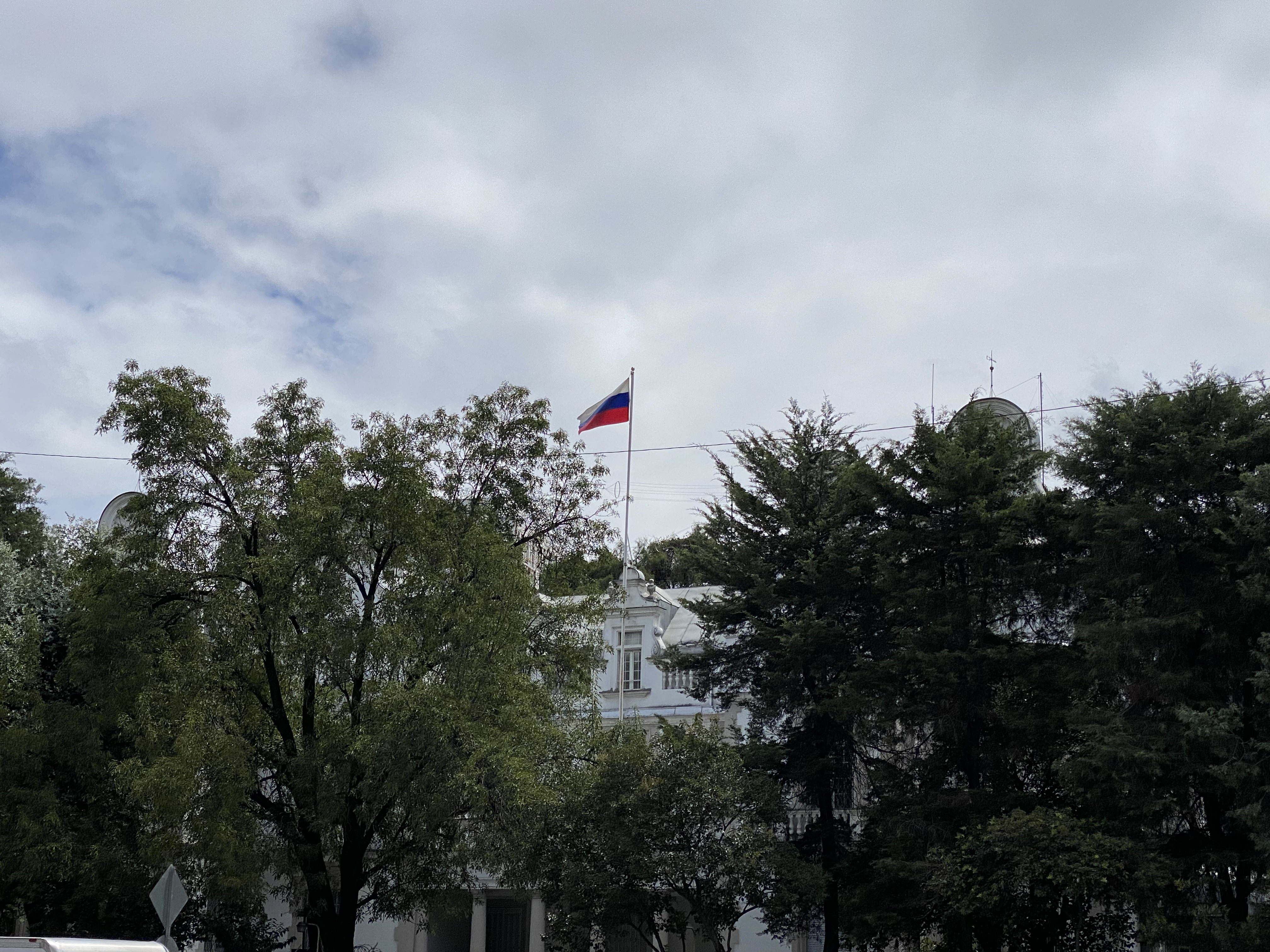
Ambassade à Mexico.
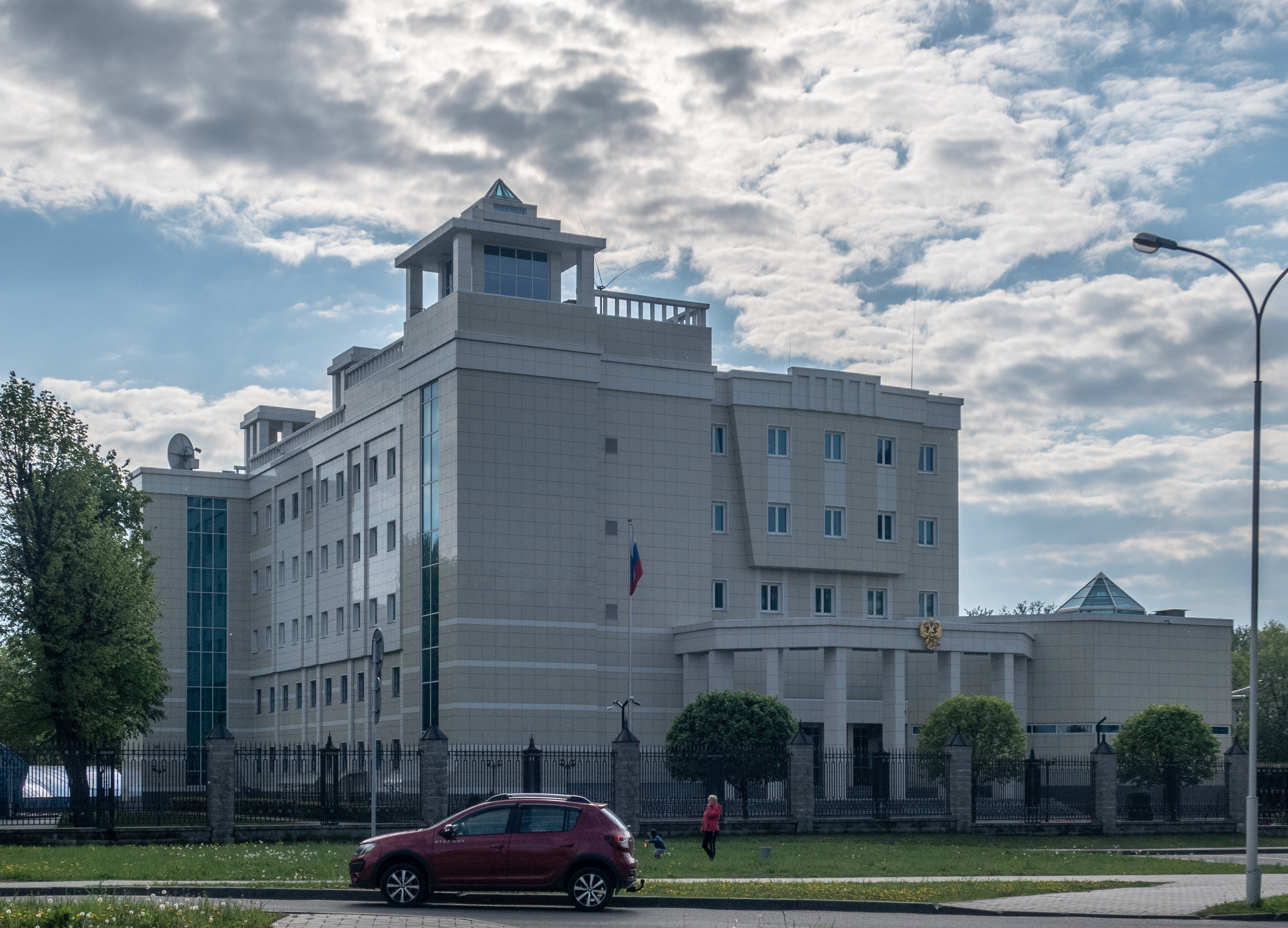
Ambassade à Minsk.
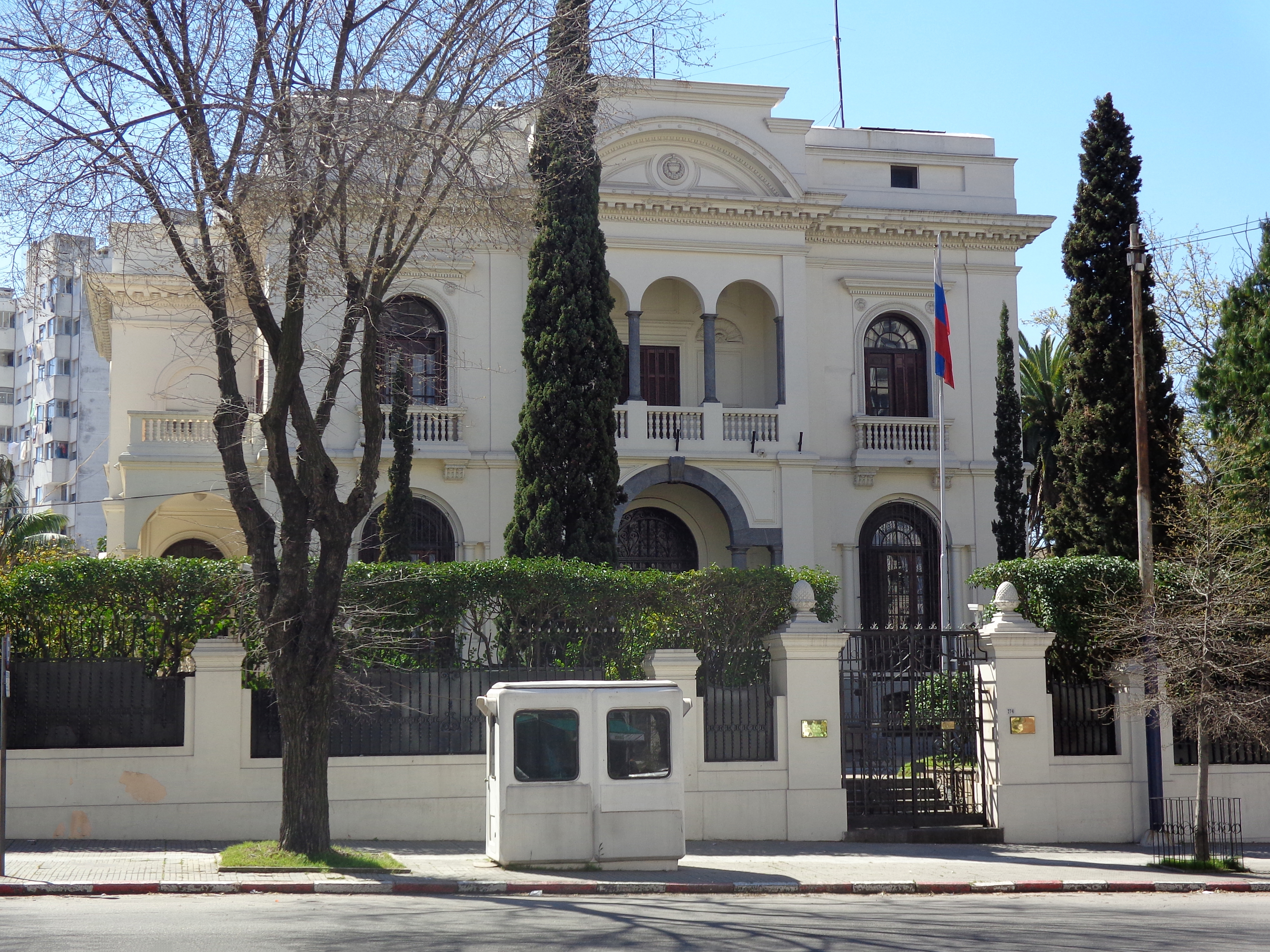
Ambassade à Montevideo.
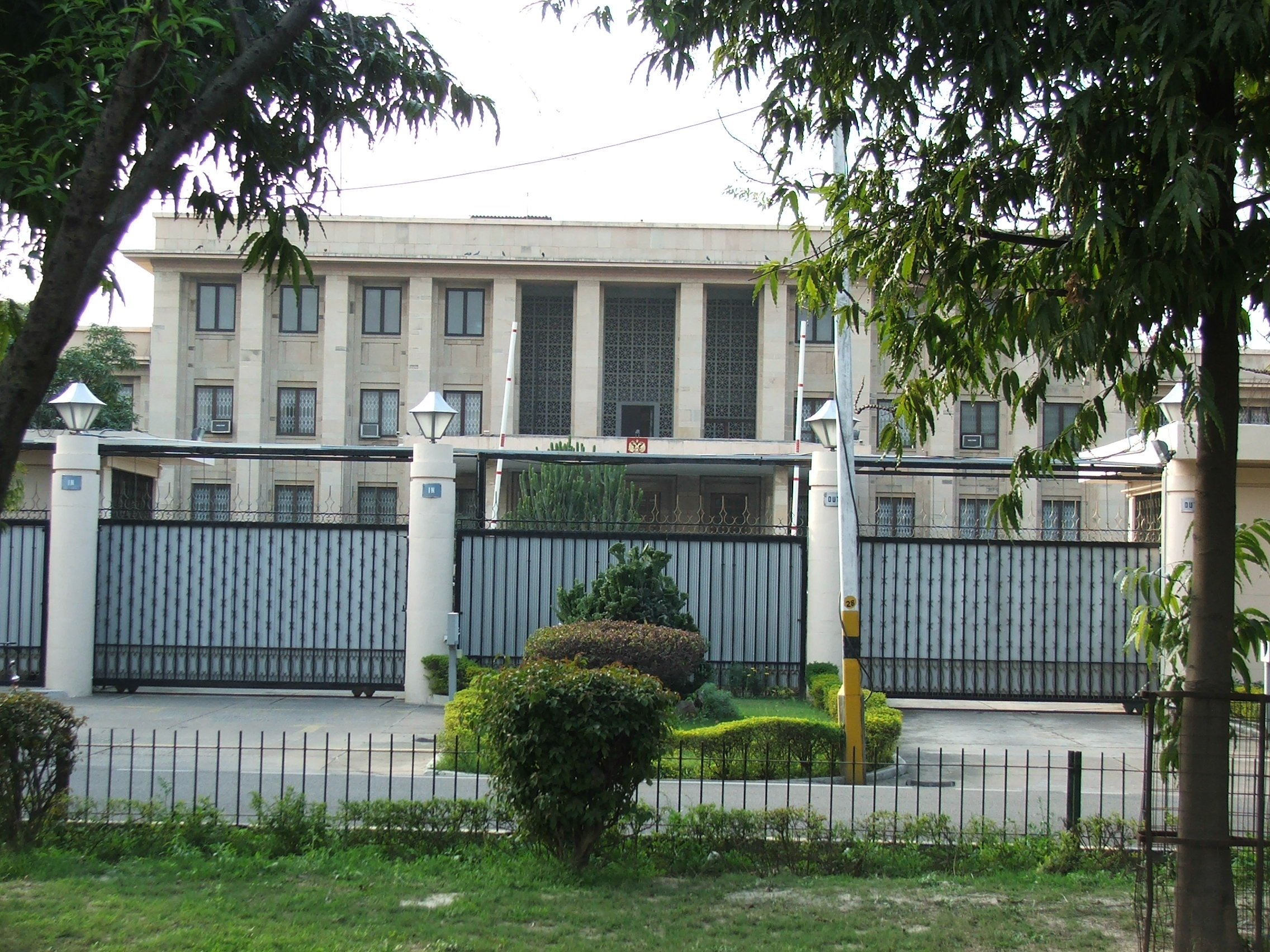
Ambassade à New Delhi.
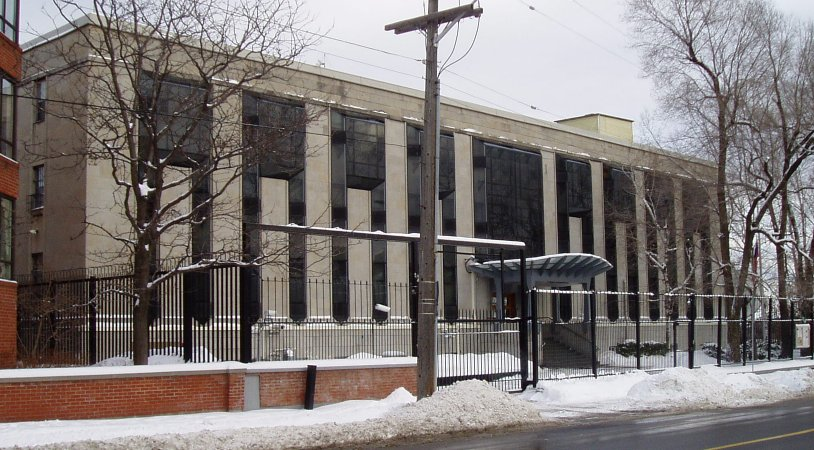
Ambassade à Ottawa.
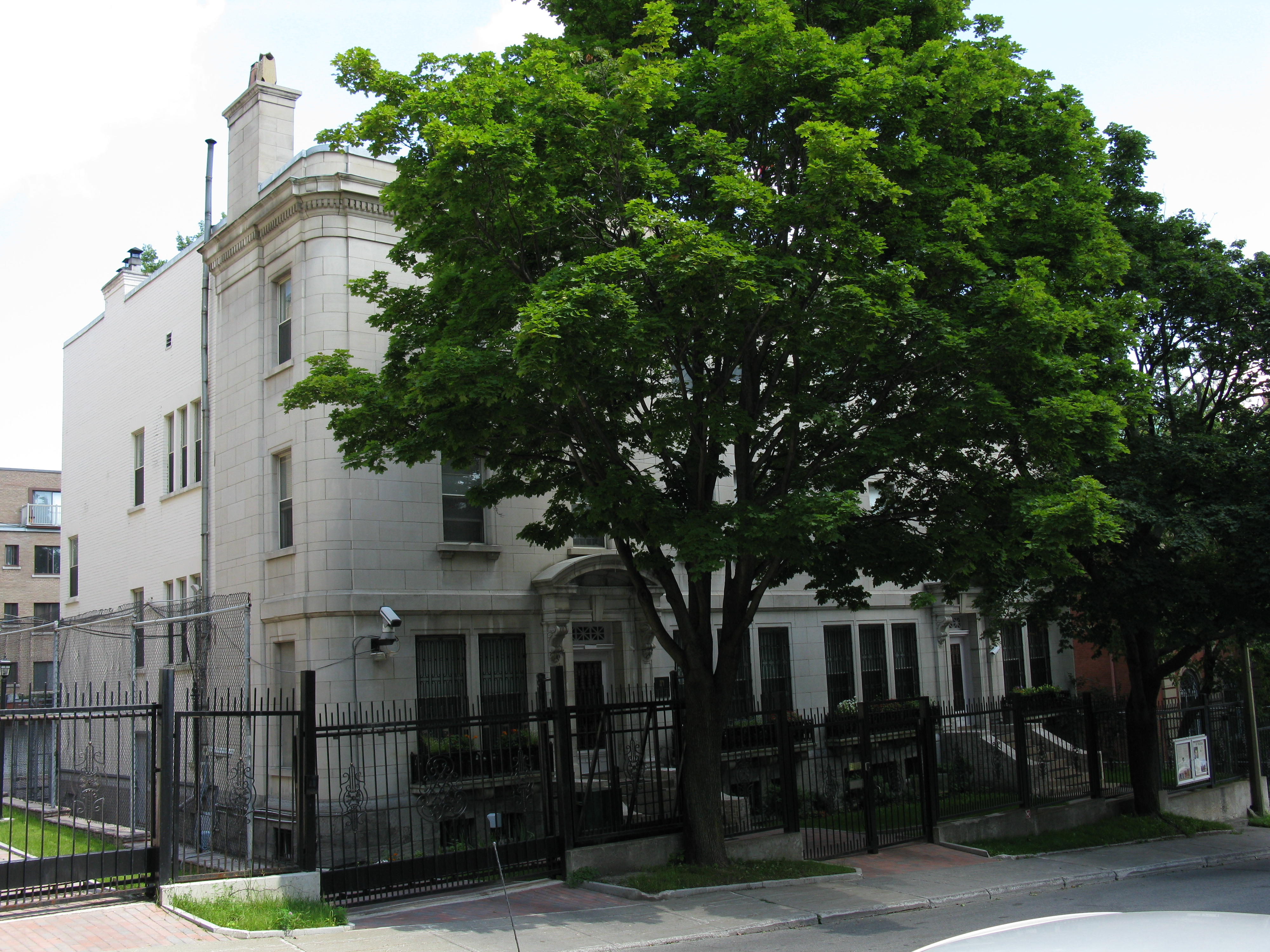
Consulat général à Montréal.
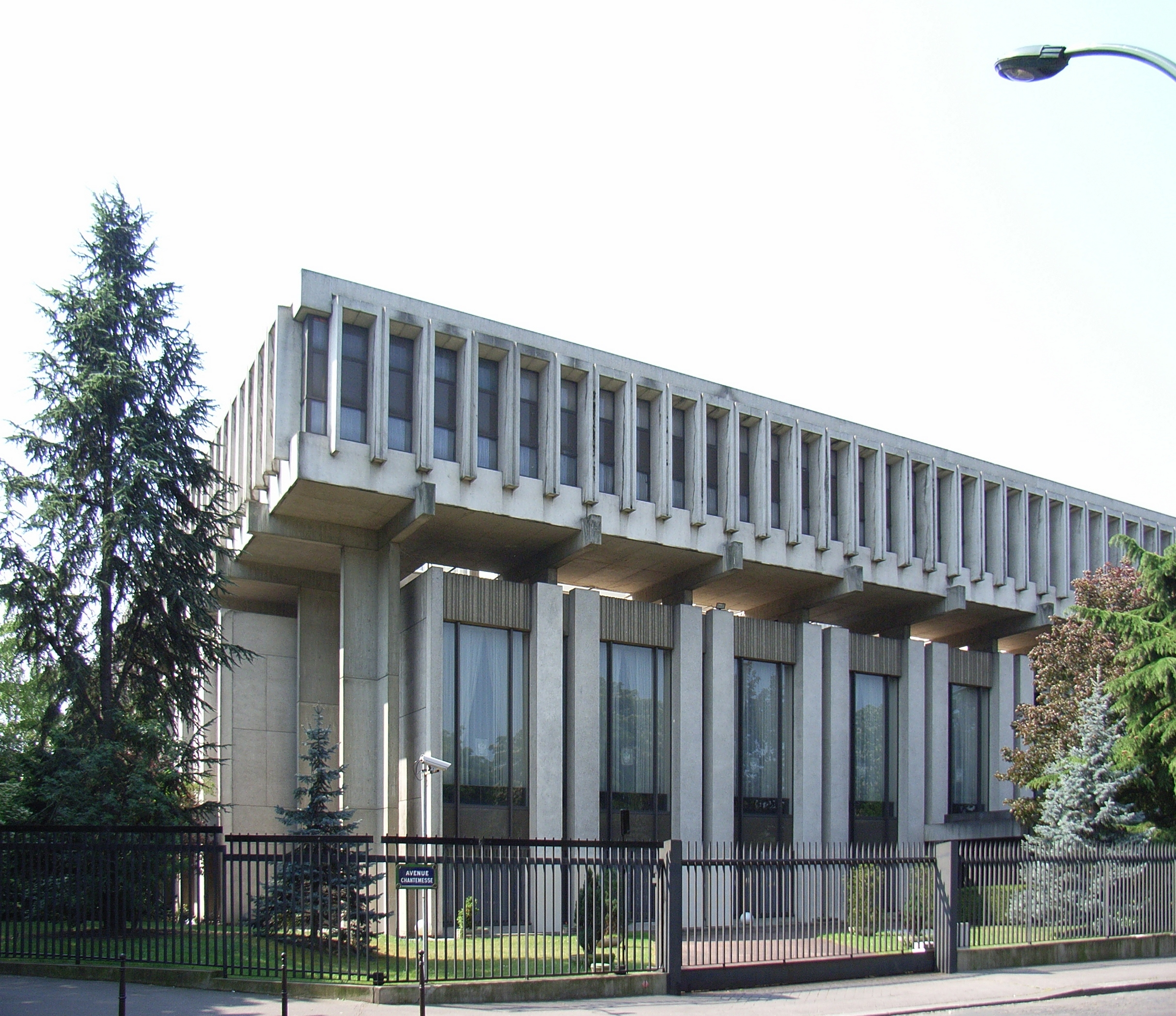
Ambassade à Paris.
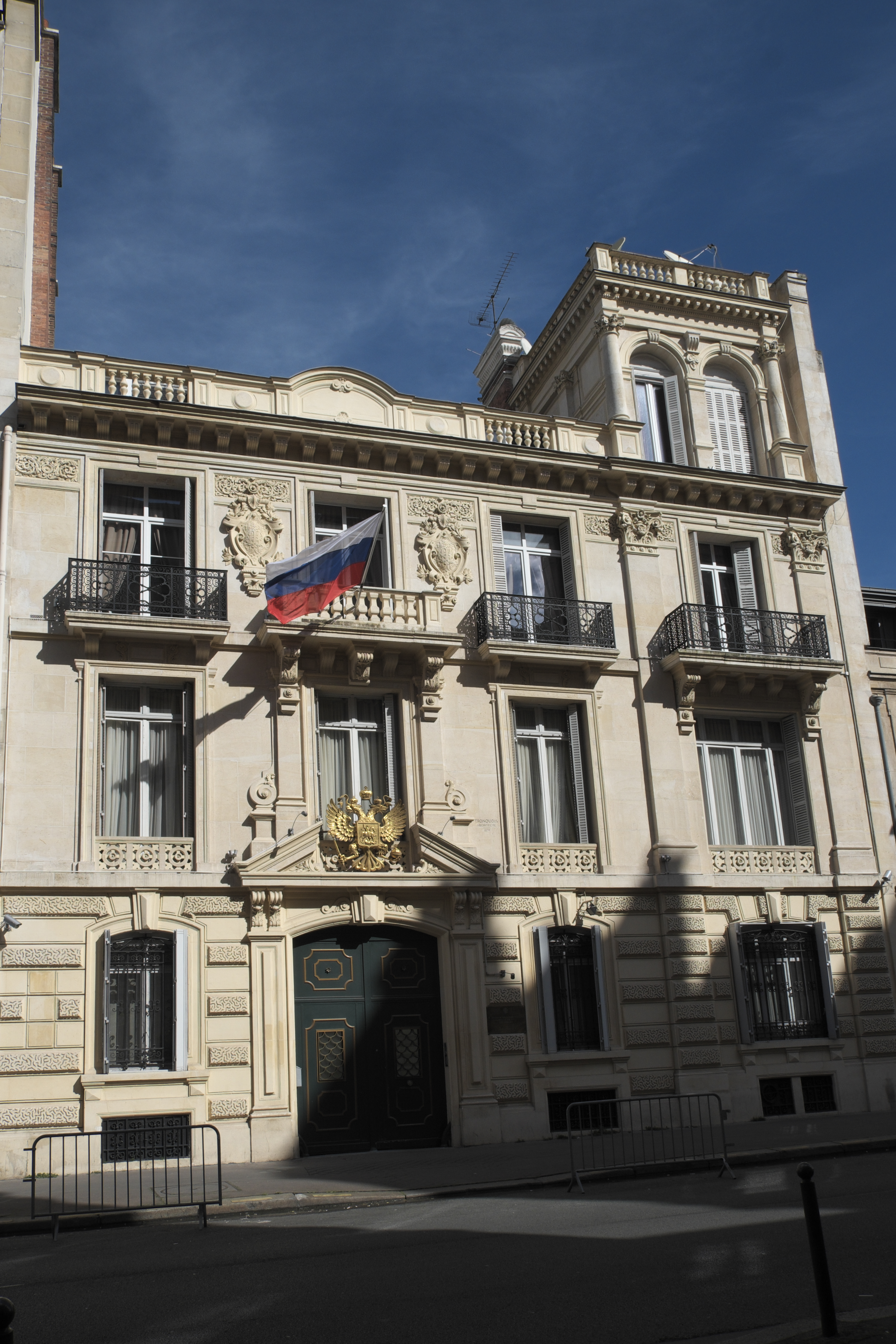
Mission permanente auprès de l'UNESCO à Paris.
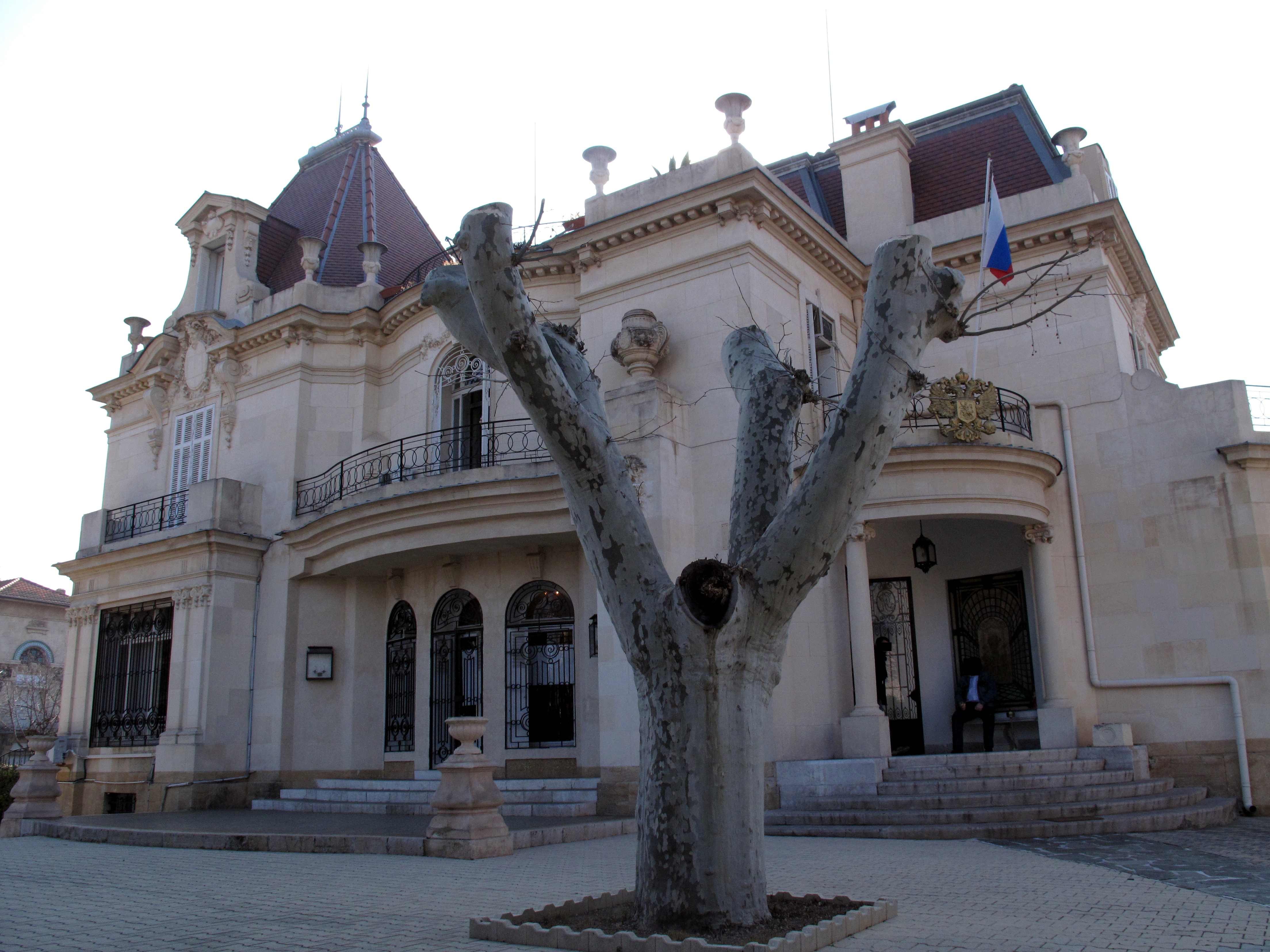
Consulat général à Marseille.
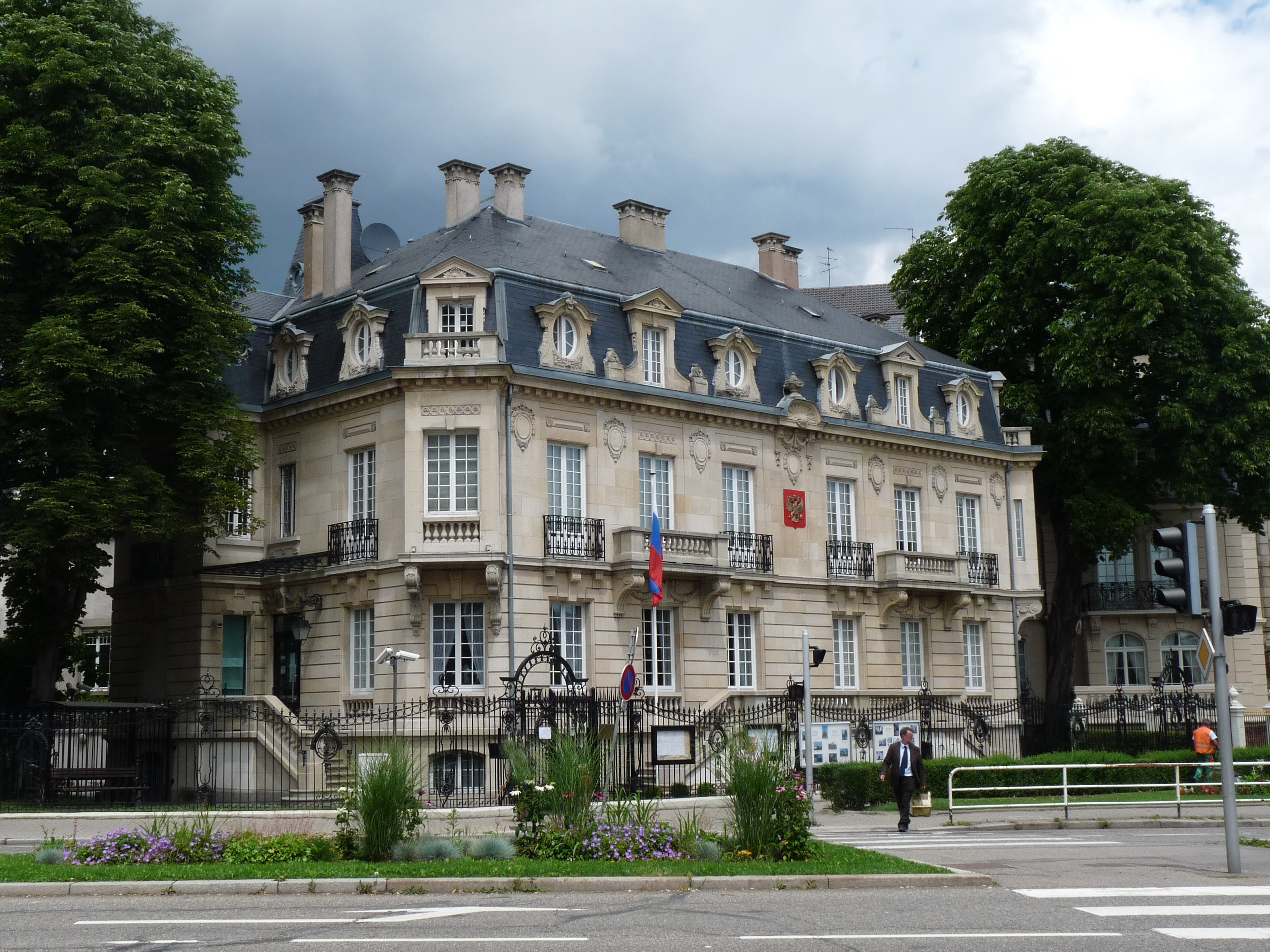
Consulat général à Strasbourg.
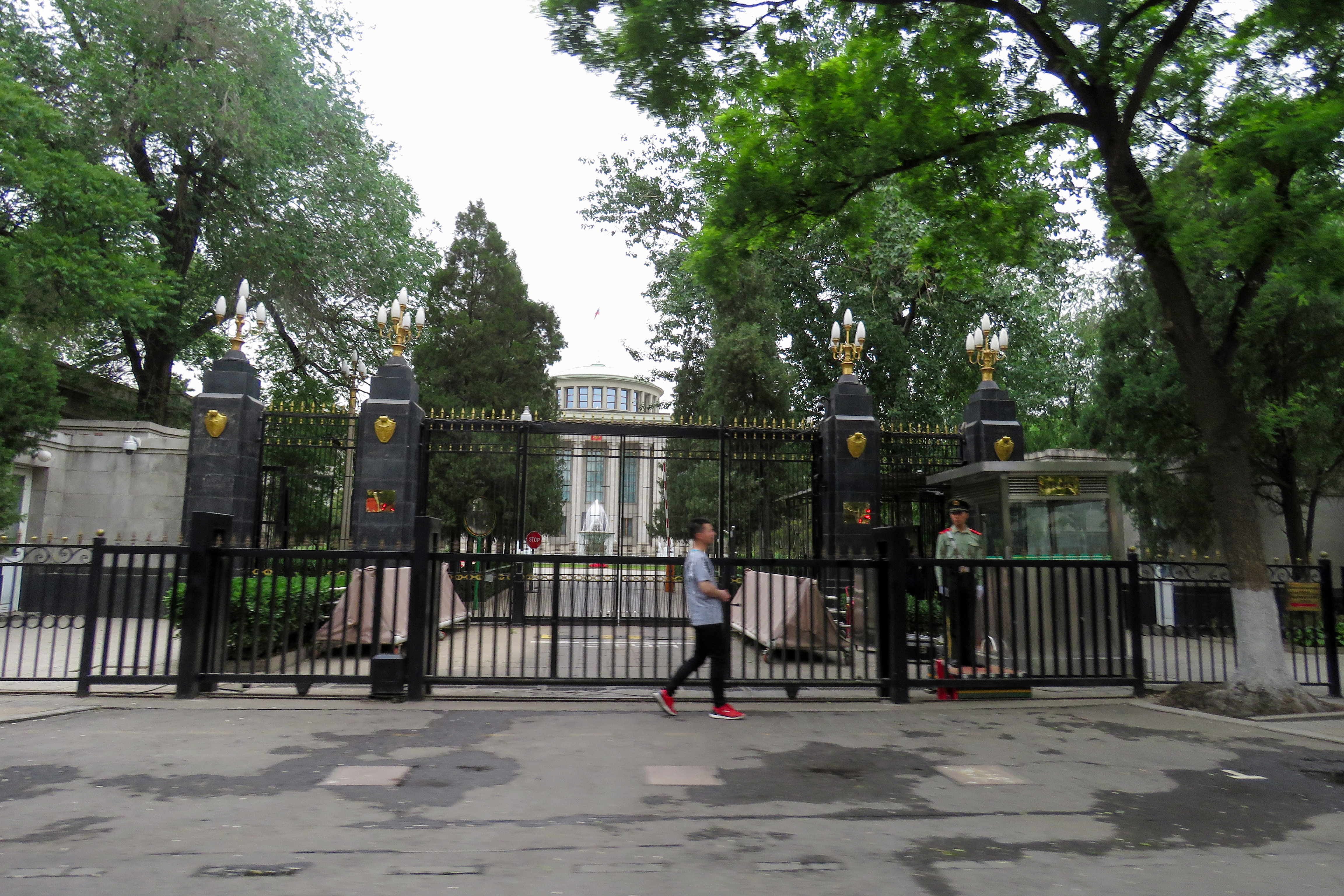
Ambassade à Pékin.
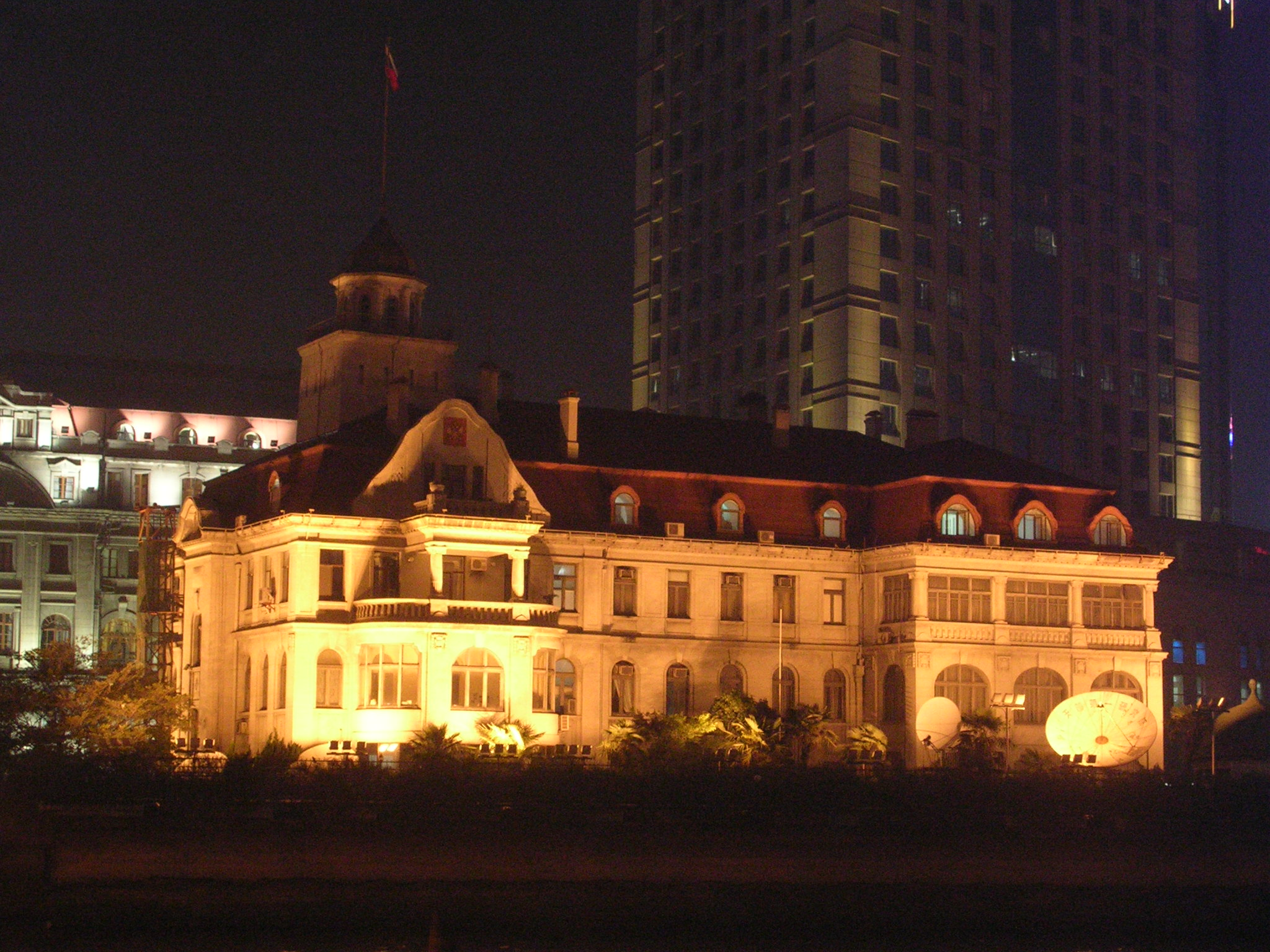
Consulat général à Shanghai.
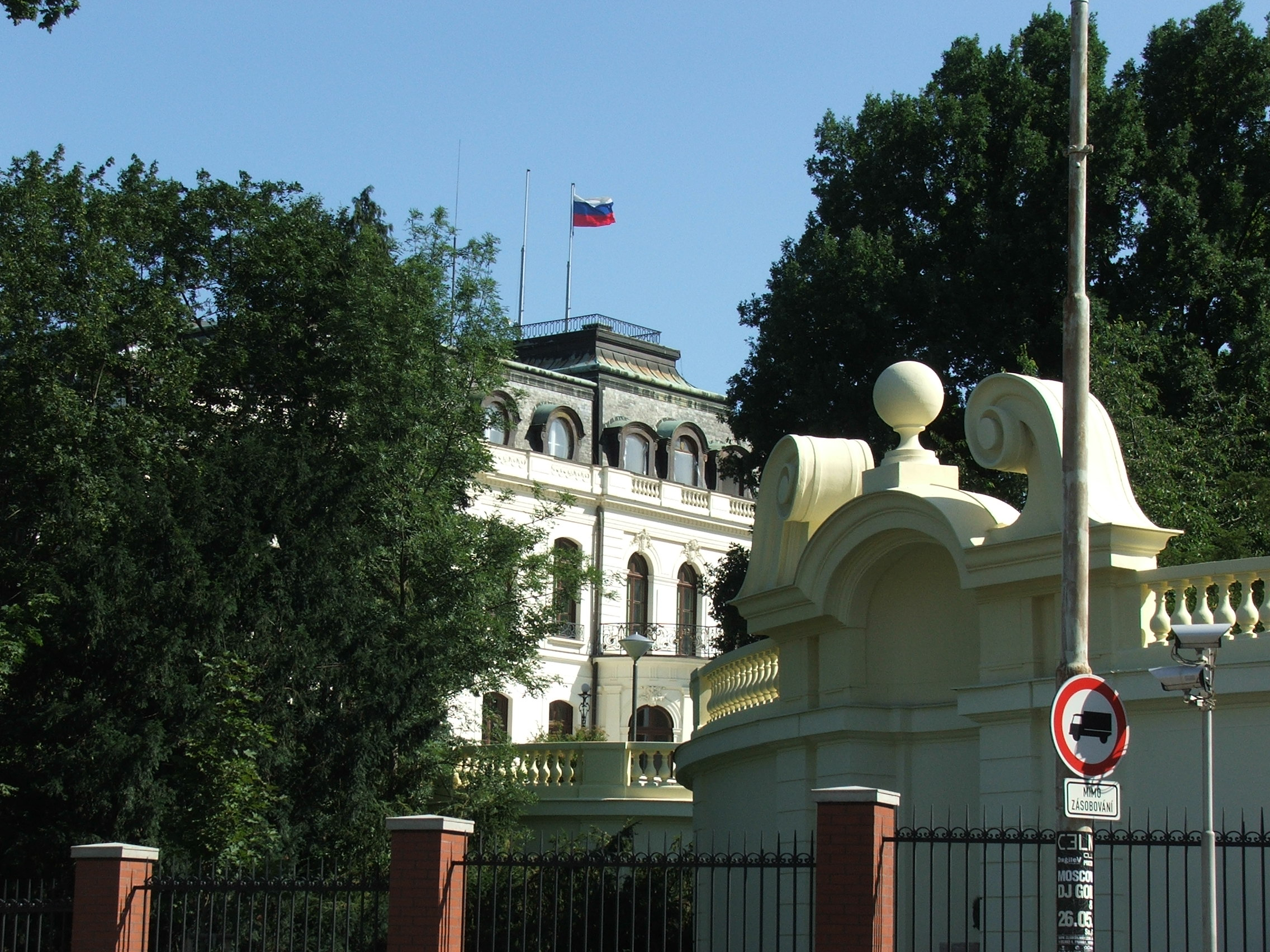
Ambassade à Prague.
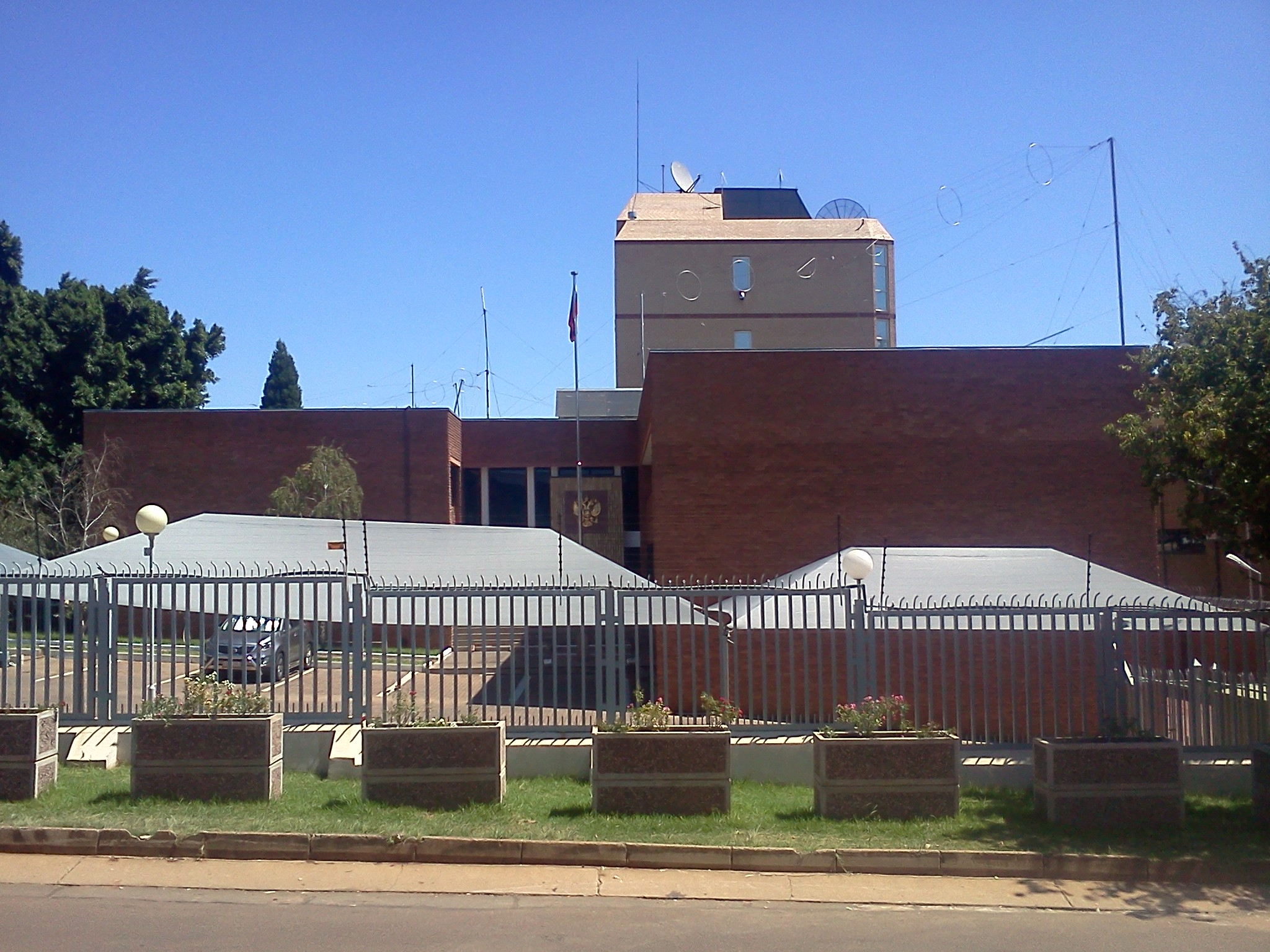
Ambassade à Pretoria.
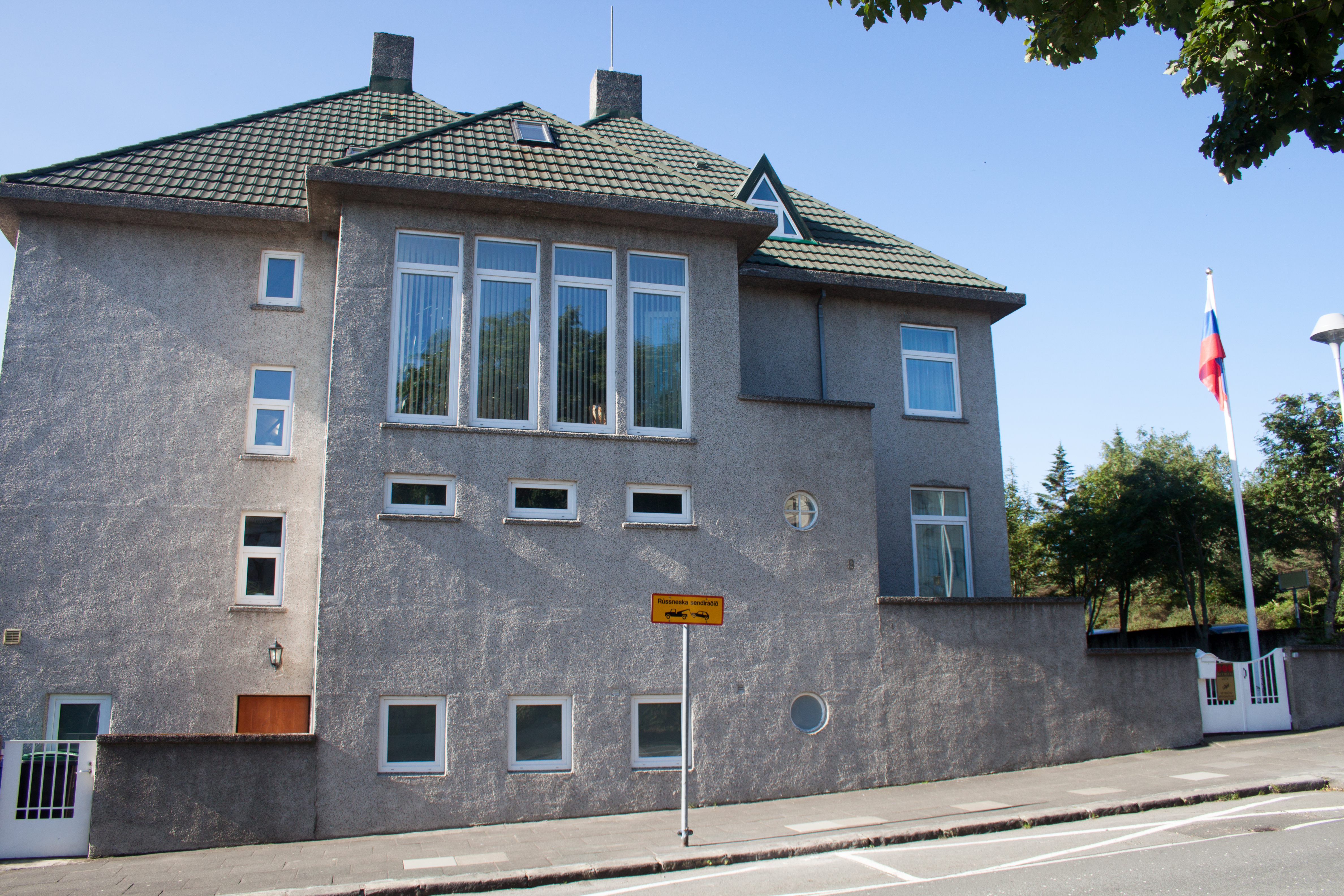
Ambassade à Reykjavik.
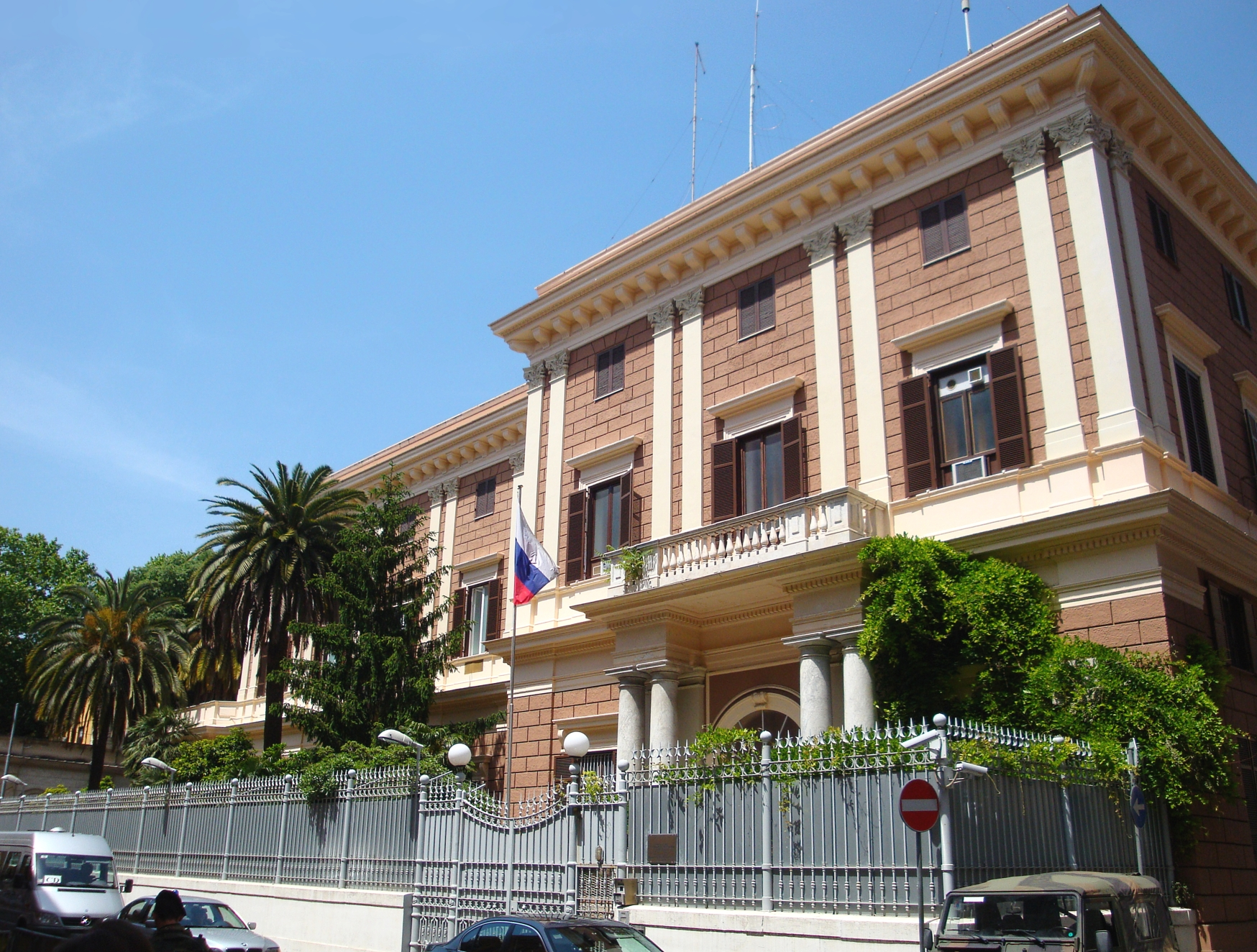
Ambassade à Rome.
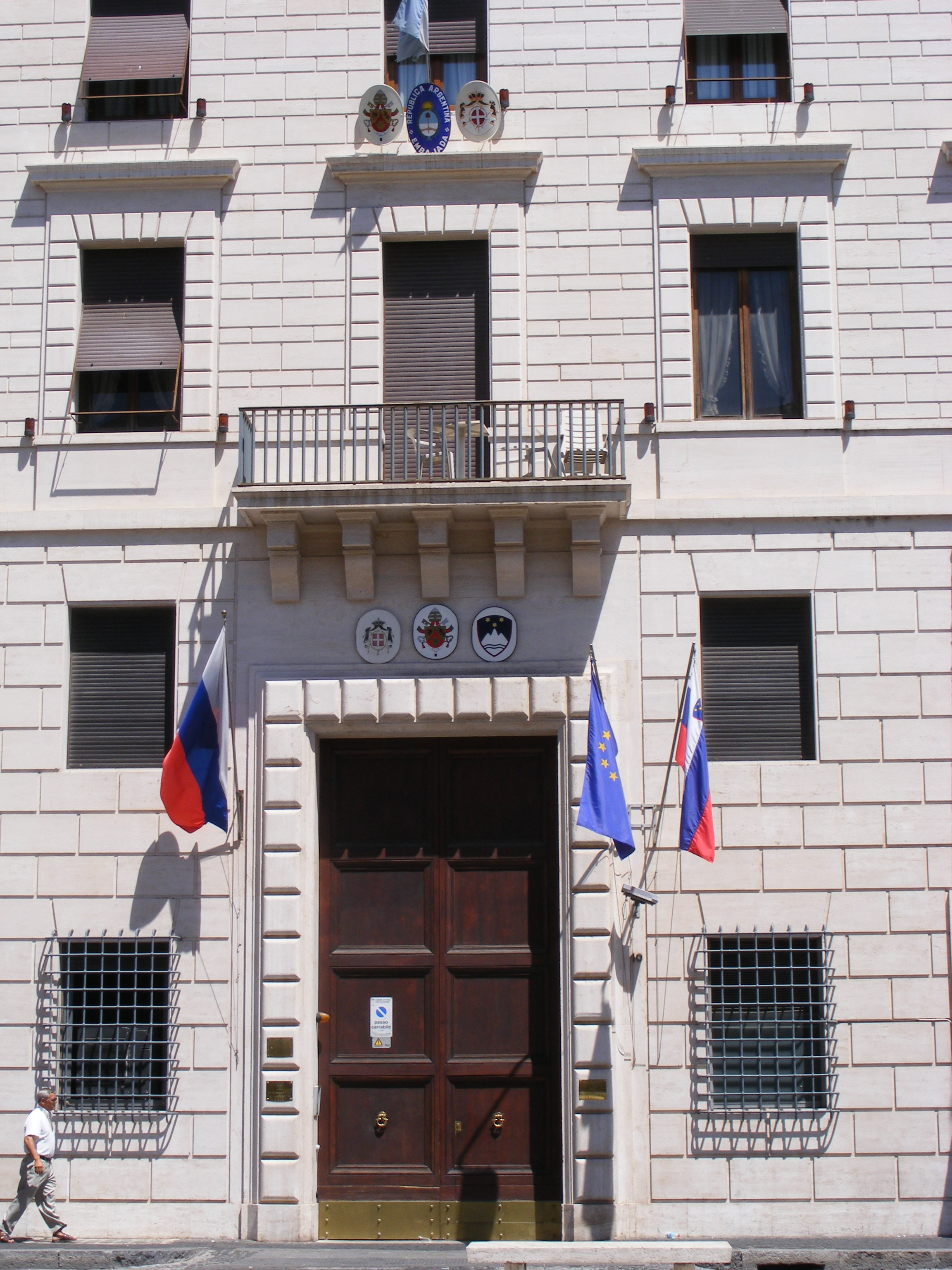
Ambassade près le Saint-Siège à Rome.
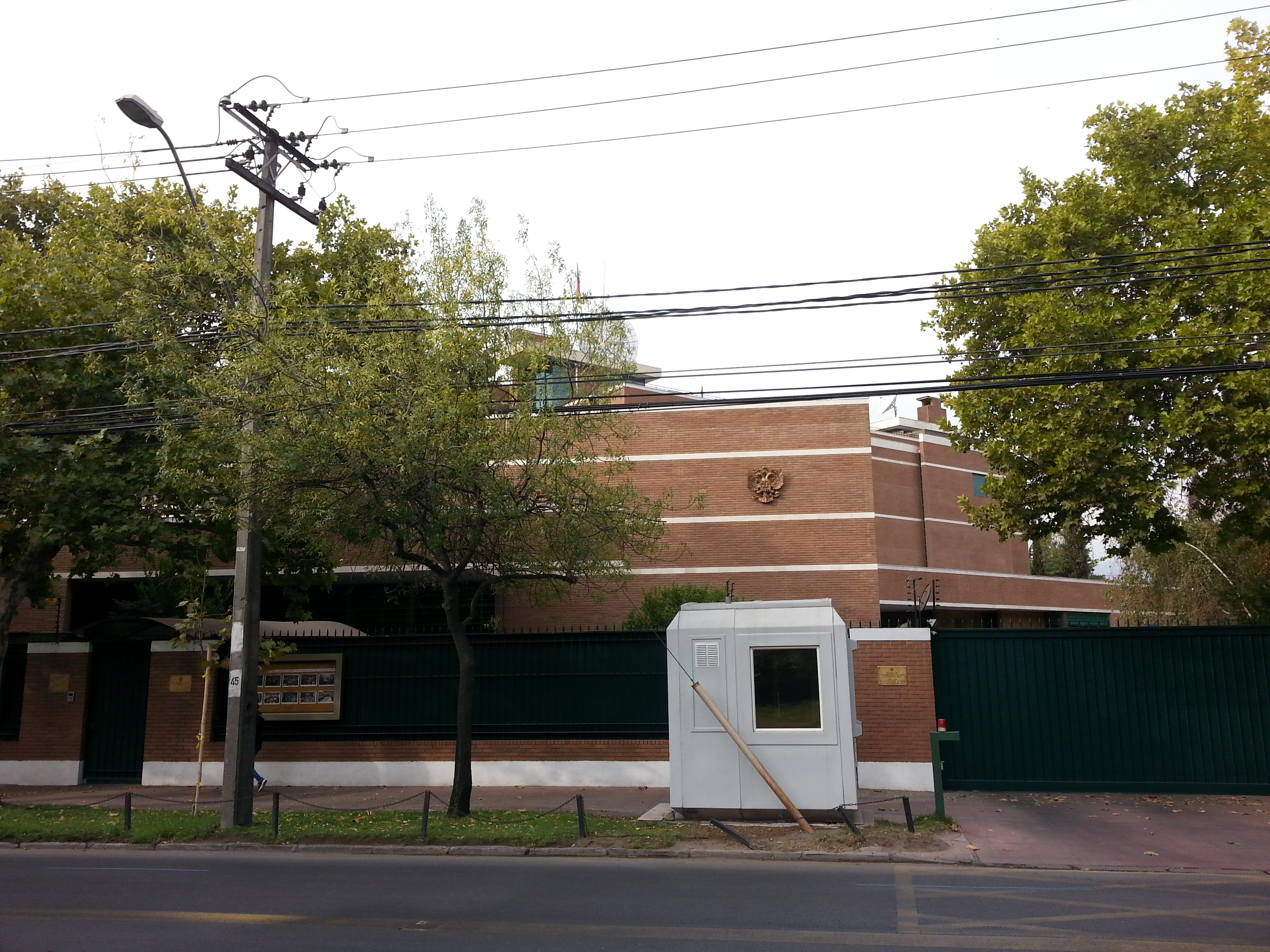
Ambassade à Santiago.
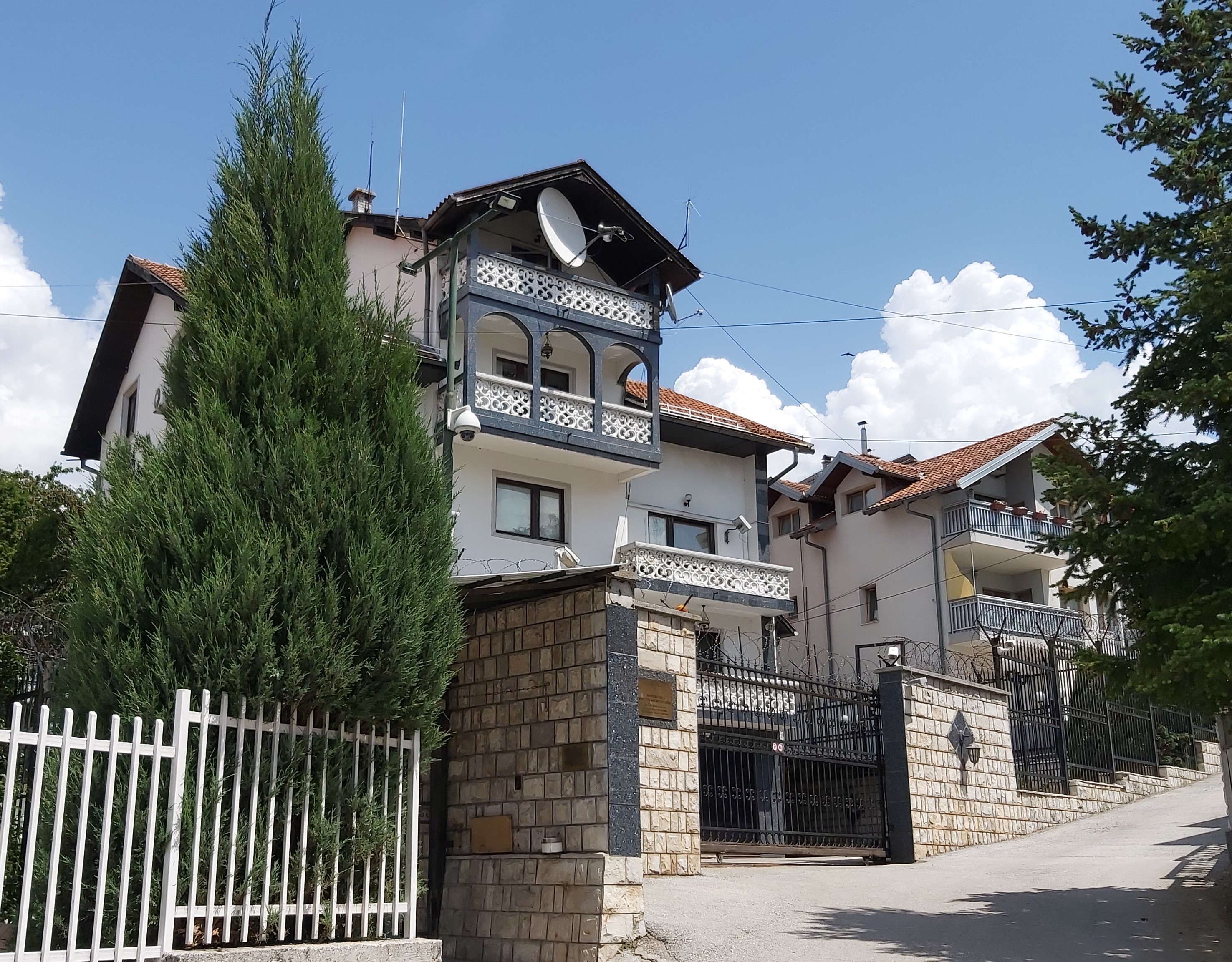
Ambassade à Sarajevo.
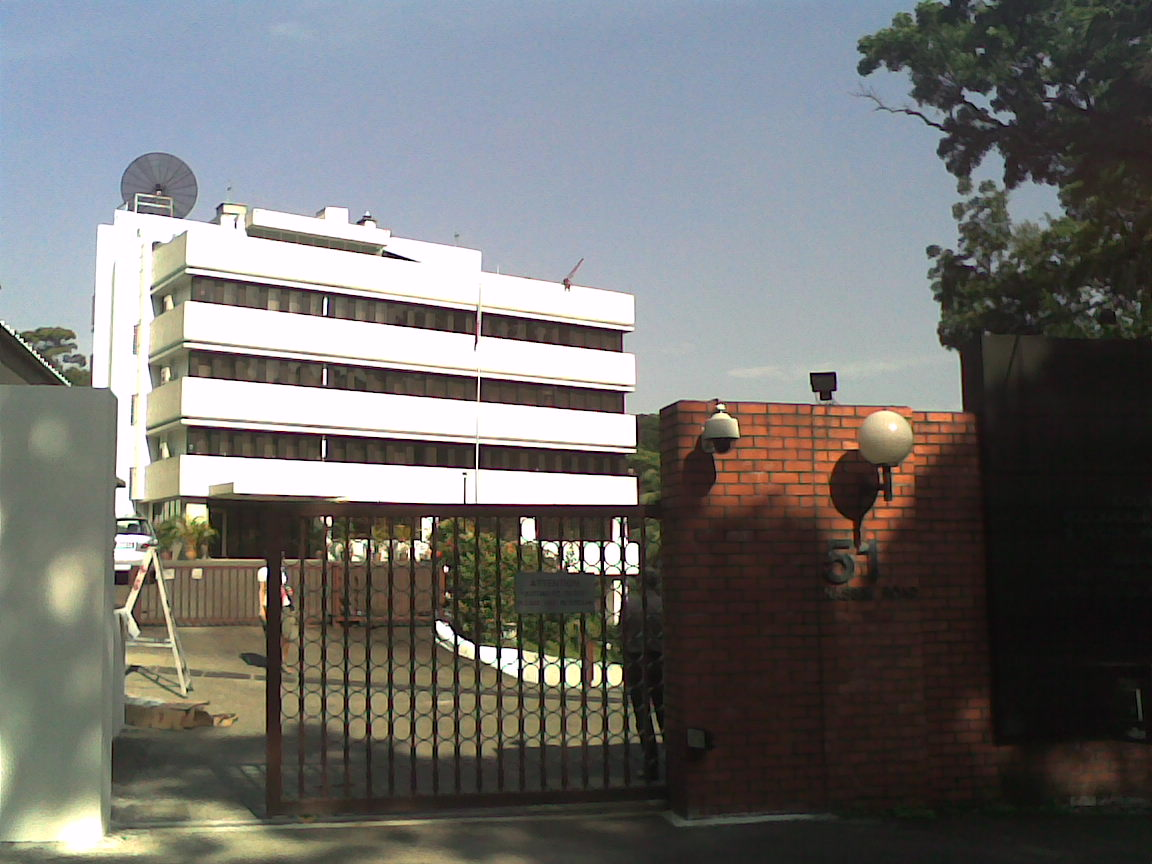
Ambassade à Singapour.
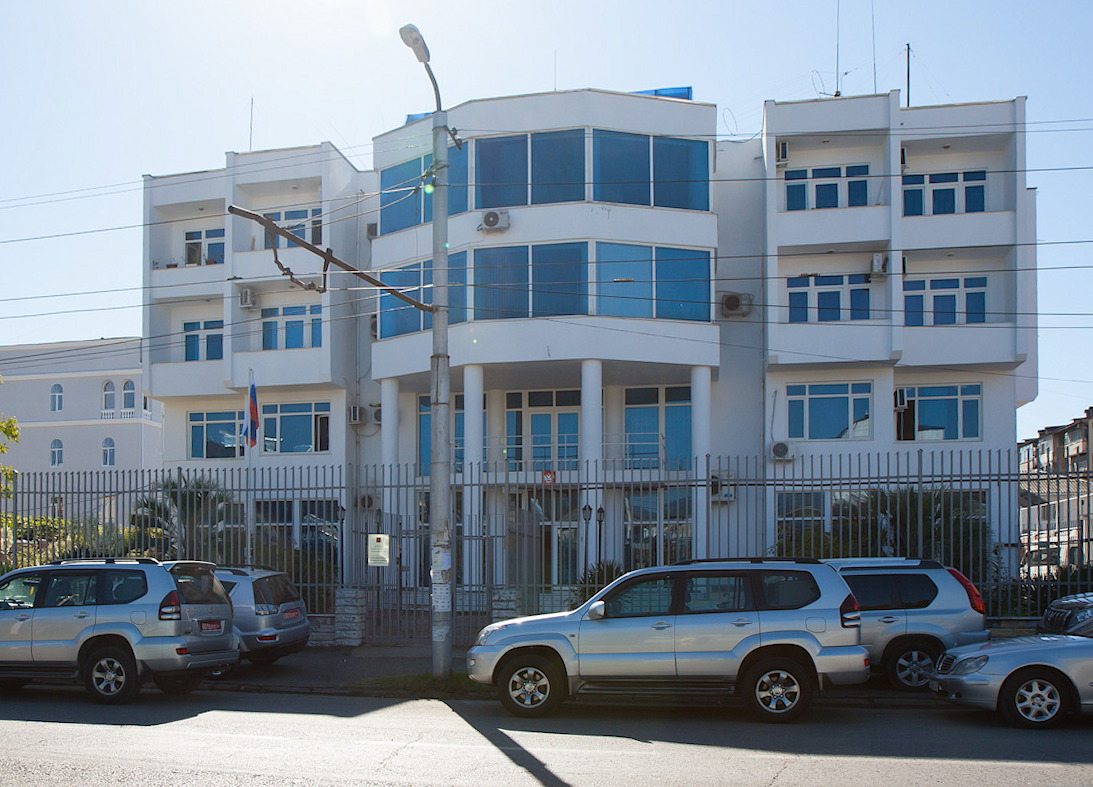
Ambassade à Soukhoumi.
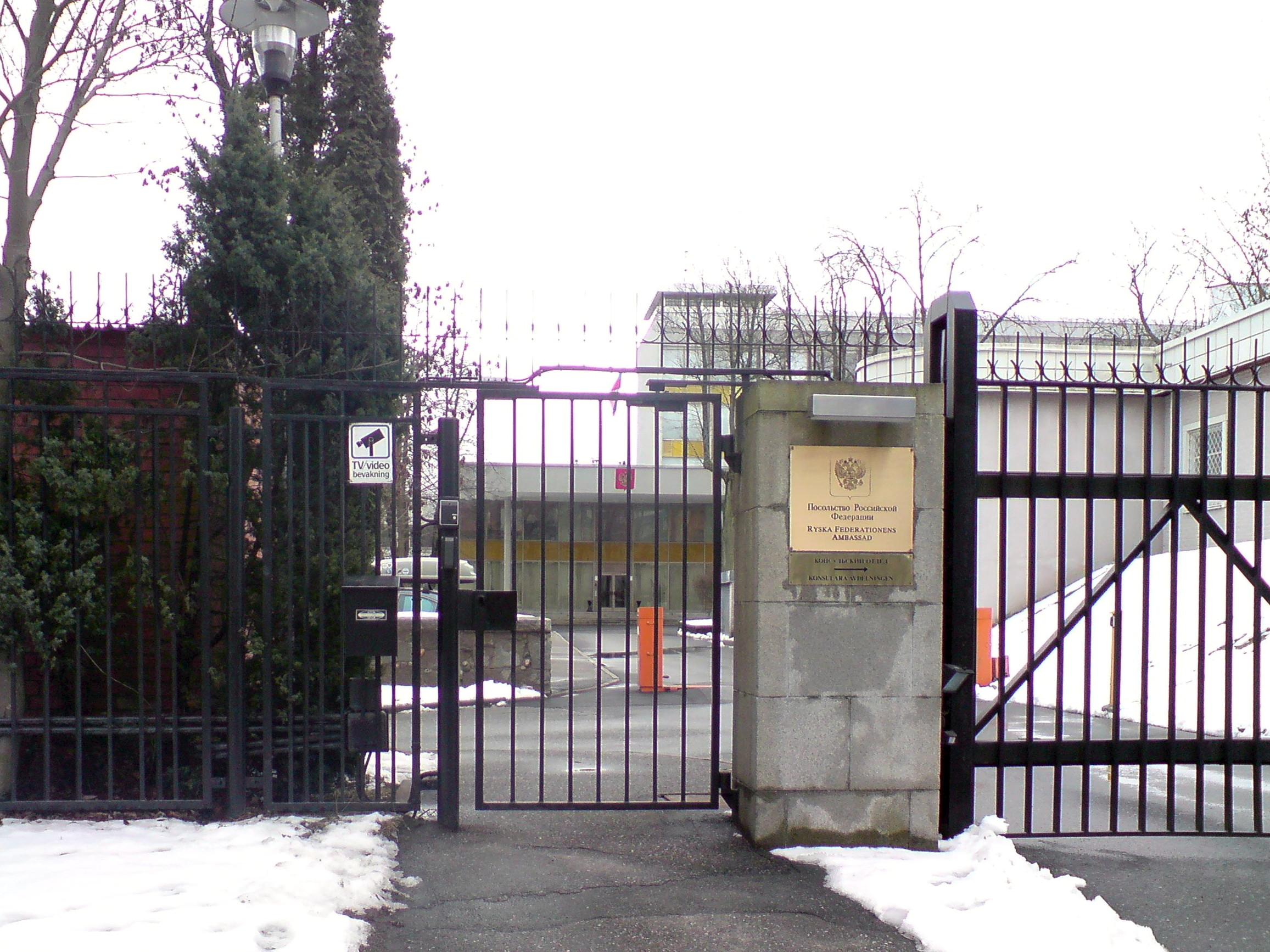
Ambassade à Stockholm.
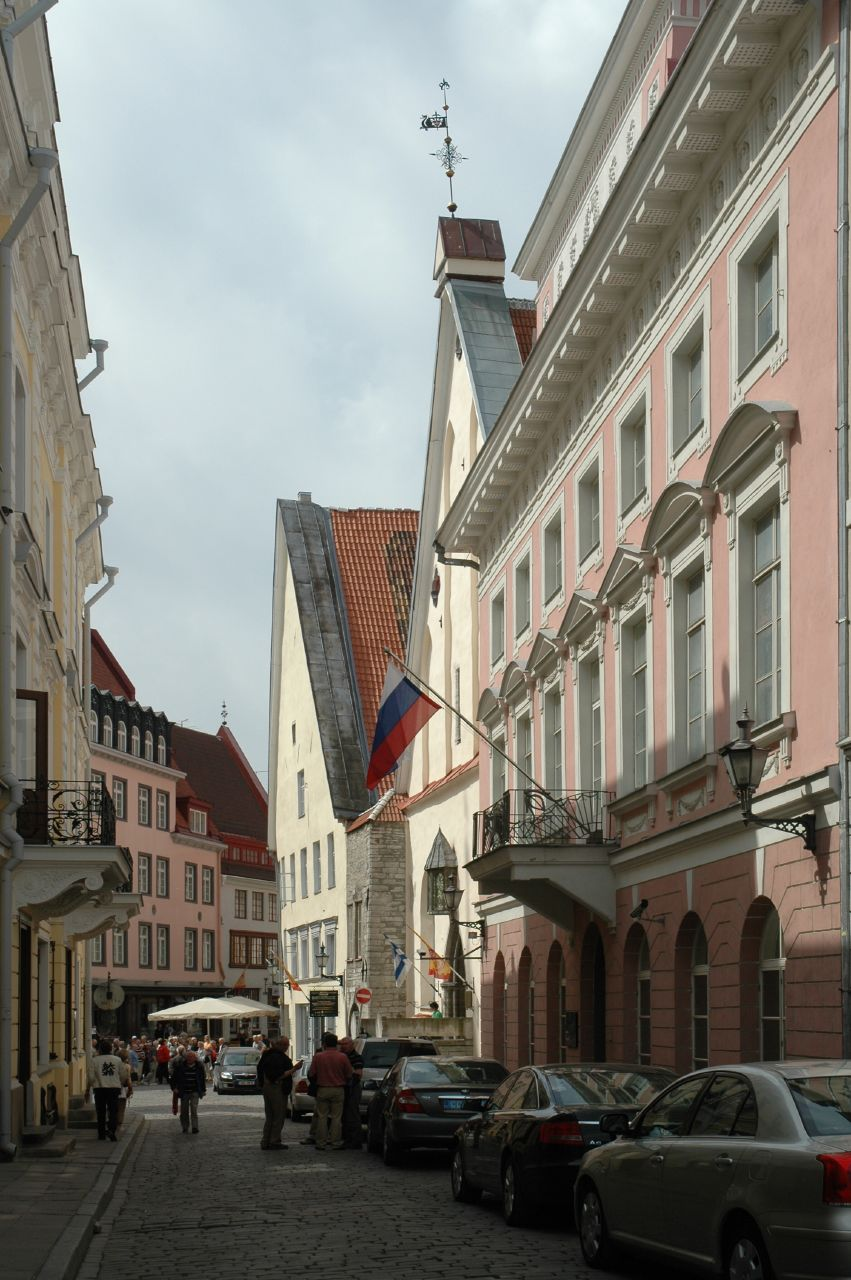
Ambassade à Tallinn.
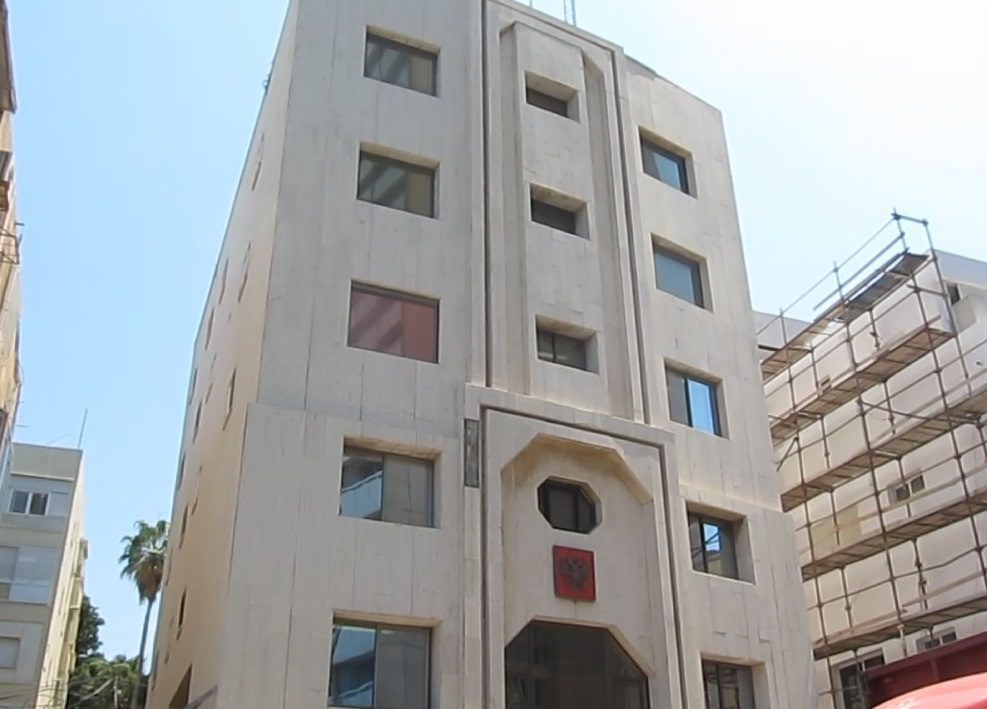
Ambassade à Tel Aviv.
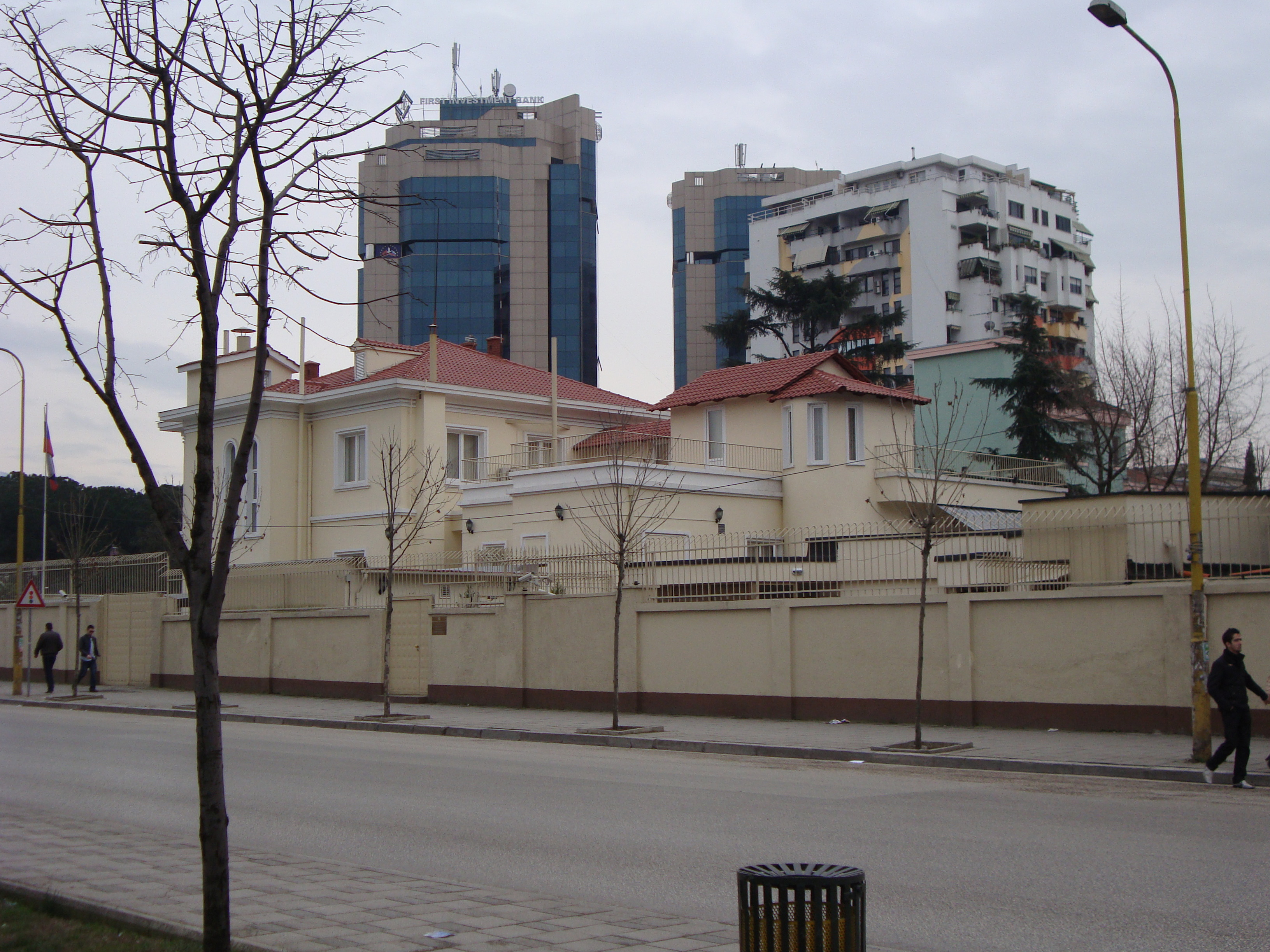
Ambassade à Tirana.
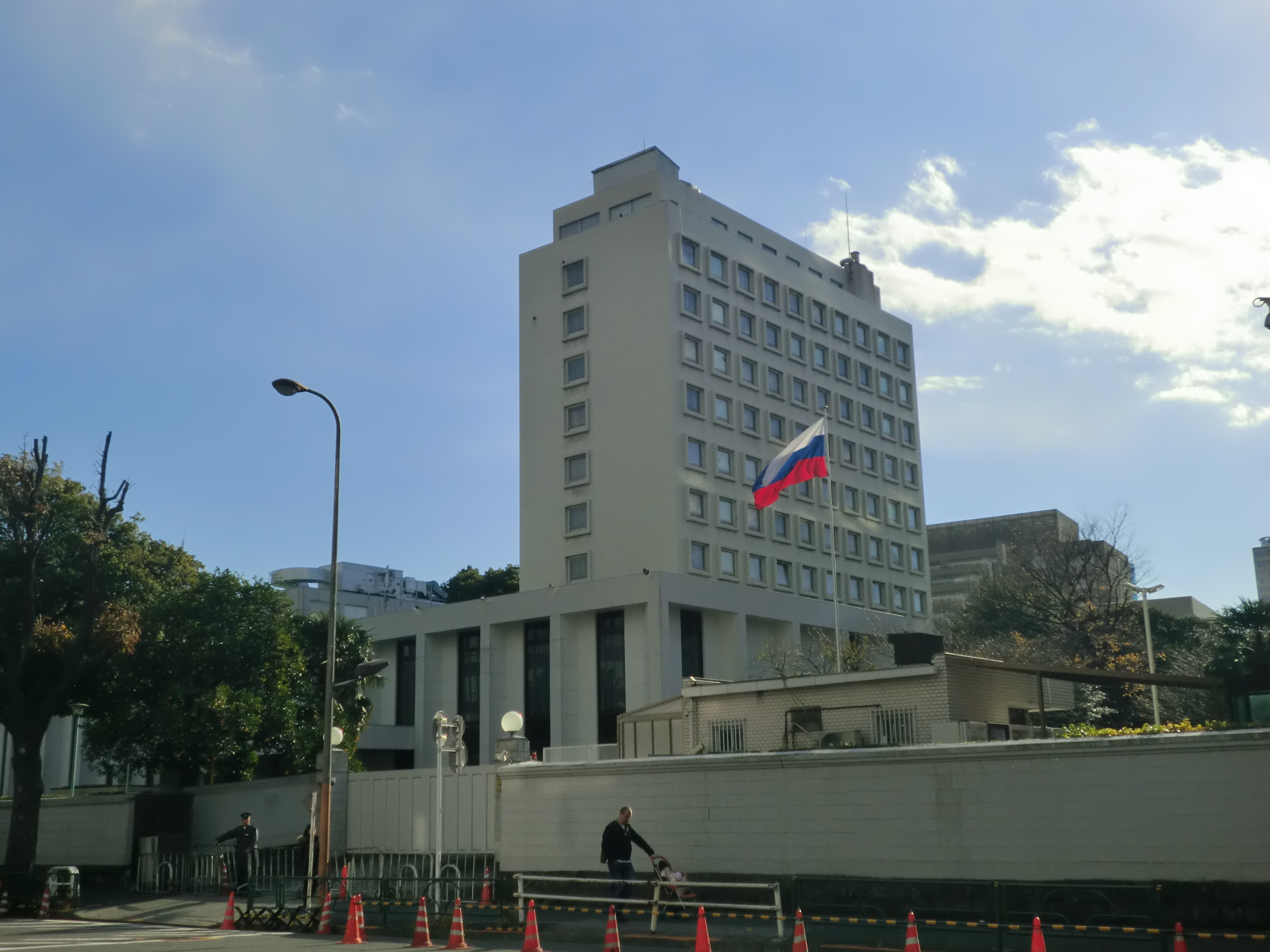
Ambassade à Tokyo.
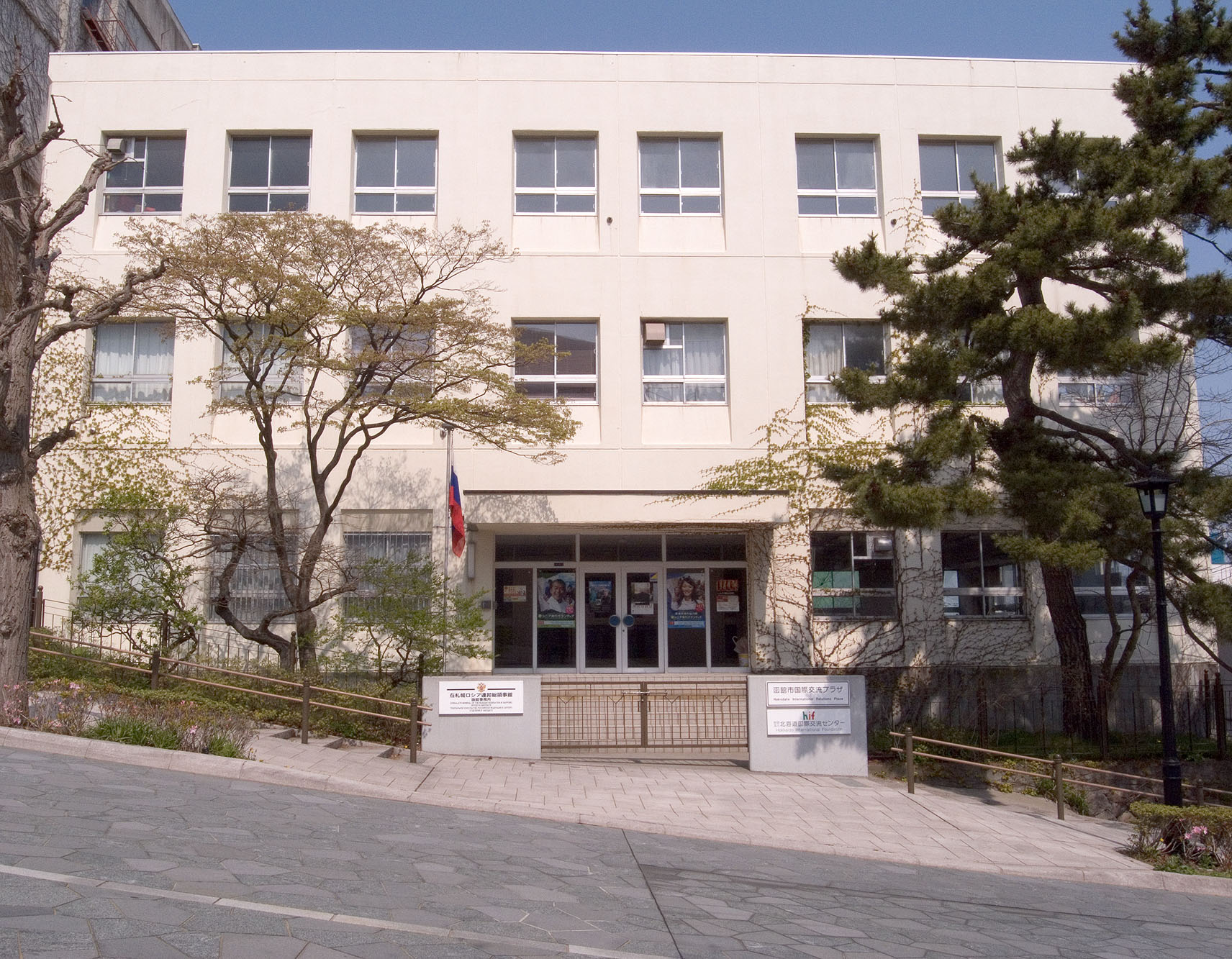
Consulat général à Hakodate.
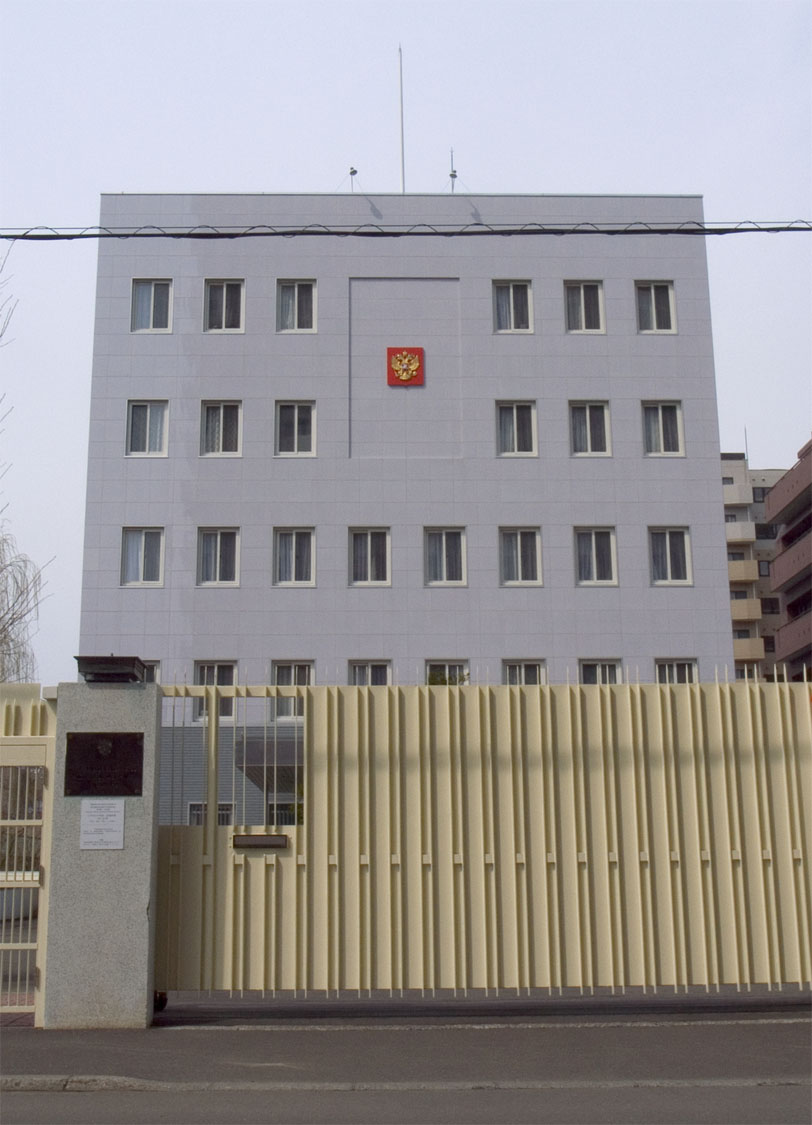
Consulat général à Sapporo.
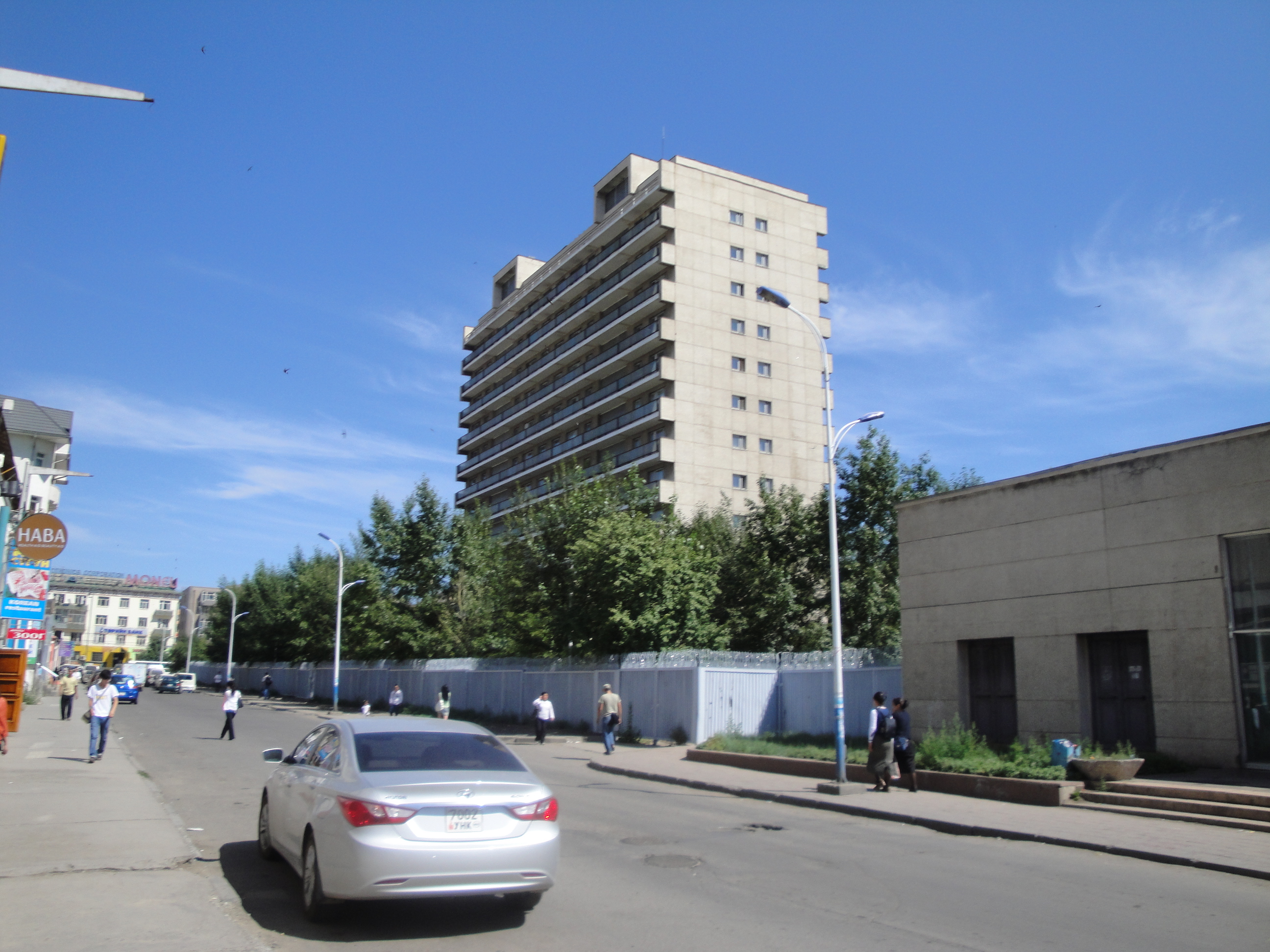
Ambassade à Oulan-Bator.
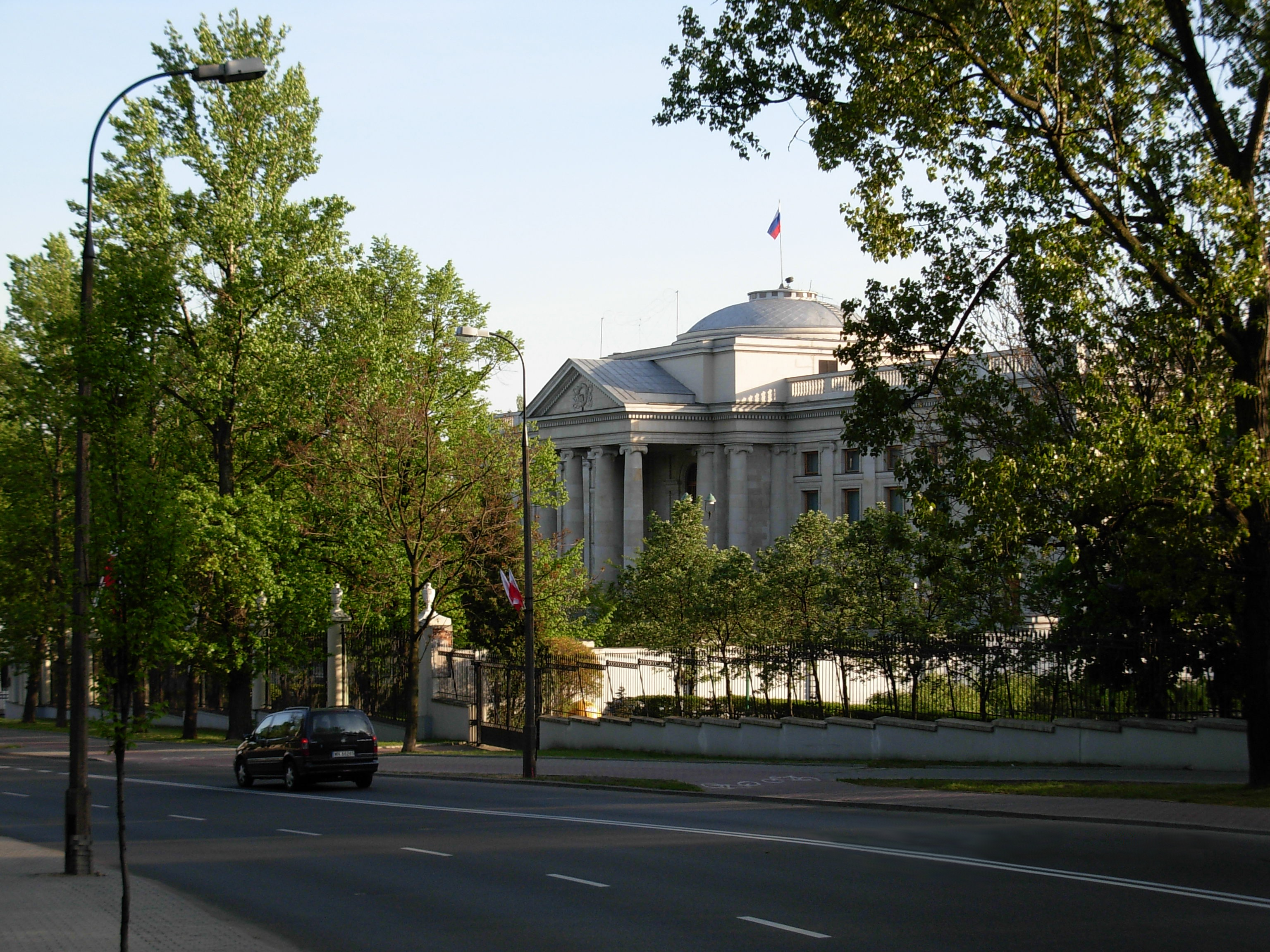
Ambassade à Varsovie.
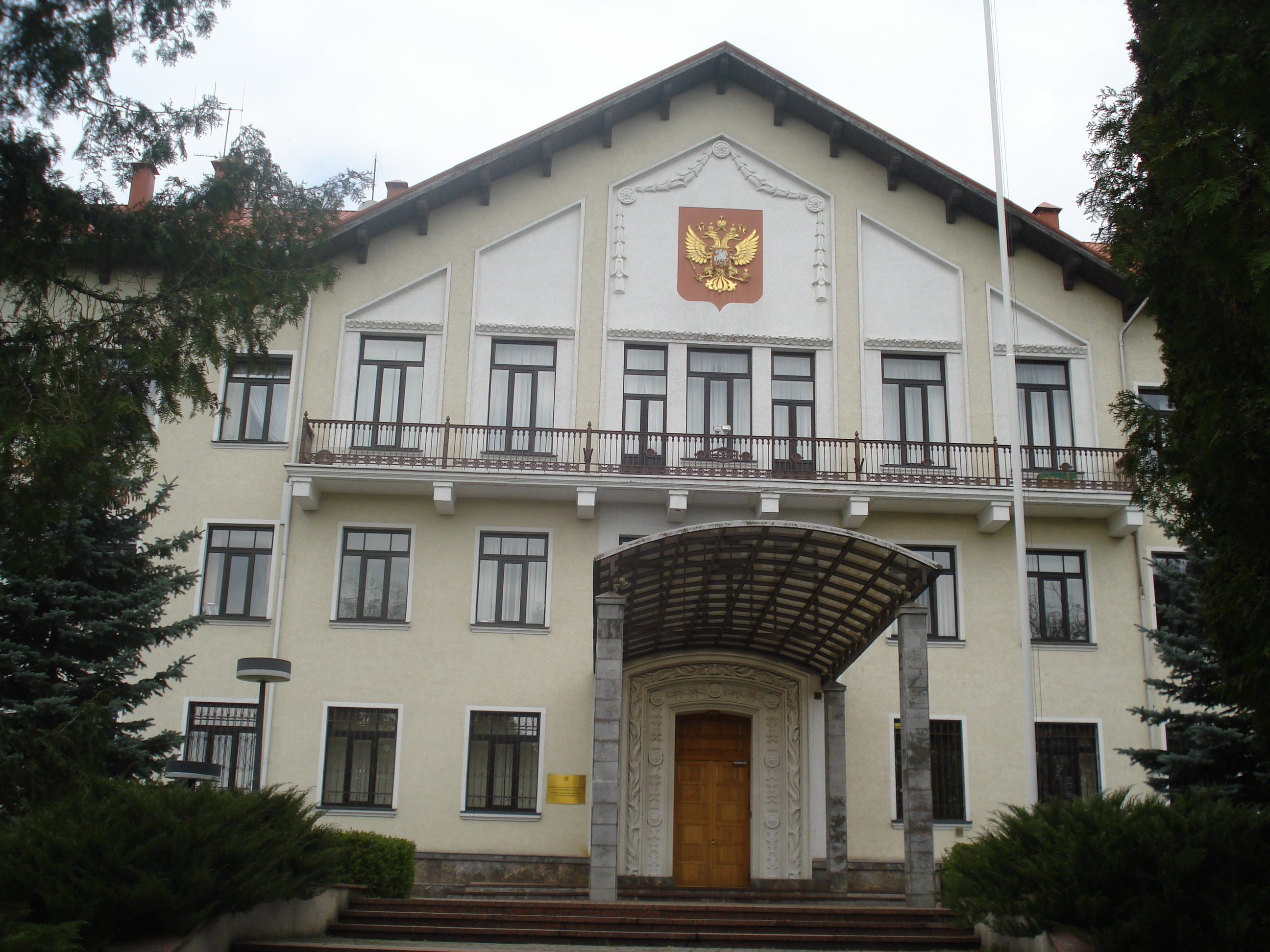
Ambassade à Vilnius.
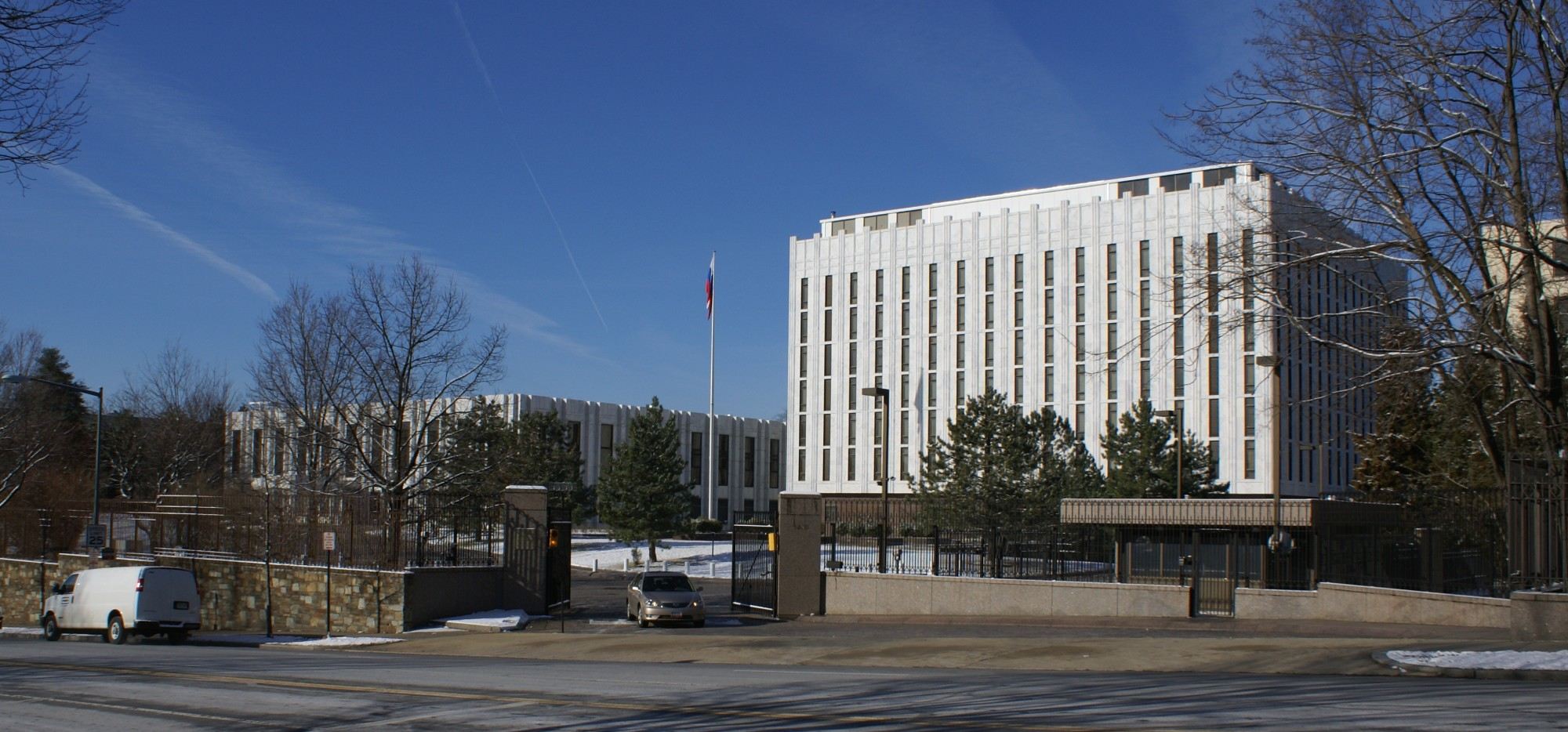
Ambassade à Washington.
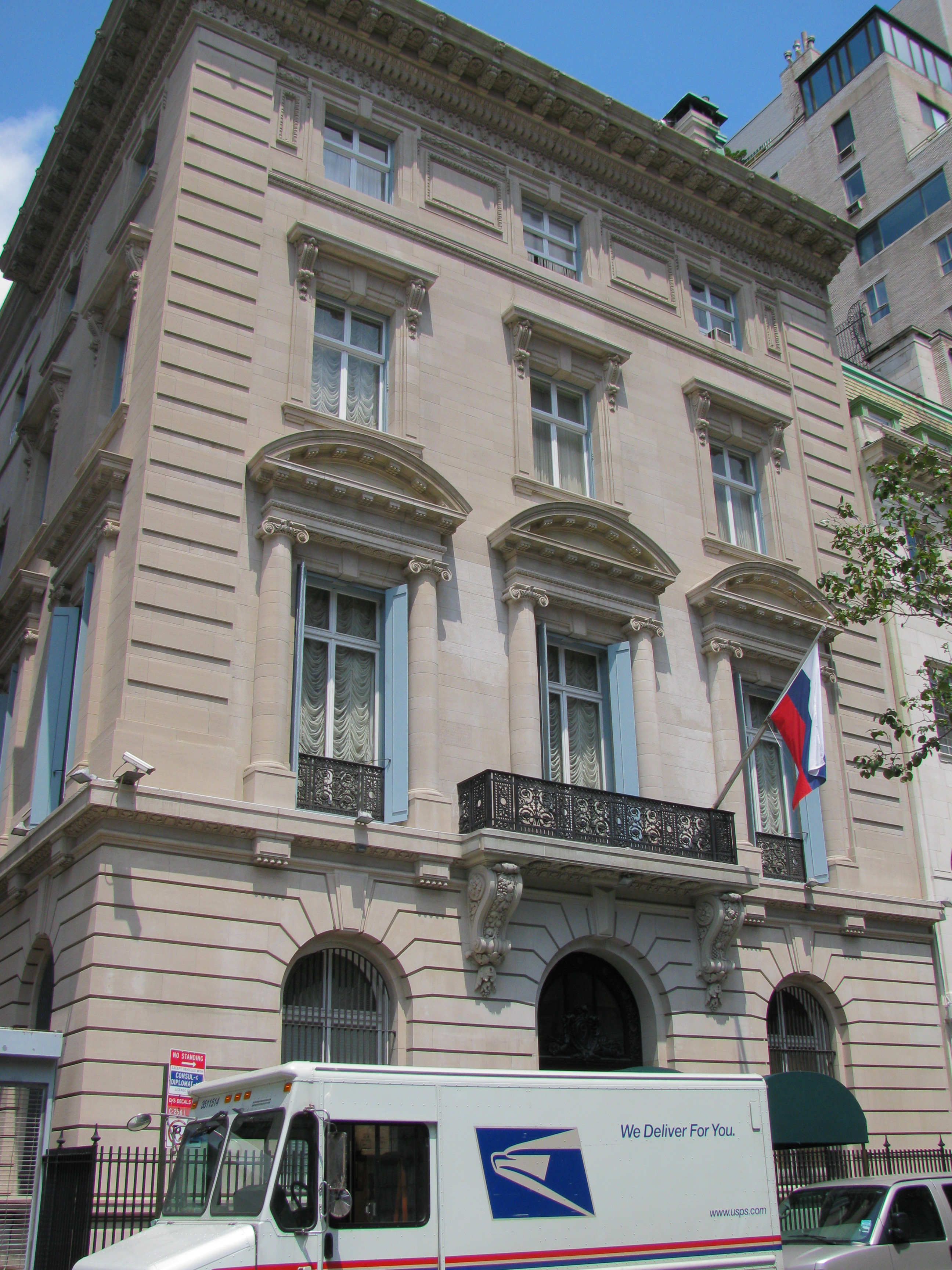
Consulat général à New York.
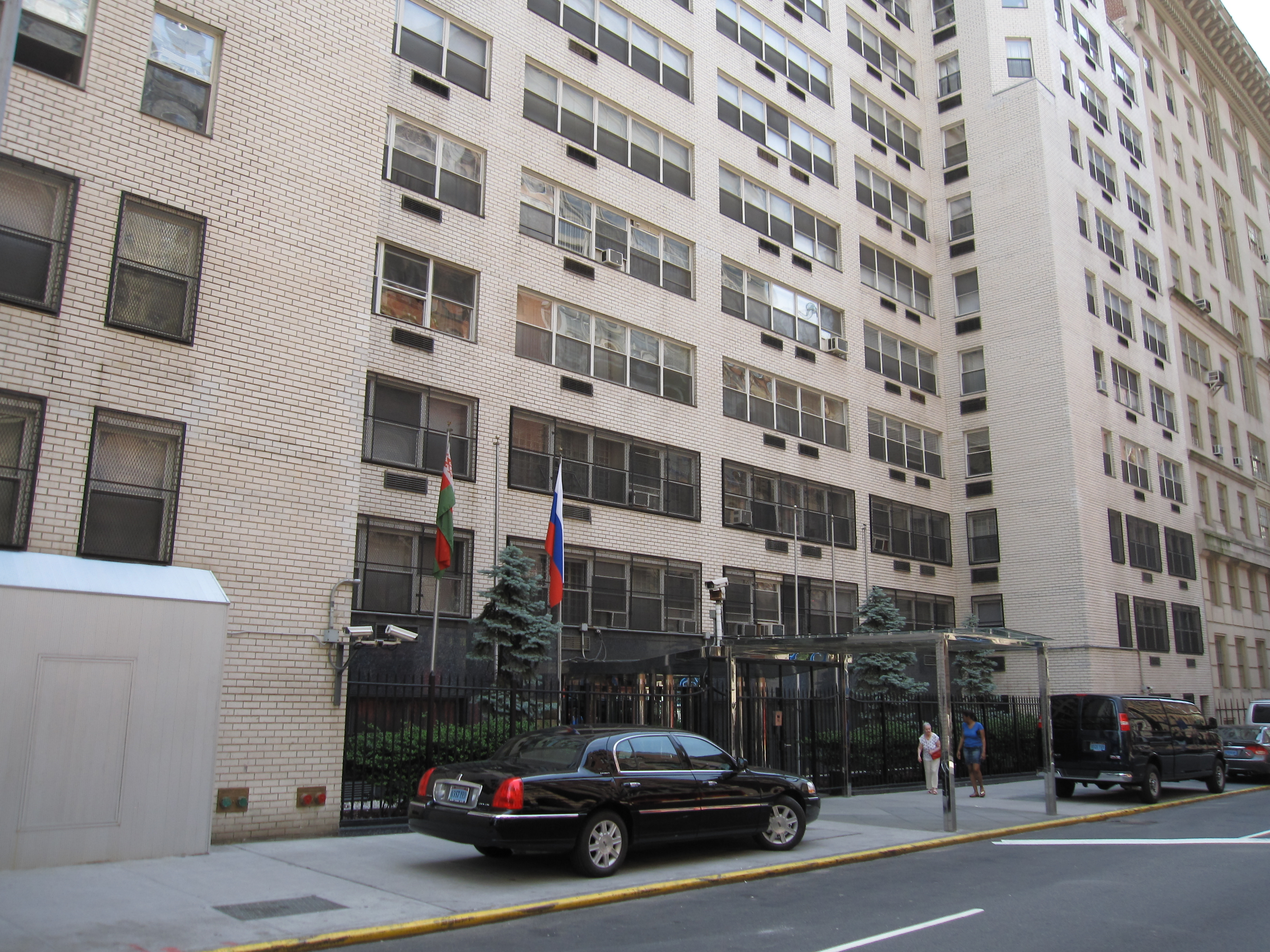
Mission permanente auprès des Nations unies à New York.
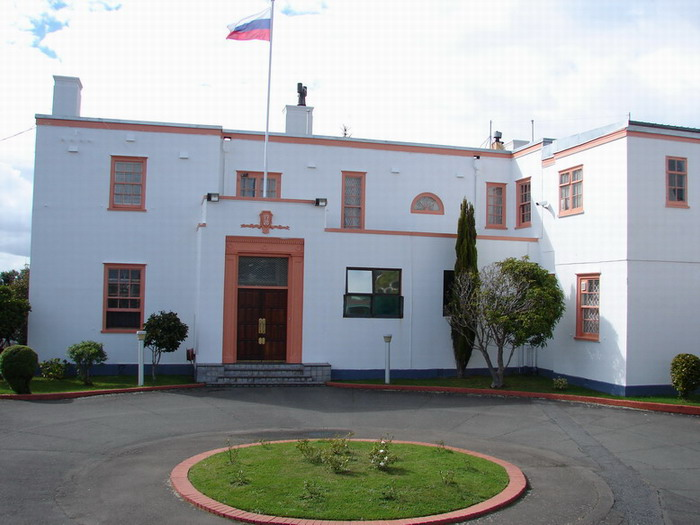
Ambassade à Wellington.